# 旭川市

旭川市中心部周辺の空中写真。2014年9月2日撮影の63枚を合成作成。
。

旭川市（あさひかわし）は、北海道北中部（道北地方）に位置し、上川総合振興局に属する市。上川盆地に広がっている。振興局所在地であり、札幌市に次ぐ北海道第2位の人口（約31万人）を有する中核市である。
北海道中央部に位置し、道北の経済・産業・文化の中心都市。ユネスコの「デザイン都市」、そして「国際会議観光都市」に認定されている。交通面では国道や鉄道路線の終起点となり高速道路が整備されているなど道内物流の拠点となっている。
全国的に知名度の高い旭川市旭山動物園が存在し、年間500万人以上の観光入込客数があることから、札幌市・小樽市・函館市と並ぶ北海道の観光都市として知名度が高い都市である。北海道パウダーベルトに位置し、冬季はカムイスキーリンクスを中心としたスキーリゾート観光もメインとなっている。また、旭川にゆかりのある文学者や芸術家も多く、市内各所に野外彫刻作品が置かれているほか（旭川の野外彫刻）、旭川家具をはじめとした木工業が盛んである。

## 地名の由来
一般に、旭川の名が初めて登場したのは明治23年9月20日の開村告知の時とされているが、実際にはその7か月ほど前の明治23年2月9日付『北海道毎日新聞』に掲載された以下の記事がある。
この記事は、当時の北海道庁長官（兼屯田兵本部長）永山武四郎の直属の部下である岡部方幾（屯田兵司令部付曹長）が会見したもので、前年末に上川への離宮設置が山縣有朋内閣によって閣議決定されて以降、まだ村名すら決まっていない地の離宮の名称について語っている。現在確認できる資料としては開村前に「旭川」の名が登場する唯一のものである。
命名者の意図として『旧称（アイヌ地名）の意義を存し（有し）且つ大日本帝国等の意味に縁あり』と明確にしており、「旭川」の名は、アイヌ語に由来する「日」＝「旭」の意と、大日本帝国の象徴としての「旭」の意を併せ持つ名として命名された事が読み取れる。

ただ、旭川開村を伝える同年9月23日付北海新聞記事などは、名の由来についてアイヌ語意訳部分しか伝えていない。
なお、記事中の「忠別」とは従前からのこの地域の呼称で、岡部方幾が語ったアイヌ語源「チユプペト」の意訳は、翌年発刊の永田方正『北海道蝦夷語地名解』のチュプペツ項に記述された意訳とほとんど同じ意である。永田は函館県令・北海道庁の命を受けて全道のアイヌ語地名を調査した当時の権威学者であるが、空知・上川・樺戸3郡の調査は同年3月であるはずの永田の意訳が2月のこの時点で既に成されていたという事は、この意訳が調査以前に創作されていた疑いがある。
「旭川」の名の由来については、かなり以前からこの新聞記事の存在は市史編集会議や郷土史家など各方面で知られていたが、旭川市をはじめとしてその見解は長年アイヌ語意訳のみに固定化しており、地名とは直接関係のない忠別川語源説が諸説として混同されるなど種々誤解が多い。

## 地理
旭川市は北海道内最大の盆地となる上川盆地にあり、石狩川、牛朱別川、忠別川、美瑛川などの河川合流部に位置している。市西部に幌内山地、天塩山地、嵐山丘陵が南北に連なっており、石狩川は幌内山地を侵食して神居古潭渓谷を形成している。大雪山系ではエゾナキウサギ、キタキツネ、エゾリスなどの動物が観られる。「神居古潭渓谷の変成岩」として「日本の地質百選」に選定されている。市北部に比布丘陵、市東部に米飯山地が分布している。突哨山（とっしょうざん）には日本最大級のカタクリ群落がある。

### 地形

#### 山地
主な山
- 伊納山（533 m）
- 常盤山（593 m）
- 神居山（799 m）
- 神楽山（493 m）
- 神楽岳（583 m）
- 丸子山（896 m）
- 瑠辺蘂山（859 m）
- 旭山（296 m）
- 岐登牛山（457 m）
- 米飯山（920 m）
- 上米飯山（623 m）
- 射的山（171 m）
- 突哨山（239 m）
- 鬼斗牛山（379 m）
- 高砂山（464 m）
- 冬路山（625 m）
- 幌内山（577 m）

#### 河川
主な川
- 石狩川
- 牛朱別川
- 忠別川
- 美瑛川
- 辺別川
- 永山新川
- オサラッペ川
- 内大部川
- キムクシュハイシュベツ川
- 東光川
- 永山3号川
- 神水川
- オロエン川
- ウッペツ川
- ポン川
- 小股川分水路
- 近文内川
- 伊野川
- オホーツナイ川
- 栄川
- 難波田川
- 桜川
- 神居川
- 南校川
- 近文オホーツナイ川
- 愛宕新川
- 江丹別川
- 五号川
- 難波田川分水路
- 秋葉の沢川
- 雨紛川
- 基北川
- ペーパン川
- 西里川
- 西八号川
- ポンウシベツ川
- 倉沼川
- 拓北川
- 十五号川
- ポンウシベツ川分水路
- ペーパン第二支川
- ヨンカシュッペ川
- 千代ヶ岡川
- 小股川
- ペーパン第三支川
- ハイシュベツ川
- アイヌ川
- 永山二号川

#### 湖沼
主な湖
- 神居ダム

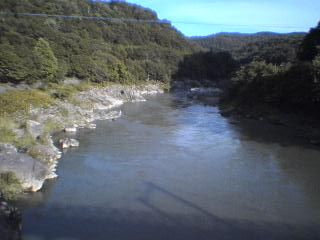
石狩川（2006年8月）
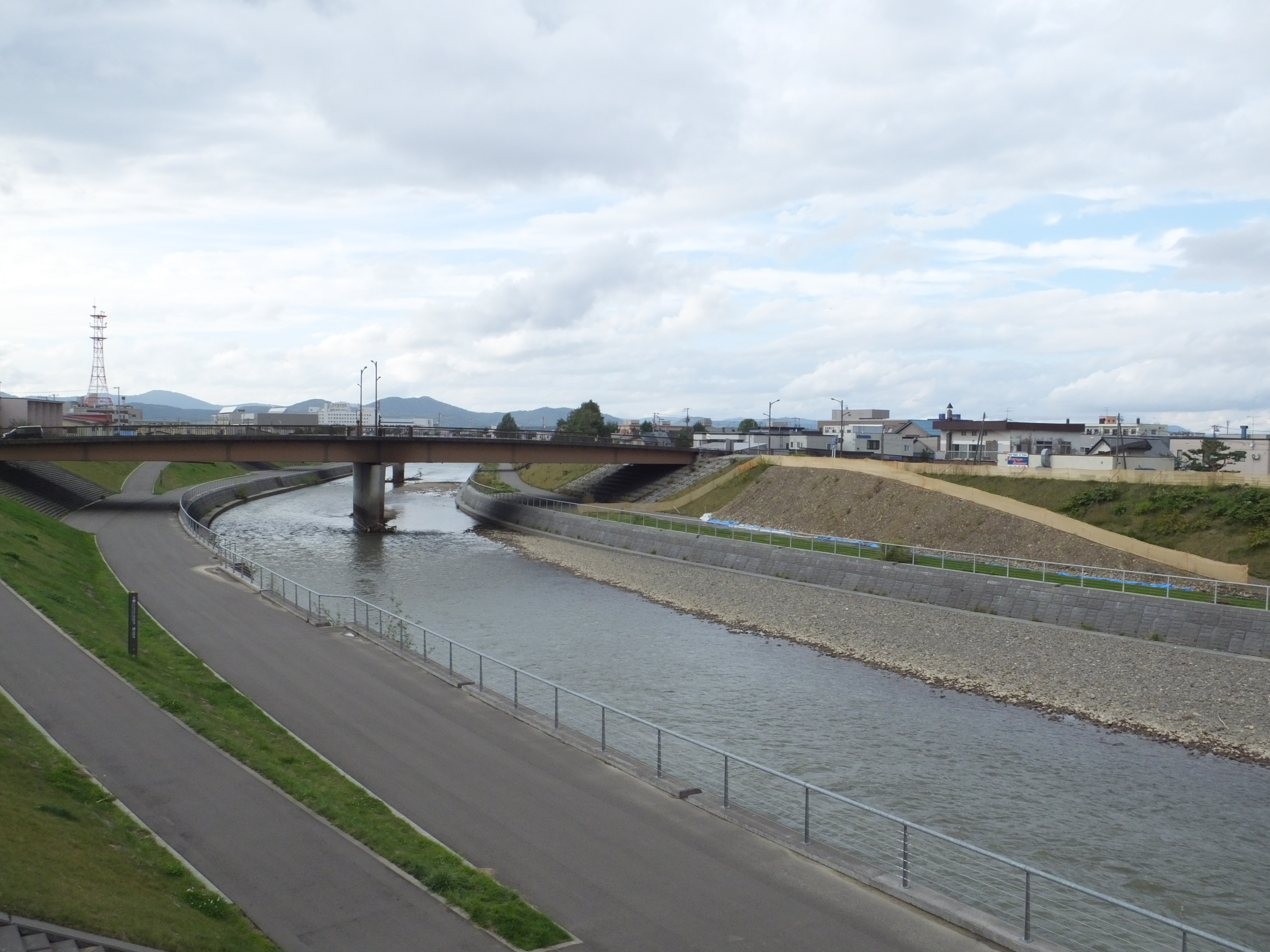
牛朱別川（2016年9月）
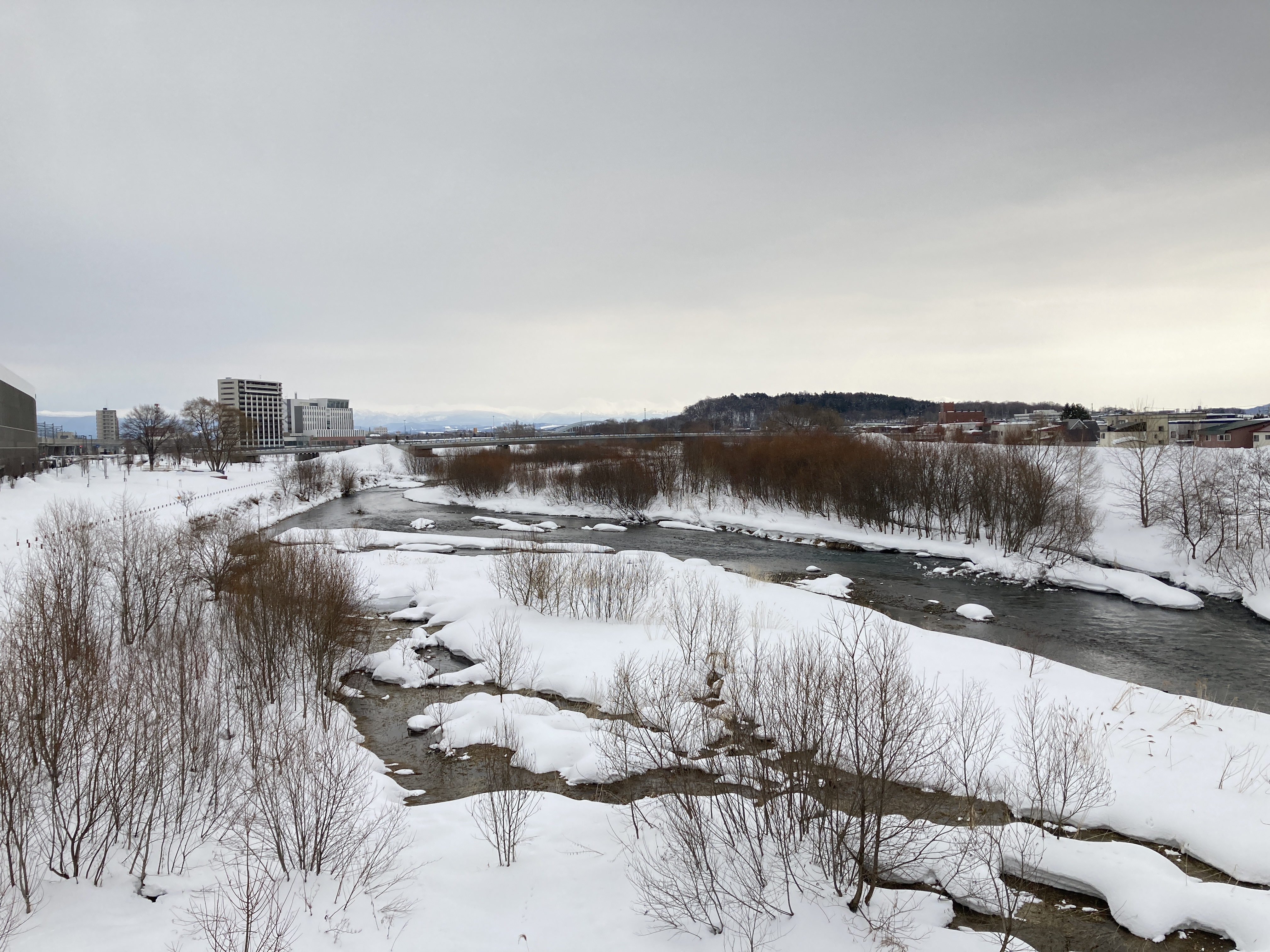
忠別川（2022年3月）
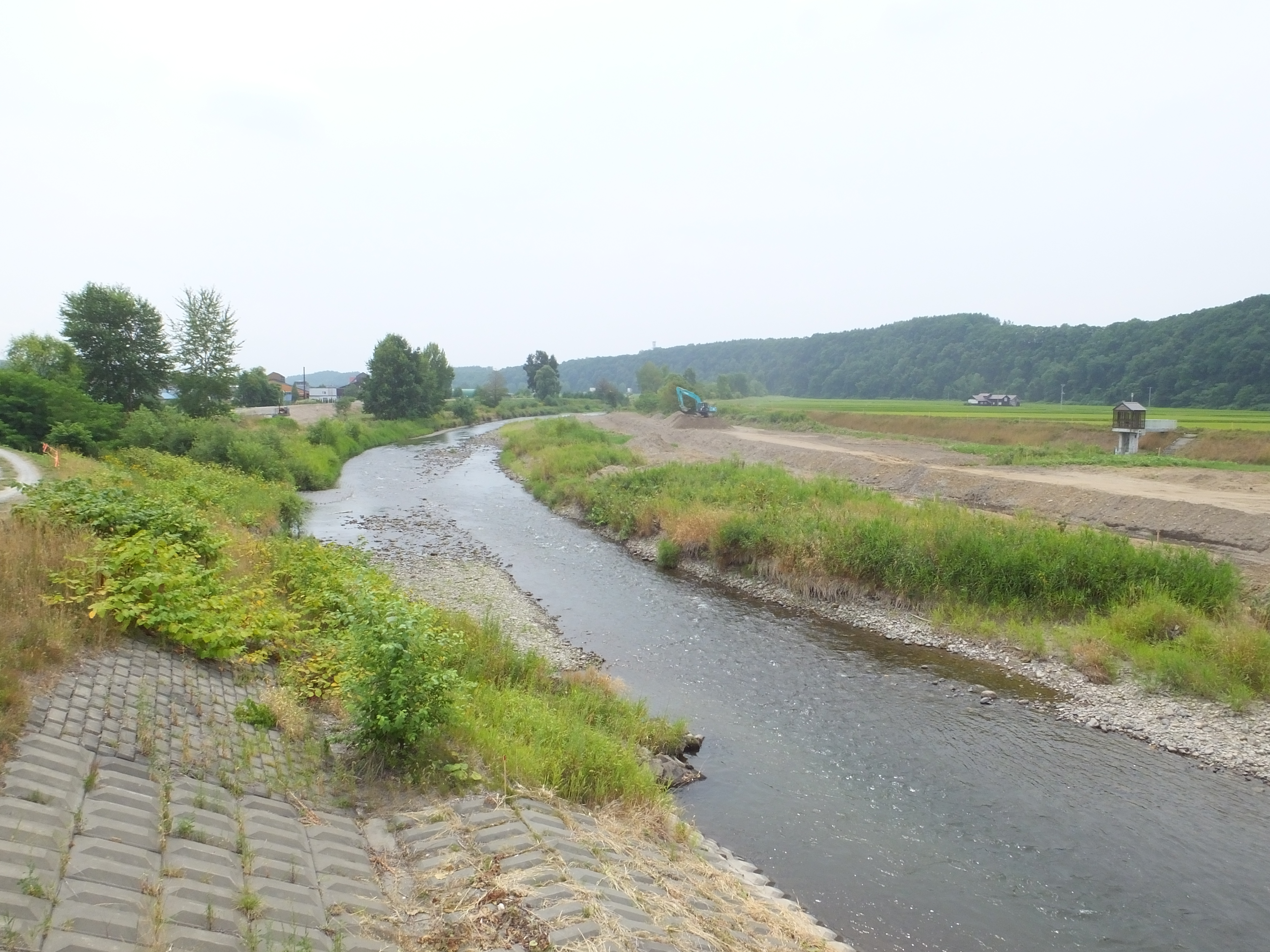
辺別川（2013年8月）
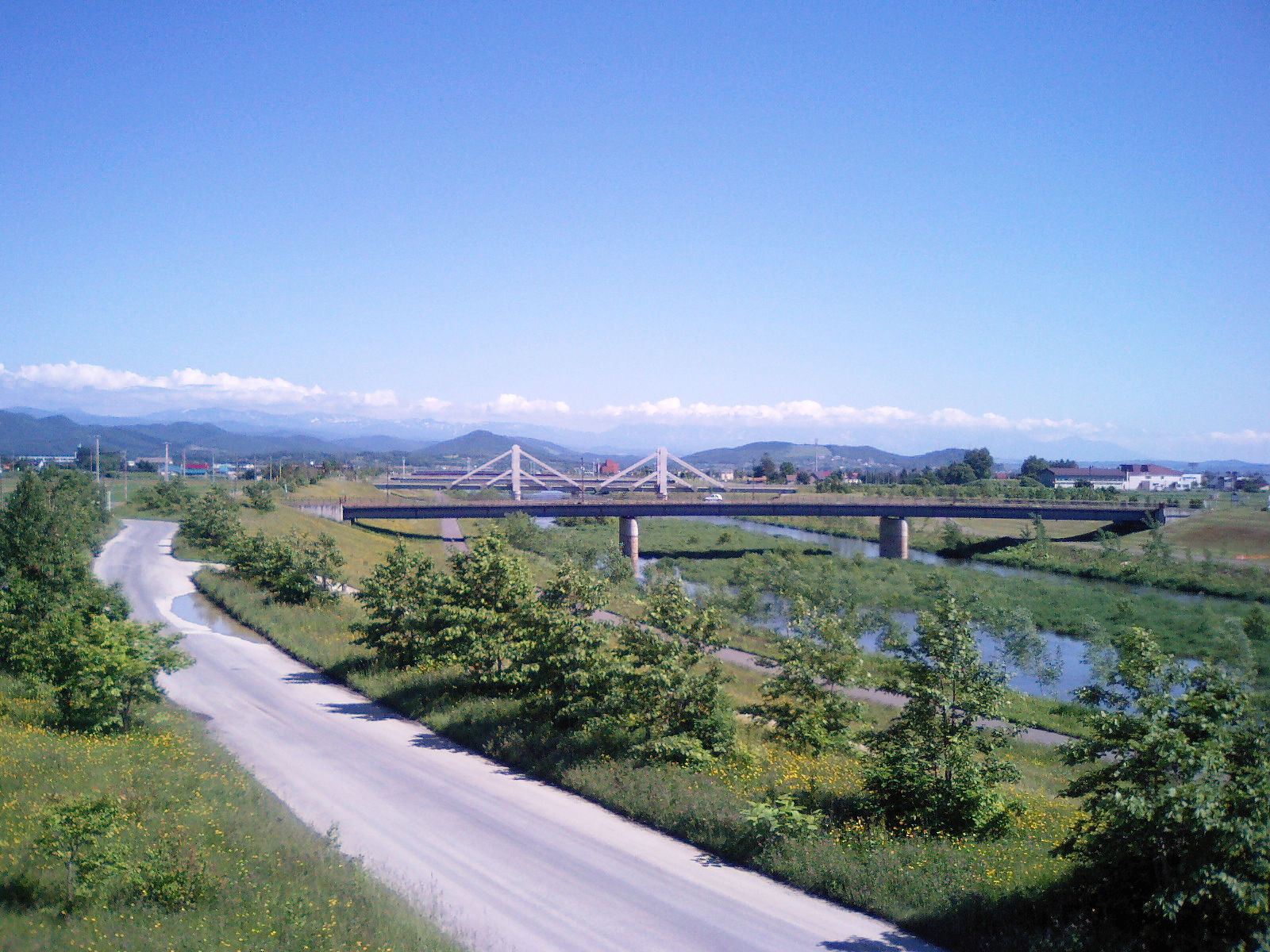
永山新川（2006年6月）
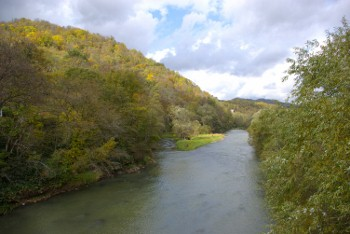
オサラッペ川（2010年10月）

### 人口
札幌市に次ぐ北海道内第2の人口規模を持つ都市であり、東北地方を含めても長らく札幌市、仙台市に次ぐ第3の人口を持つ都市であったが、2010年代に入ってから人口減少が加速化し、2016年にいわき市に抜かれた。昭和中期に周辺6町村を吸収合併したこと、および都市部への人口集中により1985年（昭和60年）頃まで人口増加傾向が続いてきたが、横ばいとなった後、2003年（平成15年）から減少傾向となっている。近年は、都市圏人口はそこまで減っていないにもかかわらず、東神楽町や東川町といった隣接する町がベッドタウンとして人口増加をみせているため（ドーナツ化現象）、市域人口の減少はペースを上げている。
| |                                        |  |
| 旭川市と全国の年齢別人口分布（2005年） | 旭川市の年齢・男女別人口分布（2005年） |  |
| ■紫色 ― 旭川市 ■緑色 ― 日本全国 | ■青色 ― 男性 ■赤色 ― 女性              |  |
| 旭川市（に相当する地域）の人口の推移 \| 1970年（昭和45年） \| 297,189人 \| \| \| 1975年（昭和50年） \| 320,526人 \| \| \| 1980年（昭和55年） \| 352,619人 \| \| \| 1985年（昭和60年） \| 363,631人 \| \| \| 1990年（平成2年） \| 359,071人 \| \| \| 1995年（平成7年） \| 360,568人 \| \| \| 2000年（平成12年） \| 359,536人 \| \| \| 2005年（平成17年） \| 355,004人 \| \| \| 2010年（平成22年） \| 347,275人 \| \| \| 2015年（平成27年） \| 339,605人 \| \| \| 2020年（令和2年） \| 329,306人 \| \| |                                        |  |
| 総務省統計局 国勢調査より |                                        |  |
| 1970年（昭和45年） | 297,189人                              |  |
| 1975年（昭和50年） | 320,526人                              |  |
| 1980年（昭和55年） | 352,619人                              |  |
| 1985年（昭和60年） | 363,631人                              |  |
| 1990年（平成2年） | 359,071人                              |  |
| 1995年（平成7年） | 360,568人                              |  |
| 2000年（平成12年） | 359,536人                              |  |
| 2005年（平成17年） | 355,004人                              |  |
| 2010年（平成22年） | 347,275人                              |  |
| 2015年（平成27年） | 339,605人                              |  |
| 2020年（令和2年） | 329,306人                              |  |

#### 消滅集落
2015年国勢調査によれば、以下の集落は調査時点で人口0人の消滅集落となっている。
- 旭川市 - 字近文六線、字近文五線4号、字近文五線5号、緑台、東鷹栖十四線21号、東鷹栖十四線22号、東鷹栖十三線24号、東鷹栖十二線23号,東鷹栖十一線24号、東鷹栖十一線14号、東鷹栖十線18号、東鷹栖四線10号、江丹別町清水

### 人口動態概要
2024年現在約32万人となっており人口減少が続いている。旭川市の人口推移を見ていくと1950年（昭和25年）では人口18万人程度に過ぎなかったが急速な発展を遂げ、1980年には35万人に到達し、30年間でほぼ人口は倍増するなど急速な発展を果たした。旭川市の人口は1950年から1980年にかけては年間5000人から6000人に及ぶ大幅な人口増加が続いていたが、1980年以降は距離の近い札幌市に集約される流れが強まり人口移動は社会減少に転じた。1983年には36万人を上回った後2000年頃までは人口は36万人前後で頭打ちとなった。2000年以降は自然動態の減少もあり人口減少傾向が年々強まっている。
| 実施年 | 旭川市人口(人) | 旭川市増加数(人) | 旭川市増加率(%) | 国内増加率(%) | 注釈 |
| ------ | -------------- | ---------------- | --------------- | ------------- | ---- |
| 1950年 | 184,227        | -                | -               | -             |      |
| 1955年 | 214,463        | 30,236           | 16.4            | 7.3           |      |
| 1960年 | 239,636        | 25,173           | 11.7            | 4.6           |      |
| 1965年 | 271,930        | 32,294           | 13.5            | 5.2           |      |
| 1970年 | 297,189        | 25,259           | 9.3             | 5.5           |      |
| 1975年 | 320,526        | 23,337           | 7.9             | 7.9           |      |
| 1980年 | 352,619        | 32,093           | 10.0            | 4.6           |      |
| 1985年 | 363,631        | 11,012           | 3.1             | 3.4           |      |
| 1990年 | 359,071        | 4,560            | 1.3             | 2.1           |      |
| 1995年 | 360,568        | 1,497            | 0.4             | 1.6           |      |
| 2000年 | 359,536        | 1,032            | 0.3             | 1.1           |      |
| 2005年 | 355,004        | 4,532            | 1.3             | 0.7           |      |
| 2010年 | 347,275        | 7,729            | 2.2             | 0.2           |      |
| 2015年 | 339,605        | 7,670            | 2.2             | 0.8           |      |
| 2020年 | 329,306        | 10,299           | 3.0             | 0.8           |      |

### 隣接自治体
上川総合振興局
- 石狩上川郡鷹栖町
- 石狩上川郡東神楽町
- 石狩上川郡当麻町
- 石狩上川郡比布町
- 石狩上川郡上川町
- 石狩上川郡東川町
- 石狩上川郡美瑛町
- 天塩上川郡和寒町
- 雨竜郡幌加内町

空知総合振興局
- 芦別市
- 深川市

## 気候
ケッペンの気候区分によると、旭川市は湿潤大陸性気候（または亜寒帯湿潤気候）に属する。寒暖の差が大きく気温の年較差、日較差が大きい顕著な大陸性気候である。降雪量が多く、豪雪地帯に指定されている。
1902年1月25日に日本の気象官署での観測史上最低気温となる-41.0℃を記録、2021年7月31日に旭川市郊外の江丹別で最高気温38.4℃を記録し、7月における北海道内の観測史上最高気温となっている。
春は移動性高気圧に覆われる日が多く、穏やかな天気の日が続くが、寒さが残る。夏になるとオホーツク海高気圧の影響により、肌寒い日もあるが、梅雨前線の北上と太平洋高気圧の勢力が強まることにより、気温も上昇する。時折、雷を伴った強い雨が降ることもある。秋は低気圧や秋雨前線が北海道付近を通るため、天気は周期的に変わる。昼と夜の気温の差が大きくなり、明け方頃に晴れていると放射冷却現象により、大きく気温が下がって霜が降りたり、水たまりに氷が張ることもある。冬はシベリア高気圧の勢力が強まり、オホーツク海に低気圧が進んで等圧線が南北に走る西高東低の冬型の気圧配置となり、気温は氷点下で雪の日が続く。
降雪量は市内各地区によって違いがあり、忠和地区や春光台地区では旭川気象台観測より約30%増の降雪量を観測する。降雪量の平年値は北海道内で倶知安町、岩見沢市に次ぐ数値を記録しているが、ドカ雪が比較的少ないため、最深積雪はあまり大きくならない。1年間に雪の降る日数は143.8日で、日本国内の都市で最も多い。
冬季の旭川市中心部はヒートアイランド現象により、最低気温の上昇が著しく、-25℃を下回る気温が観測されることも少なくなった。一方、旭川市郊外の江丹別では近年でも-30℃を下回る気温を観測することが珍しくなく、2020年2月6日に-31.6℃、2020年2月8日に-30.3℃、2020年2月9日に-36.0℃、2020年12月31日に-31.5℃、2021年1月24日に-31.8℃、2021年2月8日に-31.5℃、2023年1月30日に-31.3℃、2023年2月15日に-31.2℃を観測している。
| 旭川市（旭川地方気象台）の気候                               | 旭川市（旭川地方気象台）の気候 | 旭川市（旭川地方気象台）の気候 | 旭川市（旭川地方気象台）の気候 | 旭川市（旭川地方気象台）の気候 | 旭川市（旭川地方気象台）の気候 | 旭川市（旭川地方気象台）の気候 | 旭川市（旭川地方気象台）の気候 | 旭川市（旭川地方気象台）の気候 | 旭川市（旭川地方気象台）の気候 | 旭川市（旭川地方気象台）の気候 | 旭川市（旭川地方気象台）の気候 | 旭川市（旭川地方気象台）の気候 | 旭川市（旭川地方気象台）の気候 |
| 月                                                           | 1月                            | 2月                            | 3月                            | 4月                            | 5月                            | 6月                            | 7月                            | 8月                            | 9月                            | 10月                           | 11月                           | 12月                           | 年                             |
| ------------------------------------------------------------ | ------------------------------ | ------------------------------ | ------------------------------ | ------------------------------ | ------------------------------ | ------------------------------ | ------------------------------ | ------------------------------ | ------------------------------ | ------------------------------ | ------------------------------ | ------------------------------ | ------------------------------ |
| 最高気温記録 °C （°F）                                       | 11.7 (53.1)                    | 13.8 (56.8)                    | 18.8 (65.8)                    | 29.6 (85.3)                    | 34.3 (93.7)                    | 35.9 (96.6)                    | 37.6 (99.7)                    | 37.9 (100.2)                   | 33.3 (91.9)                    | 28.2 (82.8)                    | 22.0 (71.6)                    | 14.7 (58.5)                    | 37.9 (100.2)                   |
| 平均最高気温 °C （°F）                                       | −3.3 (26.1)                    | −1.7 (28.9)                    | 3.0 (37.4)                     | 11.2 (52.2)                    | 18.8 (65.8)                    | 22.8 (73)                      | 26.2 (79.2)                    | 26.6 (79.9)                    | 21.9 (71.4)                    | 14.9 (58.8)                    | 6.2 (43.2)                     | −0.8 (30.6)                    | 12.2 (54)                      |
| 日平均気温 °C （°F）                                         | −7.0 (19.4)                    | −6.0 (21.2)                    | −1.4 (29.5)                    | 5.6 (42.1)                     | 12.3 (54.1)                    | 17.0 (62.6)                    | 20.7 (69.3)                    | 21.2 (70.2)                    | 16.4 (61.5)                    | 9.4 (48.9)                     | 2.3 (36.1)                     | −4.2 (24.4)                    | 7.2 (45)                       |
| 平均最低気温 °C （°F）                                       | −11.7 (10.9)                   | −11.8 (10.8)                   | −6.1 (21)                      | 0.2 (32.4)                     | 6.1 (43)                       | 12.0 (53.6)                    | 16.4 (61.5)                    | 16.9 (62.4)                    | 11.7 (53.1)                    | 4.4 (39.9)                     | −1.5 (29.3)                    | −8.0 (17.6)                    | 2.4 (36.3)                     |
| 最低気温記録 °C （°F）                                       | −41.0 (−41.8)                  | −38.3 (−36.9)                  | −34.1 (−29.4)                  | −19.0 (−2.2)                   | −7.1 (19.2)                    | −1.2 (29.8)                    | 1.0 (33.8)                     | 2.4 (36.3)                     | −1.8 (28.8)                    | −8.0 (17.6)                    | −25.0 (−13)                    | −30.0 (−22)                    | −41.0 (−41.8)                  |
| 降水量 mm （inch）                                           | 66.9 (2.634)                   | 54.7 (2.154)                   | 55.0 (2.165)                   | 48.5 (1.909)                   | 66.6 (2.622)                   | 71.4 (2.811)                   | 129.5 (5.098)                  | 152.9 (6.02)                   | 136.3 (5.366)                  | 105.8 (4.165)                  | 114.5 (4.508)                  | 102.4 (4.031)                  | 1,104.4 (43.48)                |
| 降雪量 cm （inch）                                           | 125 (49.2)                     | 97 (38.2)                      | 80 (31.5)                      | 15 (5.9)                       | 0 (0)                          | 0 (0)                          | 0 (0)                          | 0 (0)                          | 0 (0)                          | 2 (0.8)                        | 82 (32.3)                      | 158 (62.2)                     | 557 (219.3)                    |
| 平均降水日数 （≥0.5mm）                                      | 22.2                           | 18.6                           | 18.6                           | 14.2                           | 12.1                           | 10.8                           | 11.6                           | 11.9                           | 14.2                           | 16.9                           | 21.4                           | 25.1                           | 197.6                          |
| 平均降雪日数                                                 | 30.2                           | 26.5                           | 26.0                           | 13.8                           | 1.6                            | 0.0                            | 0.0                            | 0.0                            | 0.0                            | 3.3                            | 20.3                           | 30.1                           | 151.5                          |
| % 湿度                                                       | 82                             | 78                             | 73                             | 66                             | 67                             | 73                             | 77                             | 79                             | 79                             | 79                             | 80                             | 83                             | 76                             |
| 平均月間日照時間                                             | 75.3                           | 96.1                           | 141.3                          | 169.5                          | 197.4                          | 176.5                          | 159.8                          | 154.6                          | 144.7                          | 125.9                          | 67.3                           | 58.1                           | 1,566.5                        |
| 出典：気象庁（平均値：1991年 - 2020年、極値：1888年 - 現在） |                                |                                |                                |                                |                                |                                |                                |                                |                                |                                |                                |                                |                                |

| 旭川（旭川地方気象台）1961年 - 1990年平均の気候 | 旭川（旭川地方気象台）1961年 - 1990年平均の気候 | 旭川（旭川地方気象台）1961年 - 1990年平均の気候 | 旭川（旭川地方気象台）1961年 - 1990年平均の気候 | 旭川（旭川地方気象台）1961年 - 1990年平均の気候 | 旭川（旭川地方気象台）1961年 - 1990年平均の気候 | 旭川（旭川地方気象台）1961年 - 1990年平均の気候 | 旭川（旭川地方気象台）1961年 - 1990年平均の気候 | 旭川（旭川地方気象台）1961年 - 1990年平均の気候 | 旭川（旭川地方気象台）1961年 - 1990年平均の気候 | 旭川（旭川地方気象台）1961年 - 1990年平均の気候 | 旭川（旭川地方気象台）1961年 - 1990年平均の気候 | 旭川（旭川地方気象台）1961年 - 1990年平均の気候 | 旭川（旭川地方気象台）1961年 - 1990年平均の気候 |
| 月                                              | 1月                                             | 2月                                             | 3月                                             | 4月                                             | 5月                                             | 6月                                             | 7月                                             | 8月                                             | 9月                                             | 10月                                            | 11月                                            | 12月                                            | 年                                              |
| ----------------------------------------------- | ----------------------------------------------- | ----------------------------------------------- | ----------------------------------------------- | ----------------------------------------------- | ----------------------------------------------- | ----------------------------------------------- | ----------------------------------------------- | ----------------------------------------------- | ----------------------------------------------- | ----------------------------------------------- | ----------------------------------------------- | ----------------------------------------------- | ----------------------------------------------- |
| 平均最高気温 °C （°F）                          | −4.3 (24.3)                                     | −3.0 (26.6)                                     | 2.0 (35.6)                                      | 10.5 (50.9)                                     | 17.9 (64.2)                                     | 22.3 (72.1)                                     | 25.9 (78.6)                                     | 26.2 (79.2)                                     | 21.1 (70)                                       | 14.1 (57.4)                                     | 5.7 (42.3)                                      | −0.8 (30.6)                                     | 11.5 (52.7)                                     |
| 日平均気温 °C （°F）                            | −8.4 (16.9)                                     | −7.7 (18.1)                                     | −2.5 (27.5)                                     | 5.0 (41)                                        | 11.6 (52.9)                                     | 16.4 (61.5)                                     | 20.4 (68.7)                                     | 20.9 (69.6)                                     | 15.3 (59.5)                                     | 8.5 (47.3)                                      | 1.8 (35.2)                                      | −4.2 (24.4)                                     | 6.4 (43.5)                                      |
| 平均最低気温 °C （°F）                          | −13.4 (7.9)                                     | −13.2 (8.2)                                     | −7.5 (18.5)                                     | −0.1 (31.8)                                     | 5.7 (42.3)                                      | 11.2 (52.2)                                     | 15.8 (60.4)                                     | 16.5 (61.7)                                     | 10.5 (50.9)                                     | 3.6 (38.5)                                      | −1.8 (28.8)                                     | −8.1 (17.4)                                     | 1.6 (34.9)                                      |
| 出典：理科年表                                  |                                                 |                                                 |                                                 |                                                 |                                                 |                                                 |                                                 |                                                 |                                                 |                                                 |                                                 |                                                 |                                                 |

| 江丹別（1991年 - 2020年）の気候    | 江丹別（1991年 - 2020年）の気候 | 江丹別（1991年 - 2020年）の気候 | 江丹別（1991年 - 2020年）の気候 | 江丹別（1991年 - 2020年）の気候 | 江丹別（1991年 - 2020年）の気候 | 江丹別（1991年 - 2020年）の気候 | 江丹別（1991年 - 2020年）の気候 | 江丹別（1991年 - 2020年）の気候 | 江丹別（1991年 - 2020年）の気候 | 江丹別（1991年 - 2020年）の気候 | 江丹別（1991年 - 2020年）の気候 | 江丹別（1991年 - 2020年）の気候 | 江丹別（1991年 - 2020年）の気候 |
| 月                                 | 1月                             | 2月                             | 3月                             | 4月                             | 5月                             | 6月                             | 7月                             | 8月                             | 9月                             | 10月                            | 11月                            | 12月                            | 年                              |
| ---------------------------------- | ------------------------------- | ------------------------------- | ------------------------------- | ------------------------------- | ------------------------------- | ------------------------------- | ------------------------------- | ------------------------------- | ------------------------------- | ------------------------------- | ------------------------------- | ------------------------------- | ------------------------------- |
| 最高気温記録 °C （°F）             | 7.0 (44.6)                      | 11.5 (52.7)                     | 16.1 (61)                       | 26.5 (79.7)                     | 33.5 (92.3)                     | 36.1 (97)                       | 38.4 (101.1)                    | 37.7 (99.9)                     | 32.0 (89.6)                     | 26.6 (79.9)                     | 19.7 (67.5)                     | 12.6 (54.7)                     | 38.4 (101.1)                    |
| 平均最高気温 °C （°F）             | −3.6 (25.5)                     | −2.3 (27.9)                     | 2.2 (36)                        | 9.2 (48.6)                      | 17.6 (63.7)                     | 22.0 (71.6)                     | 25.7 (78.3)                     | 25.8 (78.4)                     | 21.4 (70.5)                     | 14.3 (57.7)                     | 5.6 (42.1)                      | −1.5 (29.3)                     | 11.4 (52.5)                     |
| 日平均気温 °C （°F）               | −9.1 (15.6)                     | −8.4 (16.9)                     | −3.3 (26.1)                     | 3.1 (37.6)                      | 10.6 (51.1)                     | 15.7 (60.3)                     | 19.8 (67.6)                     | 20.0 (68)                       | 15.1 (59.2)                     | 8.0 (46.4)                      | 1.1 (34)                        | −5.7 (21.7)                     | 5.6 (42.1)                      |
| 平均最低気温 °C （°F）             | −16.3 (2.7)                     | −16.3 (2.7)                     | −10.5 (13.1)                    | −2.9 (26.8)                     | 3.5 (38.3)                      | 9.6 (49.3)                      | 14.6 (58.3)                     | 15.1 (59.2)                     | 9.7 (49.5)                      | 2.6 (36.7)                      | −3.1 (26.4)                     | −11.0 (12.2)                    | −0.4 (31.3)                     |
| 最低気温記録 °C （°F）             | −37.1 (−34.8)                   | −38.1 (−36.6)                   | −30.6 (−23.1)                   | −18.6 (−1.5)                    | −4.8 (23.4)                     | −1.4 (29.5)                     | 2.5 (36.5)                      | 3.8 (38.8)                      | −0.5 (31.1)                     | −7.8 (18)                       | −23.4 (−10.1)                   | −31.5 (−24.7)                   | −38.1 (−36.6)                   |
| 降水量 mm （inch）                 | 96.8 (3.811)                    | 78.6 (3.094)                    | 76.0 (2.992)                    | 62.7 (2.469)                    | 80.0 (3.15)                     | 71.1 (2.799)                    | 144.2 (5.677)                   | 158.8 (6.252)                   | 166.9 (6.571)                   | 147.4 (5.803)                   | 165.0 (6.496)                   | 147.4 (5.803)                   | 1,394.9 (54.917)                |
| 平均降水日数 （≥1.0 mm）           | 20.8                            | 17.2                            | 17.2                            | 12.3                            | 11.7                            | 10.2                            | 12.0                            | 12.4                            | 14.7                            | 17.1                            | 21.2                            | 24.7                            | 191.5                           |
| 平均月間日照時間                   | 54.0                            | 71.0                            | 112.3                           | 154.3                           | 186.1                           | 159.7                           | 152.3                           | 148.5                           | 139.8                           | 113.5                           | 52.4                            | 32.9                            | 1,376.8                         |
| 出典1：Japan Meteorological Agency |                                 |                                 |                                 |                                 |                                 |                                 |                                 |                                 |                                 |                                 |                                 |                                 |                                 |
| 出典2：気象庁                      |                                 |                                 |                                 |                                 |                                 |                                 |                                 |                                 |                                 |                                 |                                 |                                 |                                 |

| 平均気温の推移                                                 |                                                                |
| -------------------------------------------------------------- | -------------------------------------------------------------- |
| 現在、技術上の問題で一時的にグラフが表示されなくなっています。 |                                                                |
|                                                                | 現在、技術上の問題で一時的にグラフが表示されなくなっています。 |

|  | 現在、技術上の問題で一時的にグラフが表示されなくなっています。 |

|  | 現在、技術上の問題で一時的にグラフが表示されなくなっています。 |

|  | 現在、技術上の問題で一時的にグラフが表示されなくなっています。 |

|  | 現在、技術上の問題で一時的にグラフが表示されなくなっています。 |

|  | 現在、技術上の問題で一時的にグラフが表示されなくなっています。 |

|  | 現在、技術上の問題で一時的にグラフが表示されなくなっています。 |

|  | 現在、技術上の問題で一時的にグラフが表示されなくなっています。 |

|  | 現在、技術上の問題で一時的にグラフが表示されなくなっています。 |

|  | 現在、技術上の問題で一時的にグラフが表示されなくなっています。 |

|  | 現在、技術上の問題で一時的にグラフが表示されなくなっています。 |

|  | 現在、技術上の問題で一時的にグラフが表示されなくなっています。 |

|  | 現在、技術上の問題で一時的にグラフが表示されなくなっています。 |

|  | 現在、技術上の問題で一時的にグラフが表示されなくなっています。 |

|  | 現在、技術上の問題で一時的にグラフが表示されなくなっています。 |

|  | 現在、技術上の問題で一時的にグラフが表示されなくなっています。 |

|  | 現在、技術上の問題で一時的にグラフが表示されなくなっています。 |

|  | 現在、技術上の問題で一時的にグラフが表示されなくなっています。 |

## 歴史

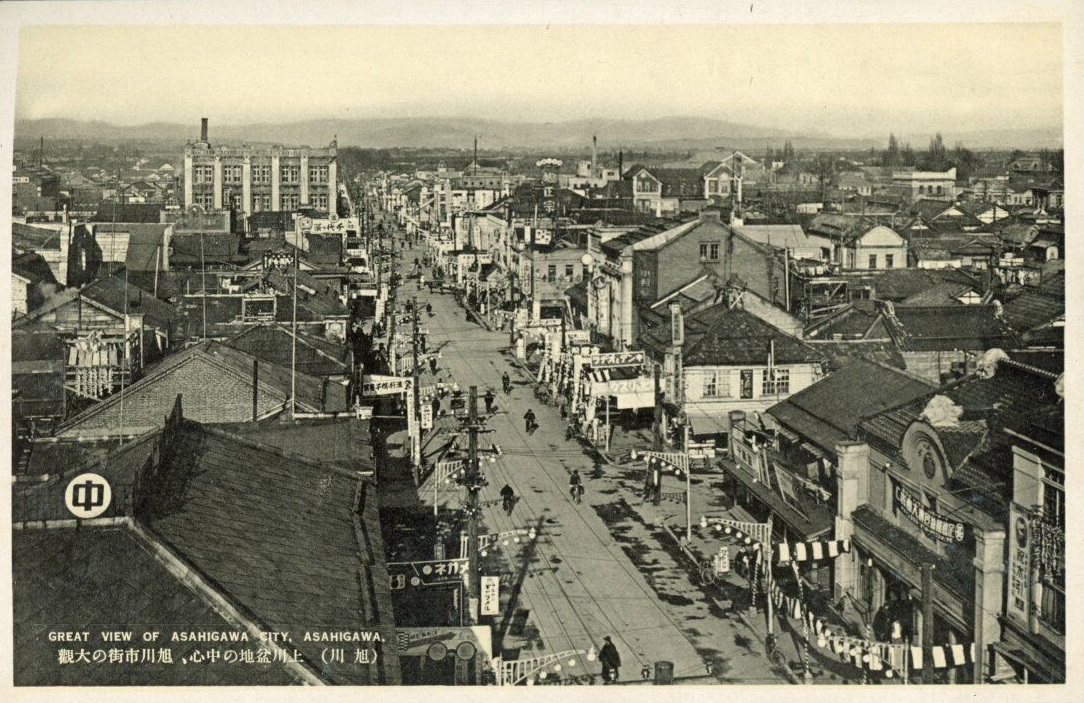
旭川市（1920年頃）

「旭川市の概要 あゆみ」参照

### 沿革
- 縄文時代より栄えた。装飾、石器などが発見されている。
- アイヌ圏が形成されていく。神居古潭は『アイヌの聖地』でもある。
- 江戸時代の半ば：忠別川と美瑛川が合流して石狩川に注ぐあたりで、和人と上川アイヌの人々と交易をする。
- 幕末期：松田市太郎や松浦武四郎らが和人として初めて大雪山系を探索し、上川町で温泉を発見する。1950年代に層雲峡温泉と改称される。
- 明治02年8月15日（1869年9月20日）：蝦夷地を北海道と改称。石狩国上川郡を置く。
- 1877年（明治10年）：鈴木亀蔵が和人として初めて定住する（現在の亀吉地区）。
- 1885年（明治18年）：岩村通俊・永山武四郎一行が上川に入り、近文山より国見をする。
- 1890年（明治23年）：北海道庁令により、上川郡に旭川・永山・神居の3村を設置[34]。
- 1891年（明治24年）：永山村に屯田兵入植。翌年には旭川村（現東旭川地区）に入植。
- 1897年（明治30年）：上川郡役所を旭川に移転。上川支庁と改称。
- 1898年（明治31年）：北海道官設鉄道（日本国有鉄道・北海道旅客鉄道の前身）旭川駅開業。滝川（当時ソラチプト）から旭川までの上川線開通で小樽・札幌とも繋がり、以降年1000人ずつ人口増加[35]。
- 1899年（明治32年）：写真師・中鉢直綱が旭川で初の写真館「中鉢写真館」を開業。
- 1900年（明治33年）：旭川村を旭川町と改称。
- 1901年（明治34年）：大日本帝国陸軍第七師団が札幌から移駐。
- 1902年（明治35年）：国内観測史上最低気温（摂氏氷点下41.0度）を記録（1月25日）。旭川町が一級町村制施行。
- 1904年（明治37年）：初代旭橋完成。
- 1911年（明治44年）：区章（現在の市章）制定[36]。
- 1911年（明治44年）：皇太子嘉仁親王（大正天皇）が行啓。
- 1914年（大正03年）：北海道区制施行、旭川区となる。
- 1916年（大正05年）：常磐公園開園。
- 1922年（大正11年）：市制施行、旭川市となる（8月1日）。
- 1923年（大正12年）：北海道旭川師範学校（現在の北海道教育大学旭川校）開校。
- 1929年（昭和04年）：『慰霊音楽大行進』（現在の『北海道音楽大行進』）初開催。
- 1930年（昭和05年）：市立診療所（現在の市立旭川病院）開設。
- 1932年（昭和07年）：石北本線全線開通。現在の旭橋完成。牛朱別川切り替え工事完成。
- 1936年（昭和11年）：旭川常盤ロータリー完成。昭和天皇の行幸をする。
- 1940年（昭和15年）：国策パルプ工業旭川工場（現在の日本製紙北海道工場旭川事業所）操業開始。
- 1945年（昭和20年）：アメリカ軍による空襲（北海道空襲）[37]。終戦後、市内にアメリカ軍第10軍団41師団などが進駐[38]。
- 1946年 (昭和21年)  ： 北海道分県提議　旭川県設置要望書をGHQへ提出するも拒絶される。
- 1947年（昭和22年） ： 札幌刑務所旭川刑務支所が旭川刑務所に昇格[39]。
- 1950年（昭和25年）：『北海道開発大博覧会』開催。
- 1952年（昭和27年）：保安隊第2管区総監部（現在の陸上自衛隊第2師団司令部）が移駐。
- 1954年（昭和29年）：昭和天皇、香淳皇后が市内に行幸啓。常磐公園、東五条小学校などを訪問[40]。
- 1955年（昭和30年）：神居村・江丹別村を編入合併（4月1日）。
- 1960年（昭和35年）：『旭川冬まつり』初開催。市民憲章制定。
- 1961年（昭和36年）：永山町を編入合併（4月1日）。
- 1962年（昭和37年）：『旭川夏まつり』初開催。アメリカ合衆国ブルーミントン市と姉妹都市提携。
- 1963年（昭和38年）：東旭川町を編入合併（8月15日）。
- 1966年（昭和41年）：旭川空港開港。
- 1967年（昭和42年）：旭川市旭山動物園開園。ソビエト連邦（現在のロシア）ユジノ・サハリンスク市と友好都市提携。
- 1968年（昭和43年）：神楽町を編入合併（3月1日）。第1回『小熊秀雄賞』授賞式。
- 1968年（昭和43年）：旭川刑務所が移転（旭川市八条通13丁目から東鷹巣村へ）[41]。
- 1970年（昭和45年）：人口30万人突破。
- 1970年（昭和45年）：市旗制定[42]。第1回『中原悌二郎賞』授賞式。
- 1971年（昭和46年）：東鷹栖町を編入合併（3月2日）。
- 1972年（昭和47年）：日本国内初の恒久歩行者天国となる平和通買物公園開設。市制50周年を記念し市歌「若いまち旭川」を制定（8月12日）。
- 1973年（昭和48年）：北海道新幹線の終点が旭川市に変更され、札幌 - 旭川間が全国新幹線鉄道整備法に基づく「基本計画線」に制定。宗谷本線の連続立体交差事業（鉄道高架）完了。旭川医科大学開校。
- 1975年（昭和50年）：旭川市民文化会館開館。翌年、開館を記念して、「旭川ななかまど文化賞」が設けられる。
- 1976年（昭和51年）：「ナナカマド」「ツツジ」を市民の木、花に制定。
- 1978年（昭和53年）：「キレンジャク」と「カンタン」を市民の鳥、虫に制定。
- 1979年（昭和54年）：旭川市総合体育館開館。
- 1980年（昭和55年）：優佳良織工芸館開館（現在、長期休館中）。
- 1981年（昭和56年）：『旭川国際バーサースキー大会』（バーサーロペットジャパン）初開催。
- 1982年（昭和57年）：旭川空港にジェット機就航。北海道立旭川美術館開館。
- 1984年（昭和59年）：花咲スポーツ公園硬式野球場（スタルヒン球場）オープン。
- 1986年（昭和61年）：旭川大雪アリーナオープン。
- 1989年（平成元年）：大韓民国水原市と姉妹都市提携。
- 1990年（平成02年）：『国際家具デザインフェア旭川』初開催。開基100年記念式典及び記念イベント『日本のまつり・旭川』開催。道央自動車道旭川鷹栖IC開通。
- 1992年（平成04年）：旭川生活文化産業振興協会（現在の旭川産業創造プラザ）設立。
- 1993年（平成05年）：井上靖記念館開館。旭川市大雪クリスタルホールオープン。FMりべーるの開局。
- 1994年（平成06年）：中原悌二郎記念旭川市彫刻美術館開館。旭川市中央図書館開館。
- 1995年（平成07年）：旭川市を含む1市8町が「地方拠点都市地域」指定[43]。旭川新道が暫定2車線で開通。中華人民共和国哈爾濱（ハルビン）市と友好都市提携。
- 1997年（平成09年）：旭川空港2,500m 滑走路供用開始。旭川市農業センター（花菜里ランド）開設。
- 1998年（平成10年）：三浦綾子記念文学館開館。
- 1999年（平成11年）：永山地区に北海道の各機関が入る上川合同庁舎完成。旭川環状線（北海道道90号旭川環状線）全線開通。
- 2000年（平成12年）：中核市へ移行（4月1日）[1]。道央道旭川北IC供用開始。
- 2002年（平成14年）：旭川市障害者福祉センターおぴったオープン。永山新川（牛朱別川分水路）供用開始。
- 2005年（平成17年）：旭川市科学館 サイパルオープン。
- 2006年（平成18年）：旭川空港初の国際定期便（旭川 - ソウル）就航。
- 2007年（平成19年）：家庭ごみ有料化。神楽市民交流センターオープン。地上デジタル放送開始（10月1日）。
- 2008年（平成20年）：旭川新道全線4車線開通。旭川競馬場閉鎖。
- 2009年（平成21年）：旭川市を含む1市8町が「定住自立圏形成協定」を締結し、旭川市が「中心市宣言」した[44]。
- 2010年（平成22年）：旭川市市民活動交流センター（CoCoDe）オープン。
- 2011年（平成23年）：旭川駅新駅舎全面開業。
- 2013年（平成25年）：スタルヒン球場にナイター照明設備。
- 2014年（平成26年）：北彩都あさひかわ完成記念事業[45]。
- 2015年（平成27年）：鹿児島県南さつま市と姉妹都市提携。
- 2017年（平成29年）：暴力団排除条例が改正され、さんろく街に暴力団排除特別強化地域が設定。みかじめ料の要求も支払いも禁止された[46]。
- 2019年（令和元年）：ユネスコ（国際連合教育科学文化機関）が選出するユネスコ創造都市ネットワークの「デザイン都市」分野に認定される。
- 2022年（令和4年）：旭川市市制施行100年記念事業を施行。市制施行日にあたる8月1日を毎年の記念日とする「旭川市民の日」を制定[47]。
- 2022年（令和4年）8月8日 - 市内に初めてヒグマ注意報が発出（注意報などの制度は同年から北海道庁が始めたもの）。同年9月7日に解除[48]。
- 2024年（令和6年）4月26日 - 旭川市が「日本サッカー協会100周年表彰（感謝表彰）」を受ける[49]

## 行政

### 役所

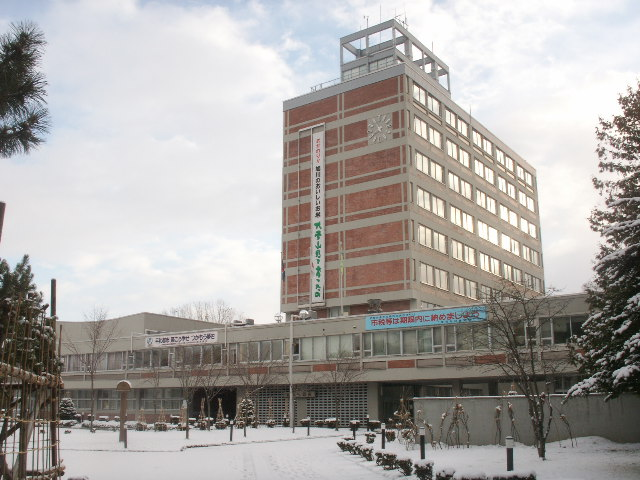
旧旭川市庁舎（2007年）

2023年（令和5年）11月6日に旭川市総合庁舎新庁舎がオープンした（第二庁舎は改修、旧総合庁舎と第三庁舎は解体される）。
- 旭川市役所
  - 総合庁舎・第二庁舎・神居支所・江丹別支所・永山支所・東旭川支所・神楽支所・西神楽支所・東鷹栖支所・神居古潭出張所・嵐山出張所・米原出張所

### 市長
町長・区長
| 代       | 氏名       | 在任期間                                               | 備考                                          |
| -------- | ---------- | ------------------------------------------------------ | --------------------------------------------- |
| 旭川町長 |            |                                                        |                                               |
| 1        | 本田親美   | 1900年（明治33年）8月31日 - 1903年（明治36年）12月25日 |                                               |
| 2        | 奥田千春   | 1904年（明治37年）1月29日 - 1908年（明治41年）1月28日  |                                               |
| 3        | 齋藤米藏   | 1909年（明治42年）5月3日 - 1911年（明治44年）2月13日   |                                               |
| 4        | 奥田千春   | 1911年（明治44年）3月28日 - 1914年（大正3年）3月31日   |                                               |
| 旭川区長 |            |                                                        |                                               |
|          | 浅山正名   | 1914年（大正3年）3月28日 - 1914年（大正3年）7月23日    | 区長事務取扱（上川支庁長）                    |
| 1        | 市來源一郎 | 1914年（大正3年）7月24日 - 1920年（大正9年）7月23日    |                                               |
|          | 村本初太郎 | 1920年（大正9年）7月24日 - 1920年（大正9年）8月29日    | 区長代理（旭川区助役）                        |
| 2        | 市來源一郎 | 1920年（大正9年）8月30日 - 1922年（大正11年）5月1日    | 在任中に死去                                  |
|          | 村本初太郎 | 1922年（大正11年）5月2日 - 1922年（大正11年）7月31日   | 区長代理（旭川区助役） 市制施行により自然退任 |

歴代市長
「日本歴代市長」参照
| 代      | 氏名       | 在任期間                                                | 期数 |
| ------- | ---------- | ------------------------------------------------------- | ---- |
| 官選    |            |                                                         |      |
| 初 - 2  | 岩田恒     | 1923年（大正12年）6月25日 - 1928年（昭和3年）10月5日    | 2    |
| 3       | 奥田千春   | 1929年（昭和4年）6月20日 - 1933年（昭和8年）6月19日     | 1    |
| 4       | 渡邊勘一   | 1933年（昭和8年）6月28日 - 1936年（昭和11年）7月4日     | 1    |
| 5       | 井上英     | 1936年（昭和11年）9月10日 - 1938年（昭和13年）11月21日  | 1    |
| 6 - 7   | 足立富     | 1939年（昭和14年）3月18日 - 1946年（昭和21年）11月7日   | 2    |
| 公選    |            |                                                         |      |
| 初      | 大塚守穂   | 1947年（昭和22年）4月5日 - 1947年（昭和22年）5月14日    | 1    |
| 2       | 前野与三吉 | 1947年（昭和22年）6月11日 - 1951年（昭和26年）3月14日   | 1    |
| 3       | 坂東幸太郎 | 1951年（昭和26年）4月25日 - 1955年（昭和30年）4月14日   | 1    |
| 4 - 5   | 前野与三吉 | 1955年（昭和30年）4月30日 - 1963年（昭和38年）4月29日   | 2    |
| 6 - 8   | 五十嵐広三 | 1963年（昭和38年）4月30日 - 1974年（昭和49年）9月30日   | 3    |
| 9       | 松本勇     | 1974年（昭和49年）11月17日 - 1978年（昭和53年）11月16日 | 1    |
| 10 - 13 | 坂東徹     | 1978年（昭和53年）11月17日 - 1994年（平成6年）11月16日  | 4    |
| 14 - 16 | 菅原功一   | 1994年（平成6年）11月17日 - 2006年（平成18年）11月16日  | 3    |
| 17 - 20 | 西川将人   | 2006年（平成18年）11月17日 - 2021年（令和3年）8月31日   | 4    |
| 21      | 今津寛介   | 2021年（令和3年）9月26日 -                              | 1    |

### 市民憲章・都市宣言
市民憲章
都市宣言
- 安全都市宣言（昭和37年2月27日議会議決）
- 平和都市宣言（昭和58年5月3日告示）
- 健康都市宣言（平成2年10月10日宣言）
- 長寿都市宣言（平成10年3月30日議会議決）

## 議会

### 道議会
2021年北海道議会議員補欠選挙
- 選挙区：旭川市選挙区
- 定数：2人
- 投票日：2021年9月26日
- 当日有権者数：284,499人
- 投票率：49.47％

| 候補者名   | 当落 | 年齢 | 党派名     | 新旧別 | 得票数   |
| ---------- | ---- | ---- | ---------- | ------ | -------- |
| 宮崎アカネ | 当   | 49   | 無所属     | 新     | 50,796票 |
| 林祐作     | 当   | 33   | 自由民主党 | 新     | 48,345票 |
| 木下雅之   | 落   | 45   | 自由民主党 | 新     | 37,547票 |

2019年北海道議会議員選挙
- 選挙区：旭川市選挙区
- 定数：6人
- 投票日：2019年4月7日
- 当日有権者数：286,466人
- 投票率：52.34％

| 候補者名 | 当落 | 年齢 | 党派名     | 新旧別 | 得票数   | 備考                                  |
| -------- | ---- | ---- | ---------- | ------ | -------- | ------------------------------------- |
| 東国幹   | 当   | 51   | 自由民主党 | 現     | 34,730票 | 衆院選出馬のため2021年4月30日に辞職   |
| 安住太伸 | 当   | 49   | 無所属     | 現     | 24,518票 |                                       |
| 寺島信寿 | 当   | 54   | 公明党     | 新     | 20,980票 |                                       |
| 笠木薫   | 当   | 62   | 立憲民主党 | 新     | 20,514票 | 市長選挙出馬のため2021年8月10日に辞職 |
| 真下紀子 | 当   | 62   | 日本共産党 | 現     | 18,489票 |                                       |
| 松本将門 | 当   | 49   | 立憲民主党 | 新     | 16,890票 |                                       |
| 穴田貴洋 | 落   | 43   | 自由民主党 | 新     | 10,910票 |                                       |

### 衆議院
- 選挙区：北海道6区（旭川市、士別市、名寄市、富良野市、北海道上川総合振興局管内）
- 任期：2021年10月31日 - 2025年10月30日
- 投票日：2021年10月31日
- 当日有権者数：415,008人
- 投票率：56.86％

| 当落 | 候補者名 | 年齢 | 所属党派                            | 新旧別 | 得票数    | 重複 |
| ---- | -------- | ---- | ----------------------------------- | ------ | --------- | ---- |
| 当   | 東国幹   | 53   | 自由民主党                          | 新     | 128,670票 | ○    |
|      | 西川将人 | 52   | 立憲民主党                          | 新     | 93,403票  | ○    |
|      | 齊藤忠行 | 30   | NHKと裁判してる党弁護士法72条違反で | 新     | 9,776票   | ○    |

## 国家機関

### 官公庁
内閣府
- 警察庁北海道警察情報通信部旭川方面情報通信部

総務省
- 北海道管区行政評価局旭川行政監視行政相談センター

法務省
- 旭川地方法務局
- 旭川保護観察所
- 旭川刑務所
- 旭川少年鑑別所
- 旭川地方検察庁
  - 旭川区検察庁
  - 深川区検察庁
  - 富良野区検察庁
- 出入国在留管理庁札幌出入国在留管理局旭川出張所

財務省
- 北海道財務局旭川財務事務所
- 国税庁札幌国税局
  - 旭川中税務署
  - 旭川東税務署

厚生労働省
- 北海道労働局
  - 旭川労働基準監督署
  - 旭川公共職業安定所（ハローワーク旭川）

農林水産省
- 北海道農政事務所旭川支局
- 林野庁北海道森林管理局
  - 旭川事務所
  - 上川中部森林管理署

国土交通省
- 北海道開発局旭川開発建設部
  - 旭川河川事務所
  - 旭川道路事務所
  - 旭川農業事務所
- 北海道運輸局旭川運輸支局
- 気象庁旭川地方気象台

防衛省
- 陸上自衛隊北部方面隊
  - 第2師団司令部（旭川駐屯地内）
  - 旭川駐屯地（旭川飛行場）
  - 近文台分屯地（弾薬・燃料）
- 自衛隊旭川地方協力本部
  - 南地区隊
  - 北地区隊
  - 道北地域援護センター旭川本部

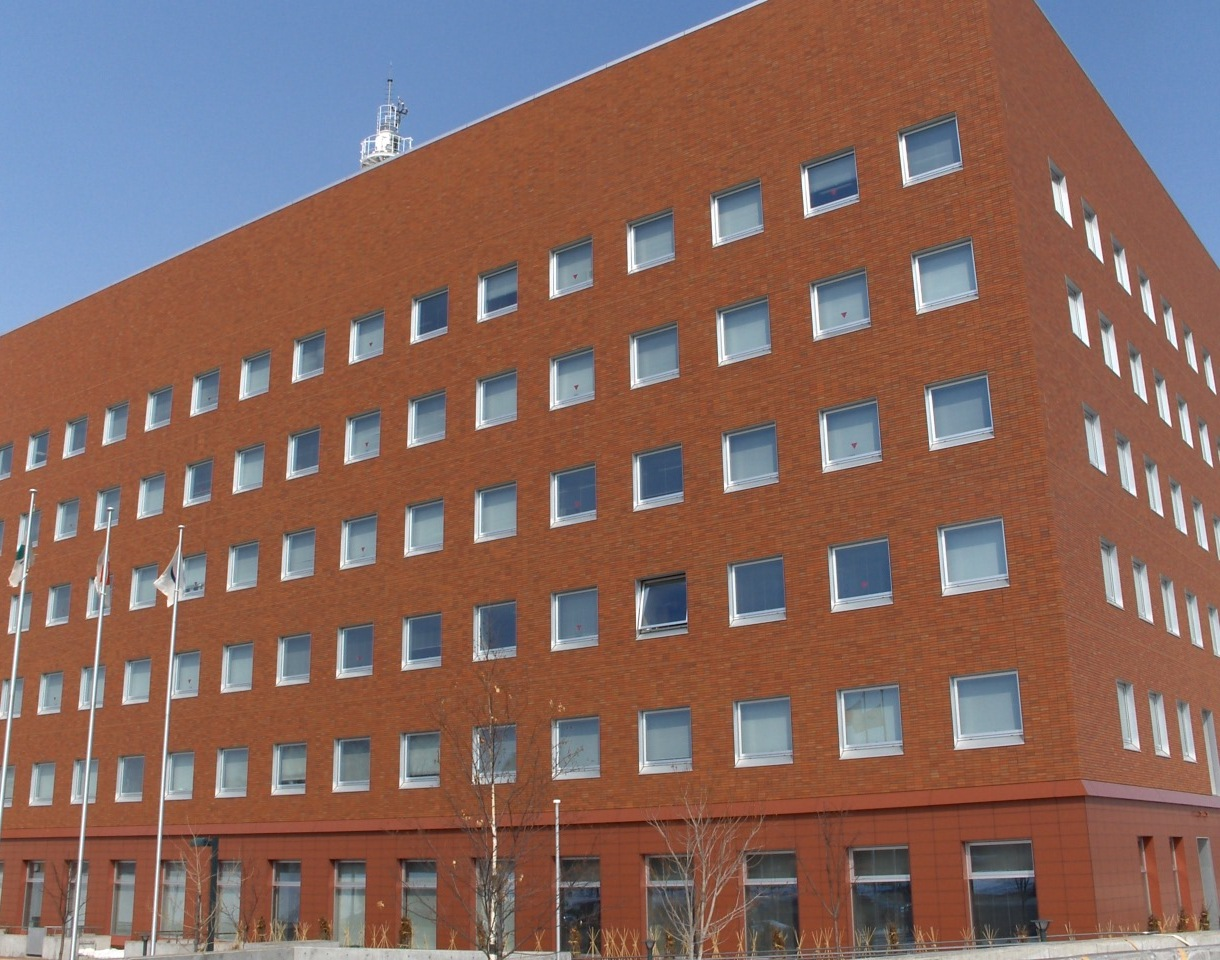
旭川合同庁舎（2007年）
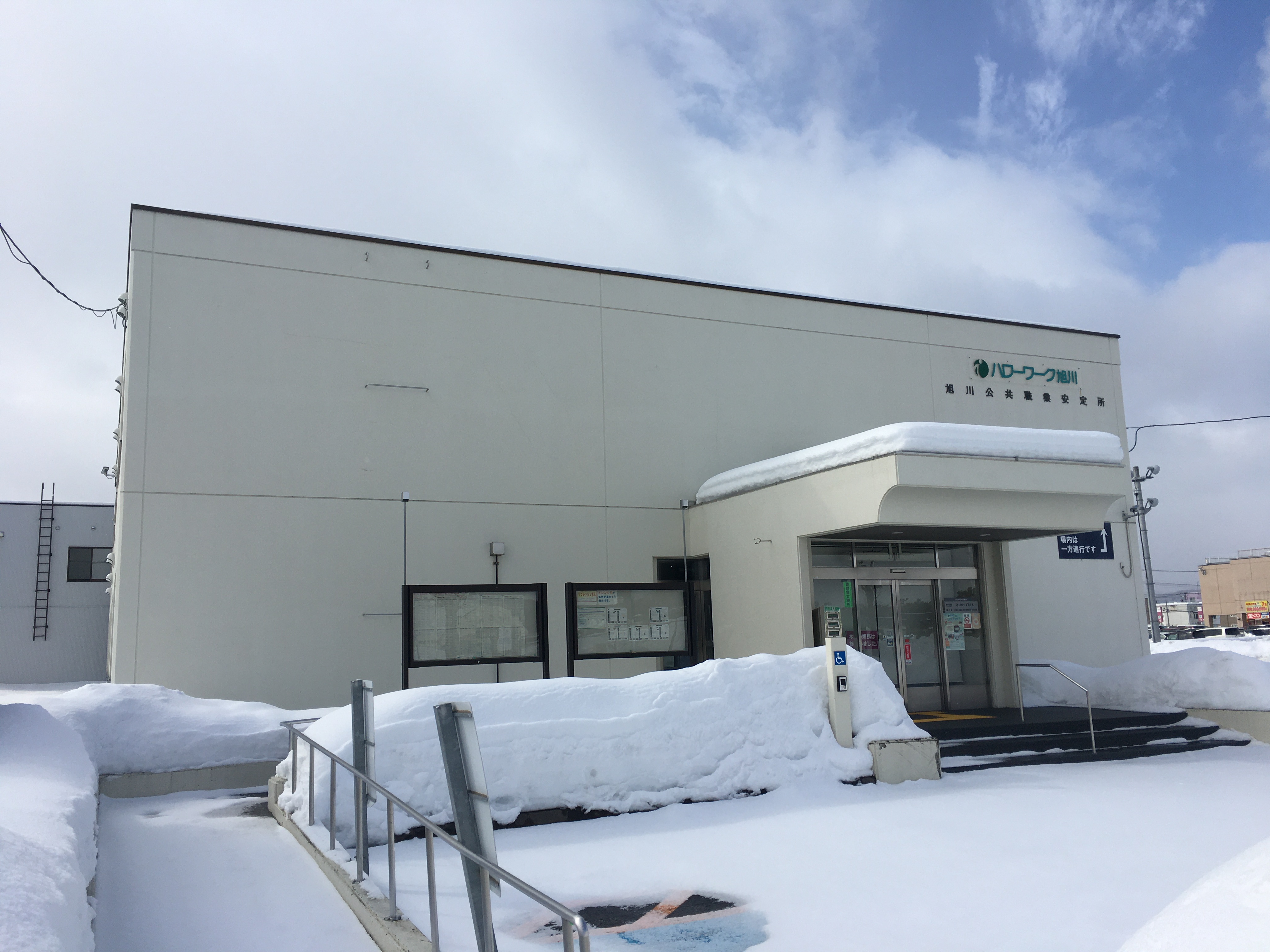
旭川公共職業安定所（2020年）
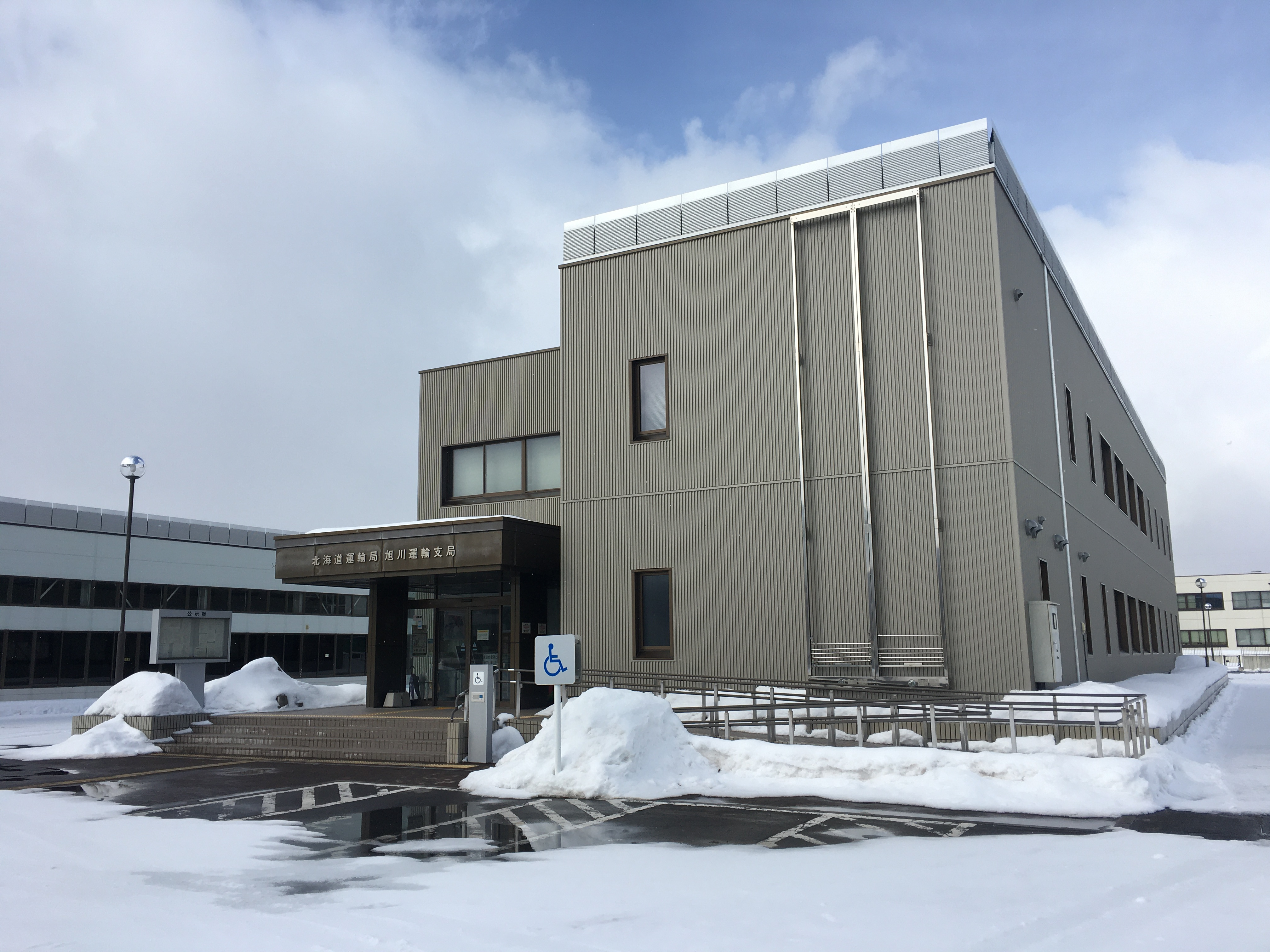
旭川運輸支局（2020年）

### 裁判所
- 旭川地方裁判所
- 旭川家庭裁判所
- 旭川簡易裁判所
- 旭川弁護士会

### 道の機関
- 上川合同庁舎（上川総合振興局）
  - 北海道教育庁上川教育局
  - 北海道上川保健所
  - 旭川建設管理部
  - 北海道計量検定所旭川支所
- 北海道旭川方面公安委員会
- 北海道旭川児童相談所
- 北海道立旭川高等技術専門学院
- 北海道立旭川子ども総合療育センター
- 北海道上川家畜保健衛生所
- 上川総合振興局南部森林室

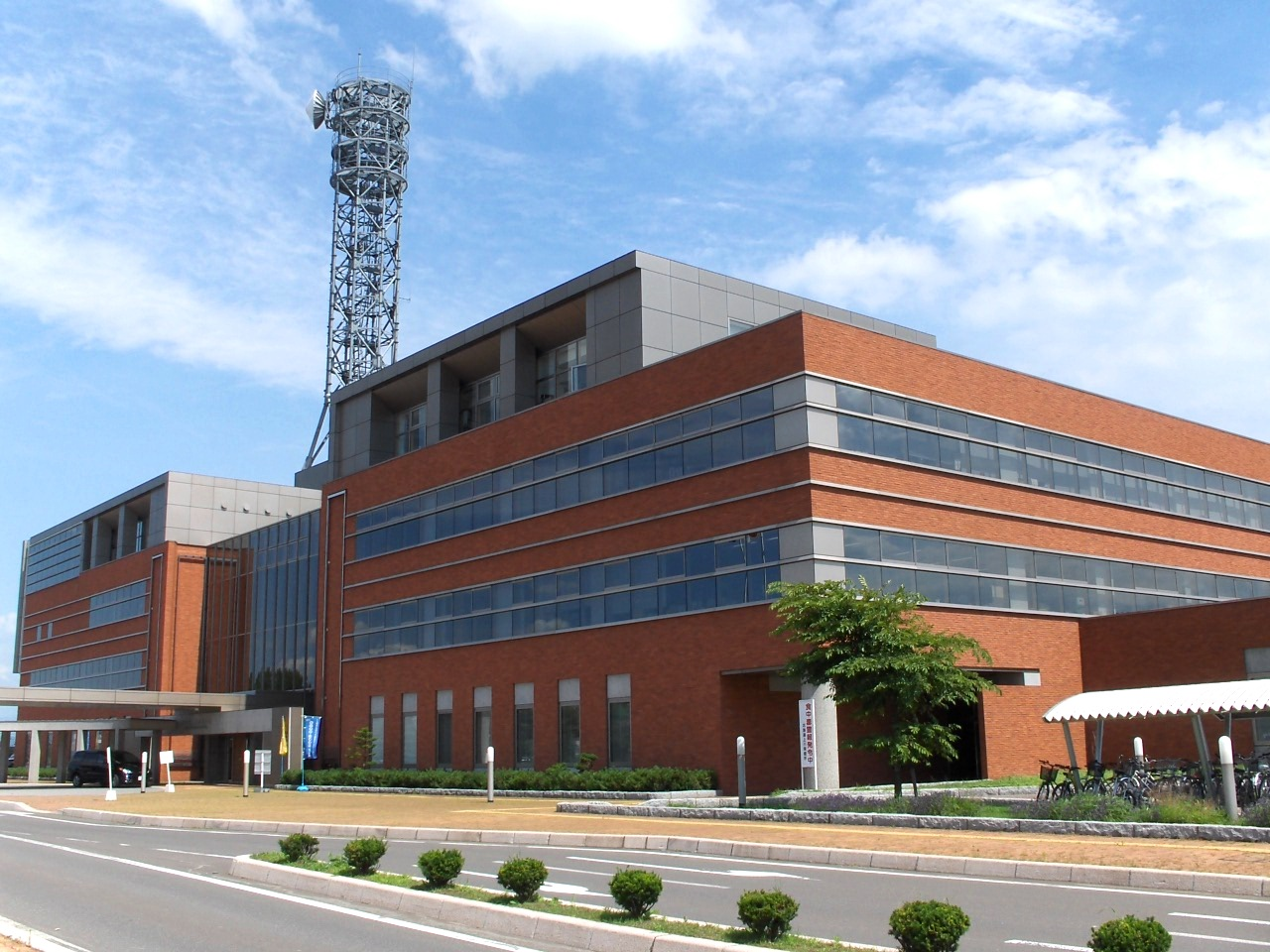
上川合同庁舎（2006年7月）

### 独立行政法人・地方独立行政法人・特殊法人等
独立行政法人
- 国立高等専門学校機構旭川工業高等専門学校
- 高齢・障害・求職者雇用支援機構北海道障害者職業センター旭川支所
- 北海道職業能力開発促進センター旭川訓練センター（ポリテクセンター旭川）
- 国立病院機構旭川医療センター
- 日本貿易振興機構北海道貿易情報センター旭川相談窓口
- 中小企業基盤整備機構北海道本部中小企業大学校旭川校
- 土木研究所寒地土木研究所道北支所
- 自動車技術総合機構北海道検査部旭川事務所
- 自動車事故対策機構札幌主管支所旭川支所

地方独立行政法人
- 北海道立総合研究機構
  - 森林研究本部林産試験場
  - 建築研究本部北方建築総合研究所
- 公立大学法人旭川市立大学（2022年認可、2023年設立予定）

特殊法人等
- 日本放送協会旭川放送局
- 日本司法支援センター旭川地方事務所（法テラス旭川）
- 日本政策金融公庫旭川支店
- 日本銀行旭川事務所
- 放送大学学園放送大学旭川サテライトスペース
- 日本年金機構旭川年金事務所
- 軽自動車検査協会旭川事務所
- 商工組合中央金庫旭川支店
- 北海道旅客鉄道旭川支社
- 日本貨物鉄道北海道支社道北支店
- 東日本高速道路北海道支社旭川管理事務所

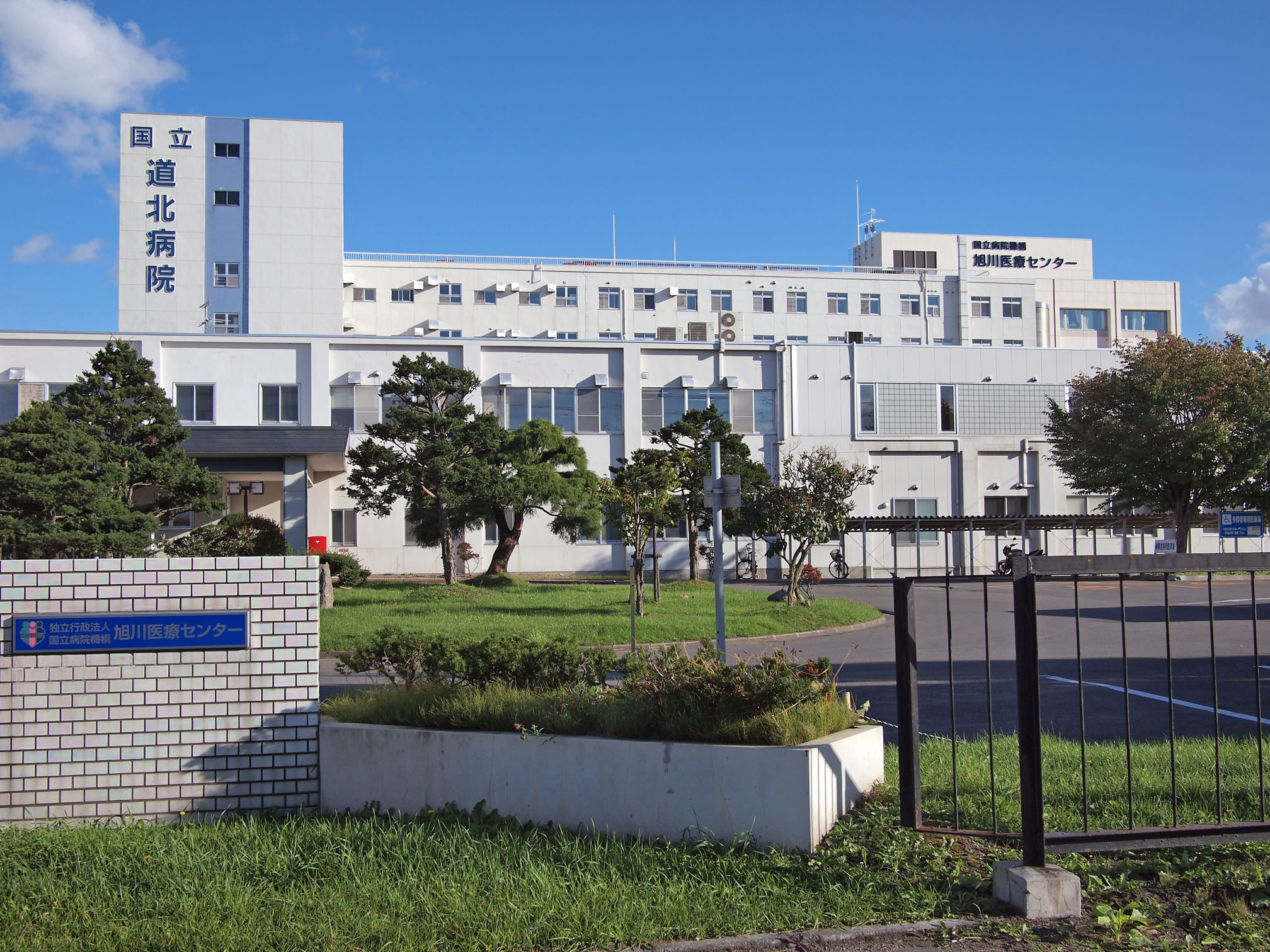
国立病院機構旭川医療センター（2010年9月）
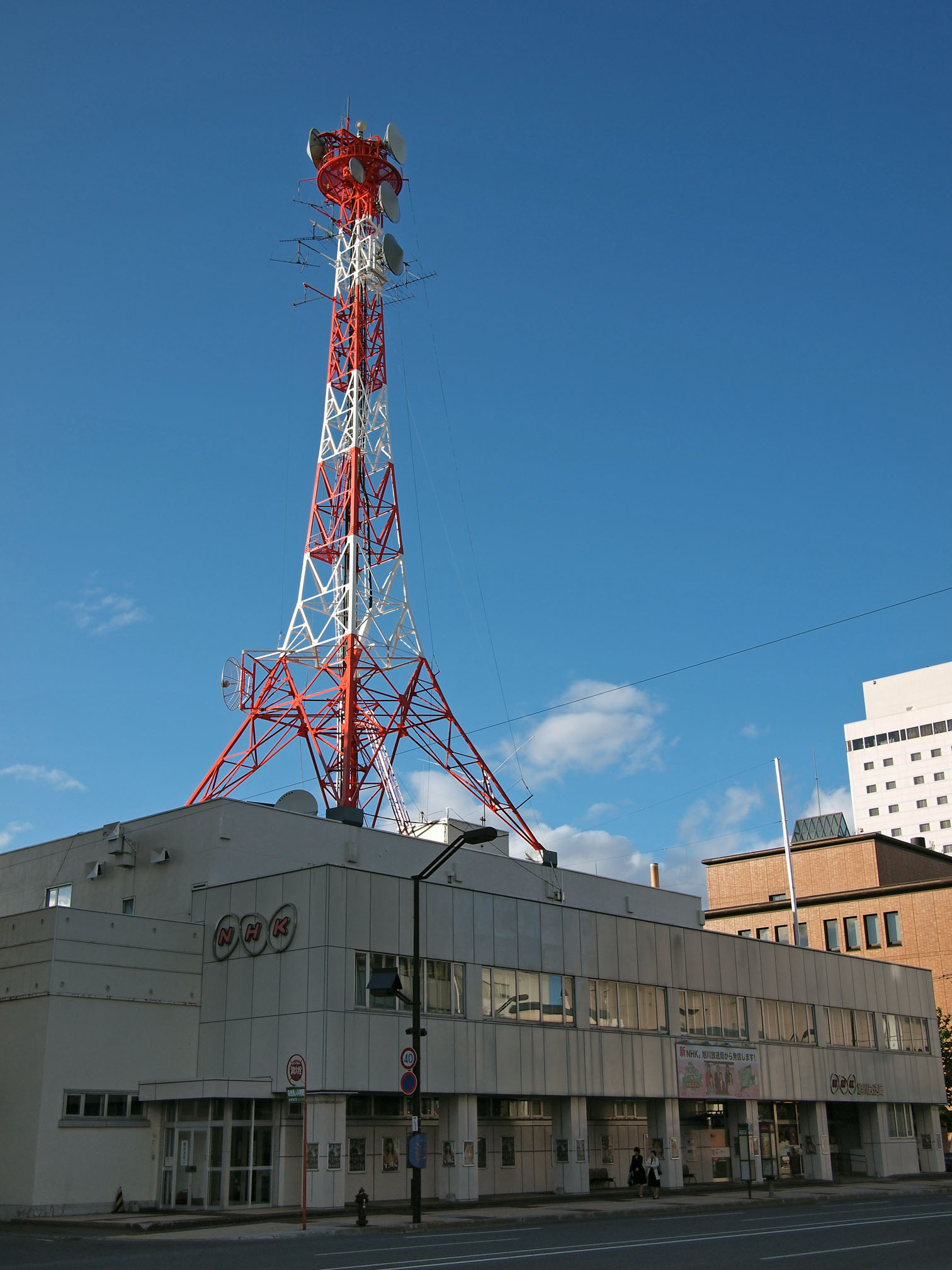
NHK旭川放送局（2010年9月）

## 施設

### 警察
本部
- 北海道警察旭川方面本部
  - 旭川運転免許試験場

警察署
- 北海道旭川方面旭川東警察署
- 北海道旭川方面旭川中央警察署

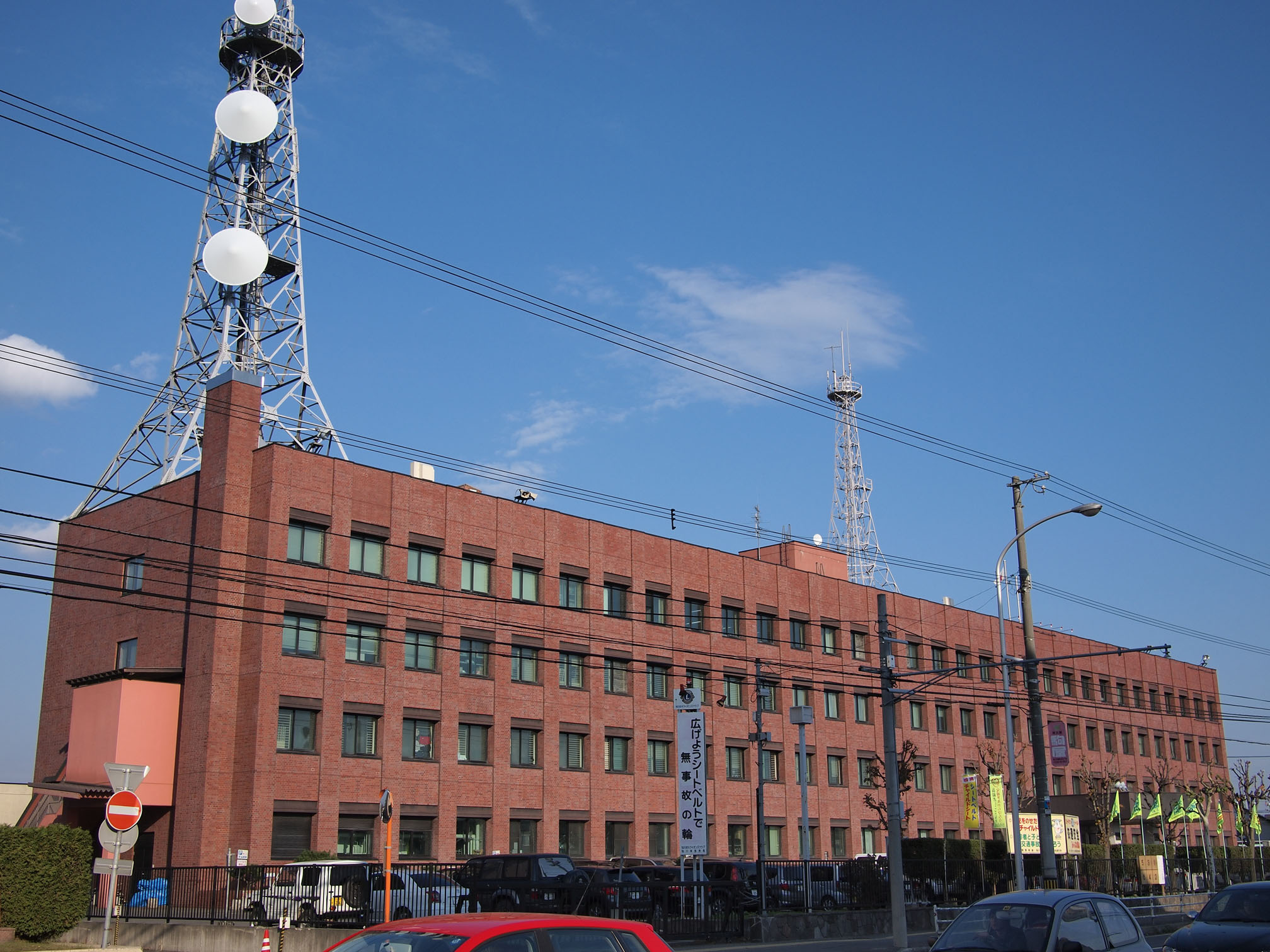
北海道警察旭川方面本部・旭川東警察署（2010年10月）
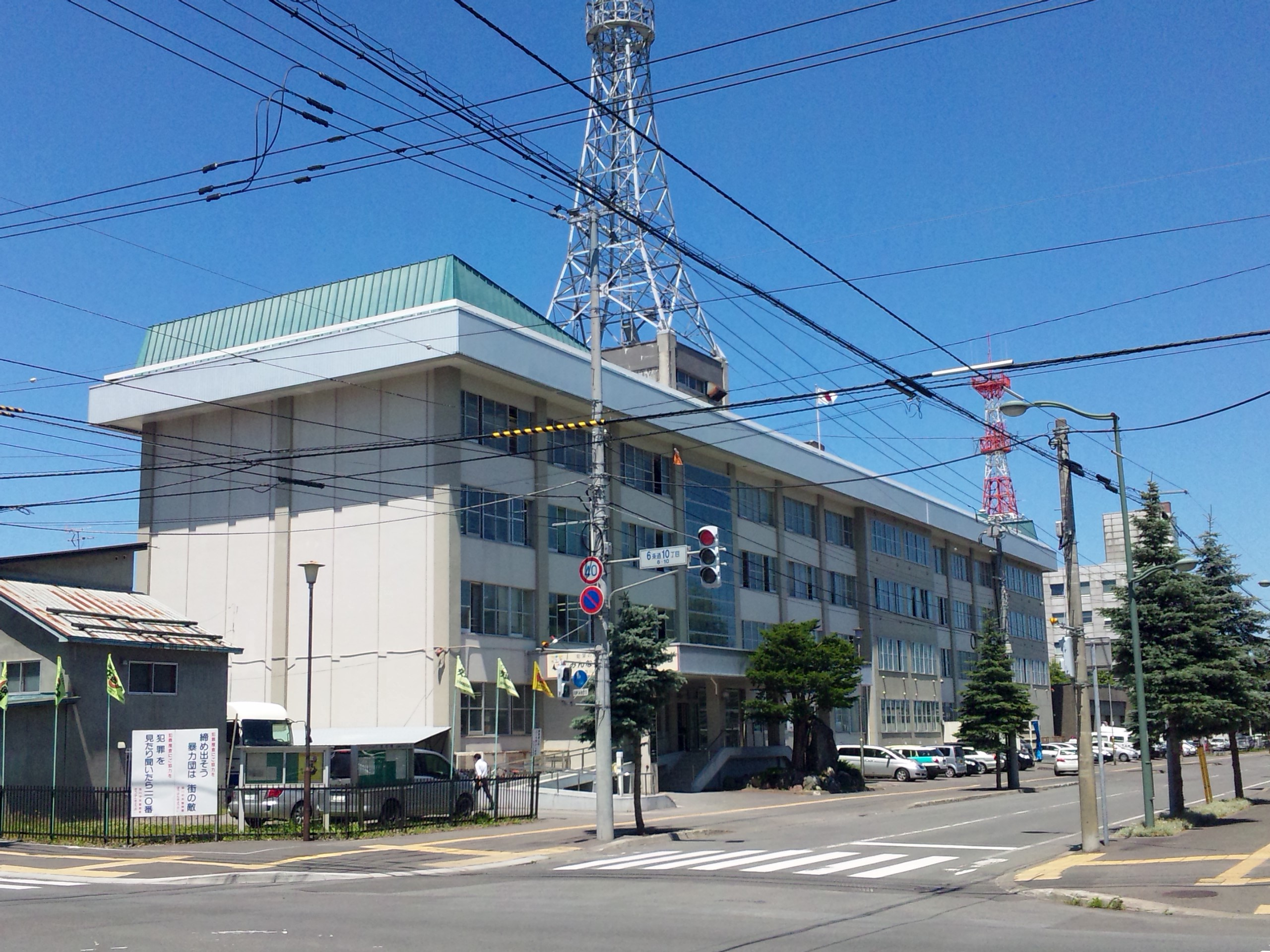
旭川中央警察署（2016年6月）
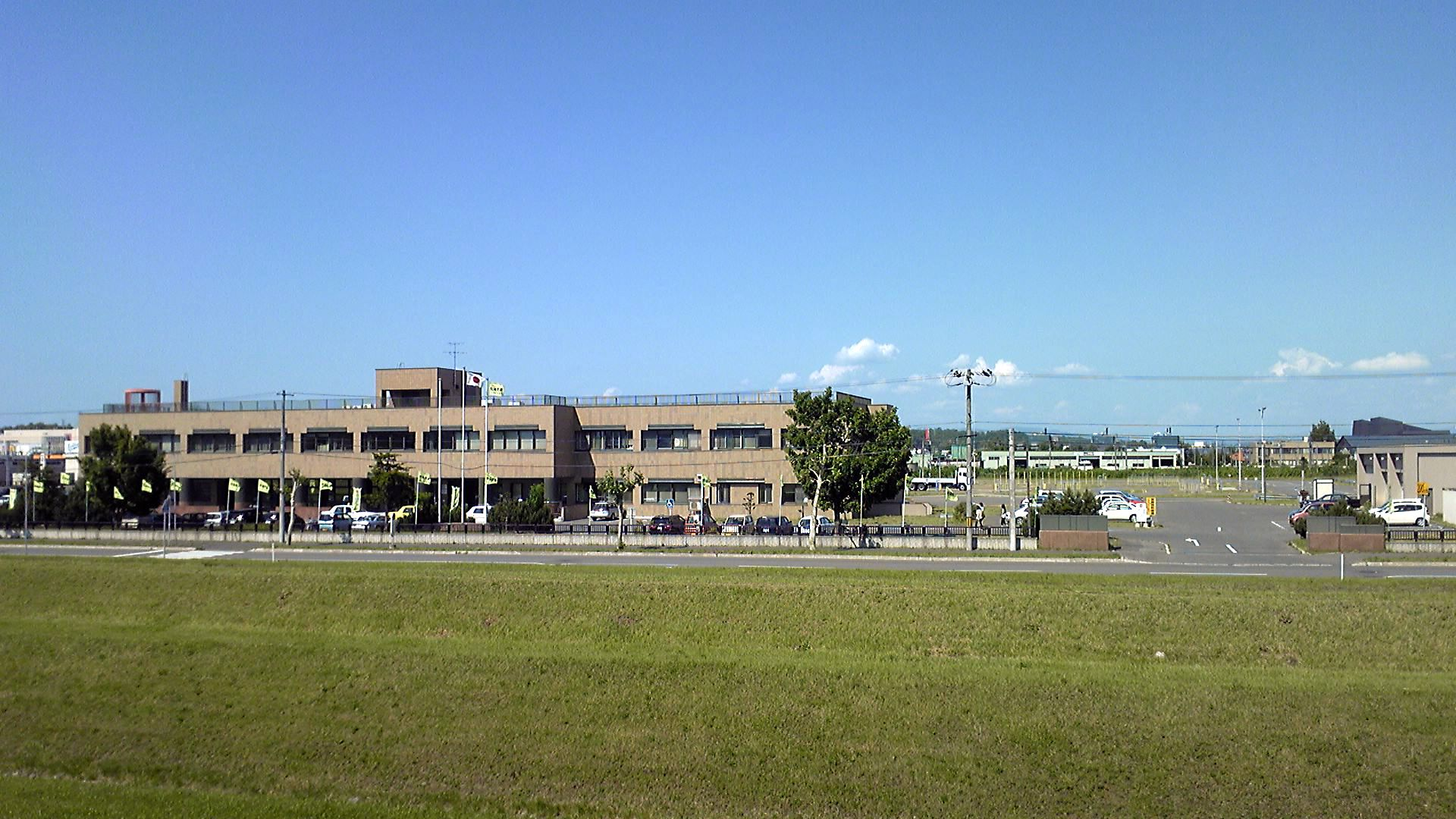
旭川運転免許試験場（2009年6月）

### 消防
本部
- 旭川市消防本部

消防署
- 南消防署、緑が丘出張所、神楽出張所、豊岡出張所、東旭川出張所、忠和出張所
- 総合防災センター中核施設（東光出張所）
- 北消防署、新旭川出張所、春光出張所、永山出張所、西神楽分遣所、近文分遣所、東鷹栖分遣所

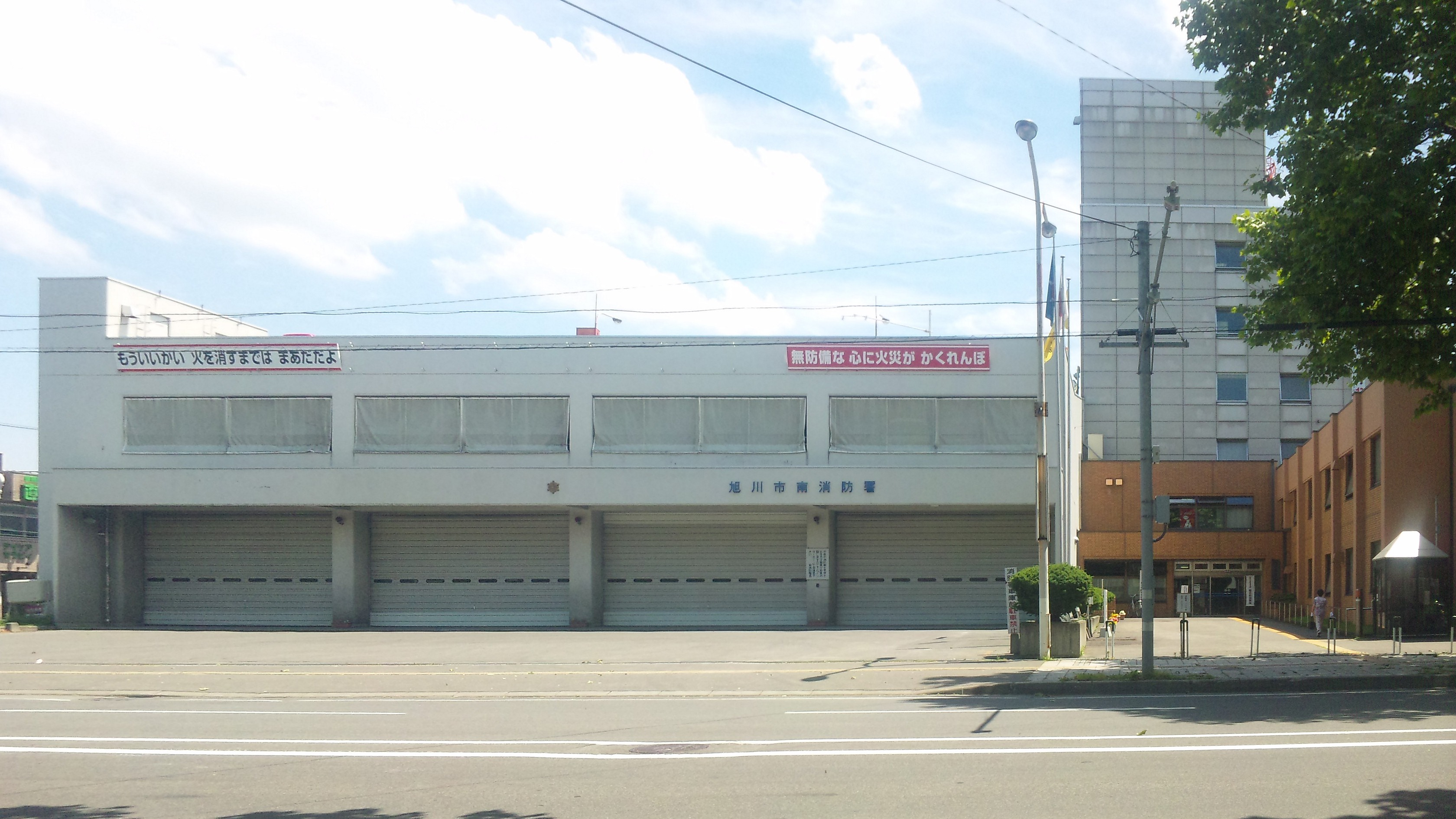
旭川市南消防署（2016年6月）

### 医療
主な医療機関
- 相川記念病院
- 愛生会病院
- 旭川医科大学病院
- 旭川記念病院
- 旭川圭泉会病院
- 旭川厚生病院
- 旭川三愛病院
- 旭川十条病院
- 旭川赤十字病院
- 旭川高砂台病院
- 旭川脳神経外科病院
- 旭川ペインクリニック病院
- 旭川南病院
- 旭川リハビリテーション病院
- 一条通病院
- 岩田病院
- 大西病院
- 唐沢病院
- 北彩都病院
- くにもと病院
- 国立病院機構旭川医療センター
- 佐久間病院
- 市立旭川病院
- 進藤病院
- 大雪病院
- 豊岡中央病院
- 中島病院
- 沼﨑病院
- はらだ病院
- 東旭川病院
- 藤井病院
- 北海道立旭川子ども総合療育センター
- 北海道療育園
- 丸谷病院
- メイプル病院
- 森産科婦人科病院
- 森山病院
- 森山メモリアル病院
- 吉田病院

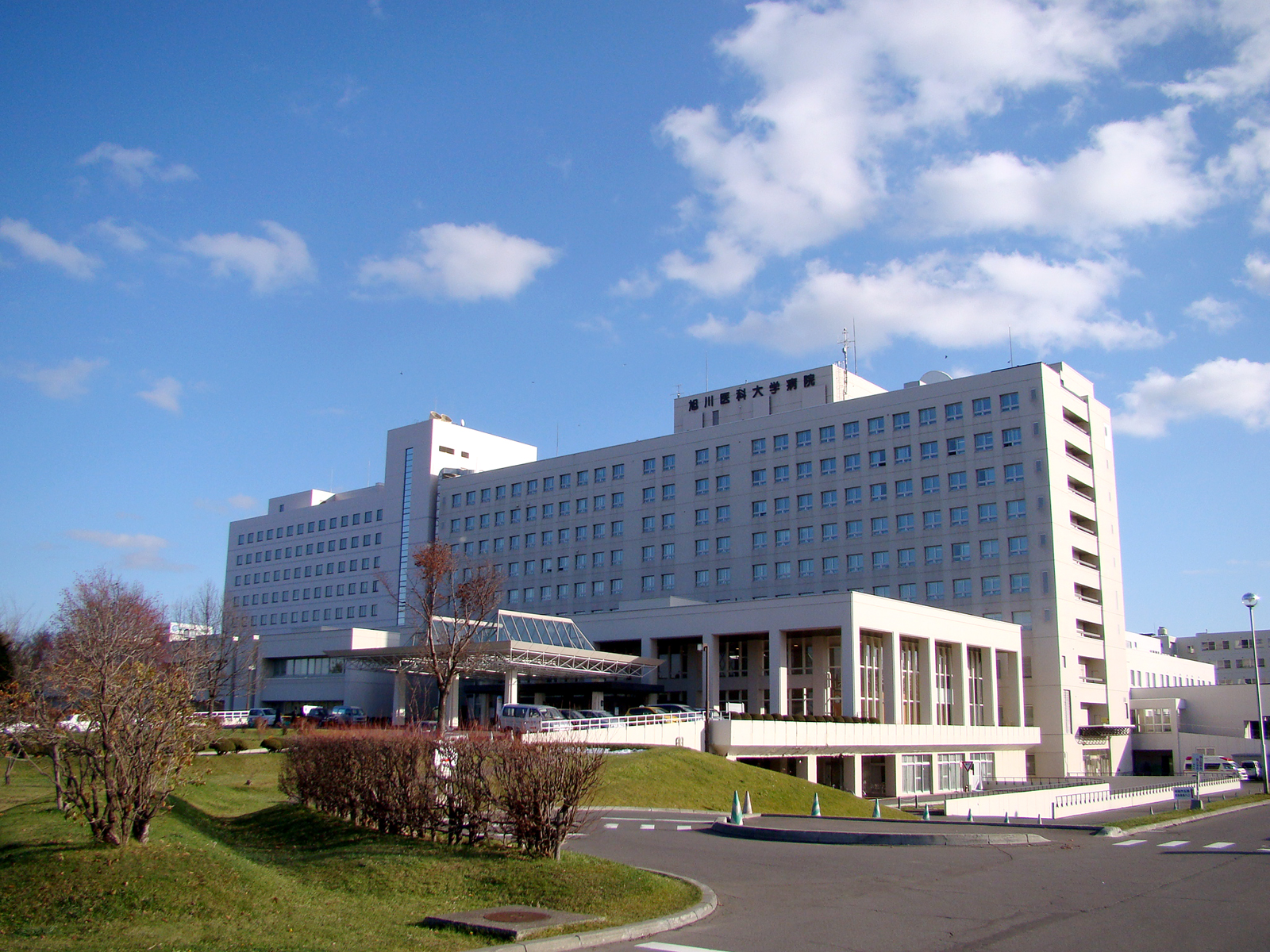
旭川医科大学病院（2008年11月）
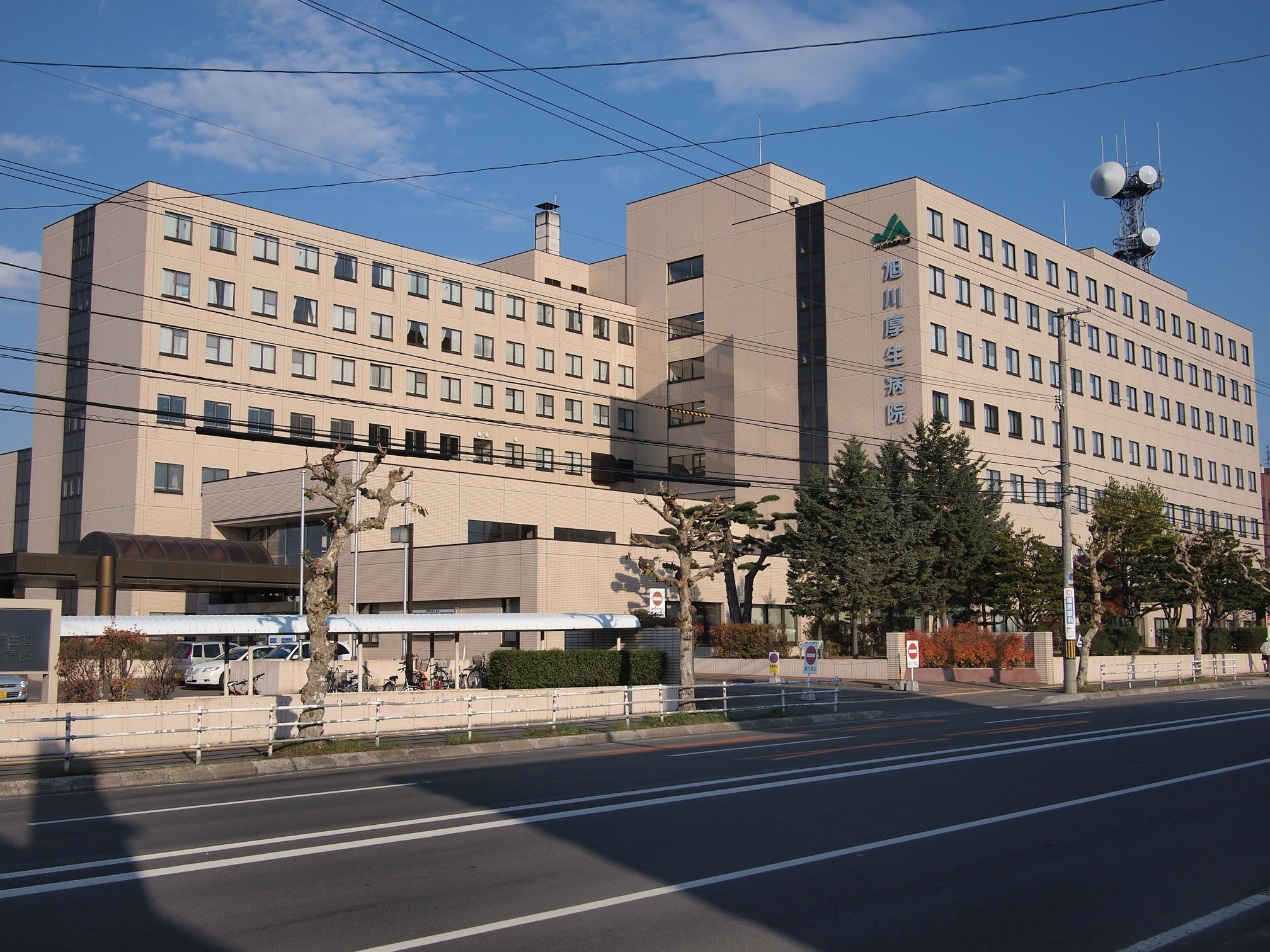
旭川厚生病院（2010年10月）
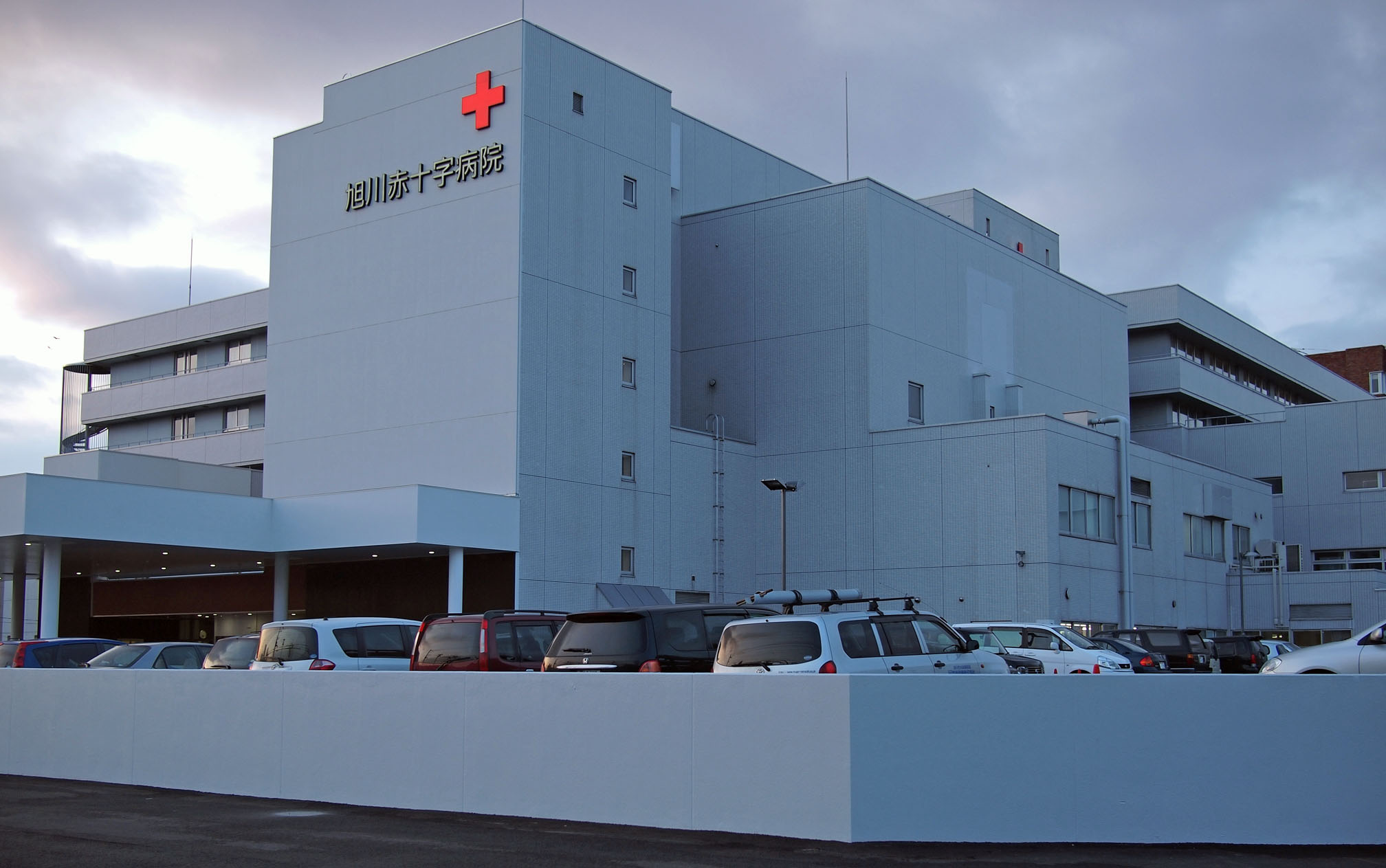
旭川赤十字病院（2010年5月）
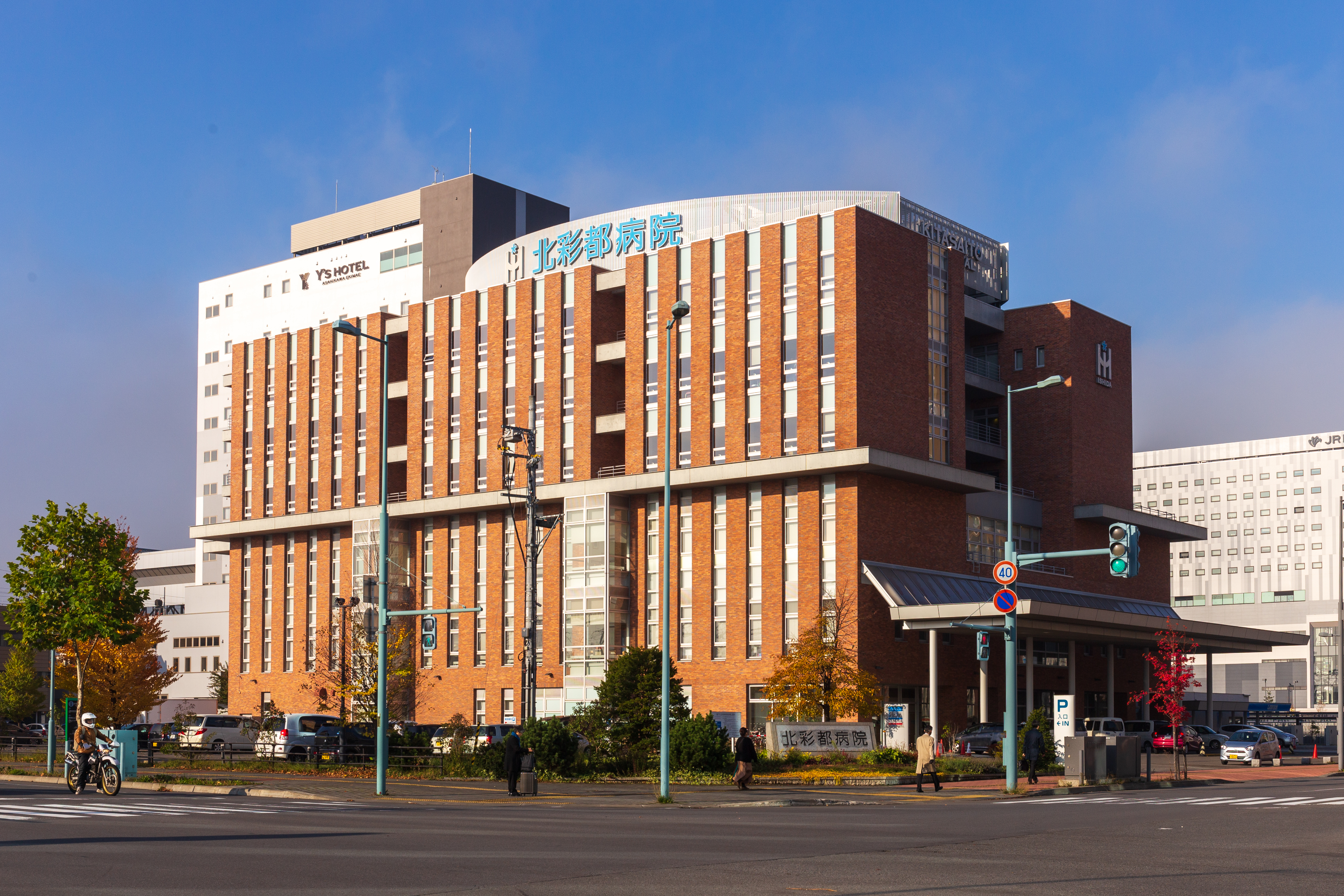
北彩都病院（2019年10月）
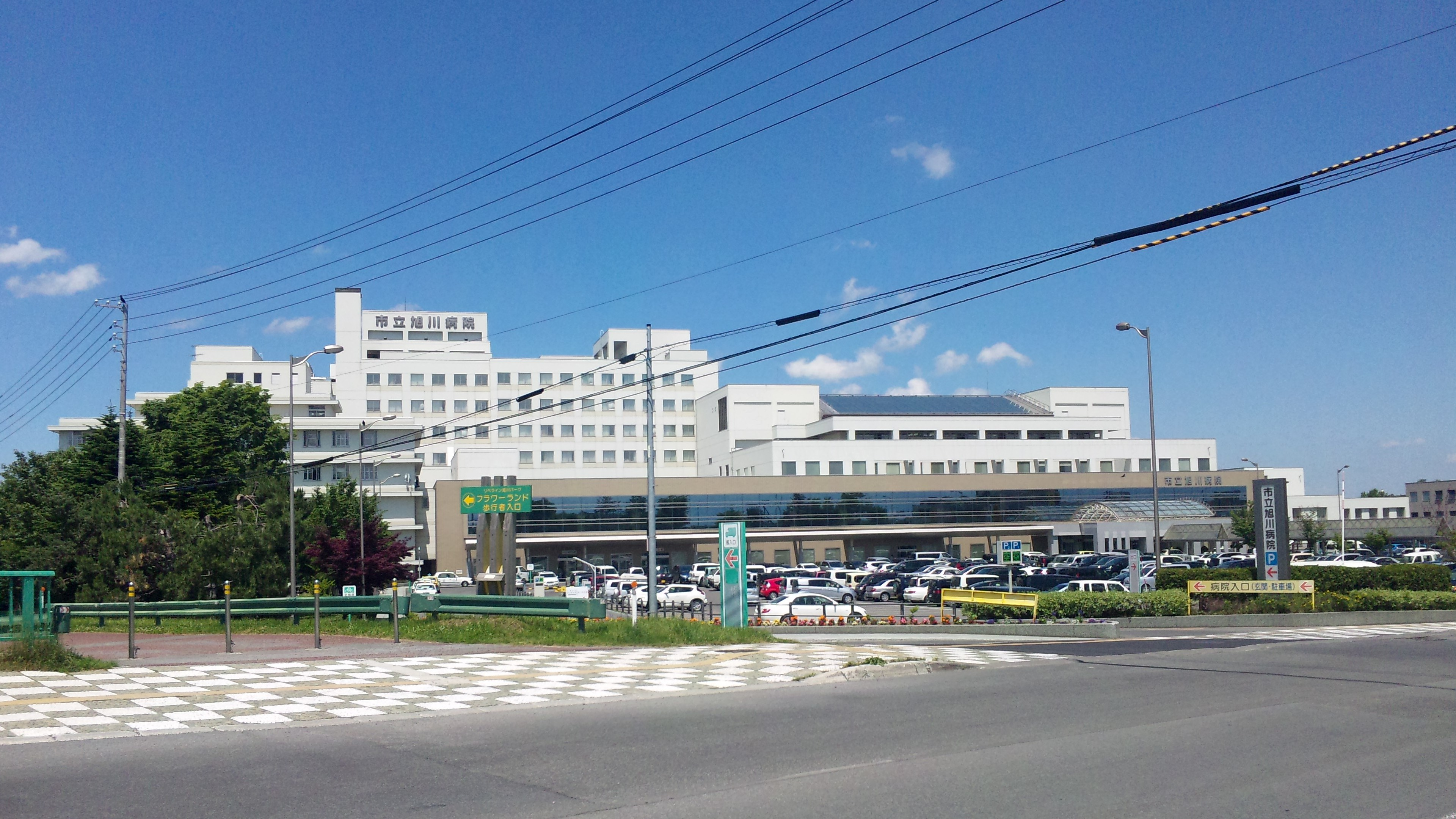
市立旭川病院（2016年6月）
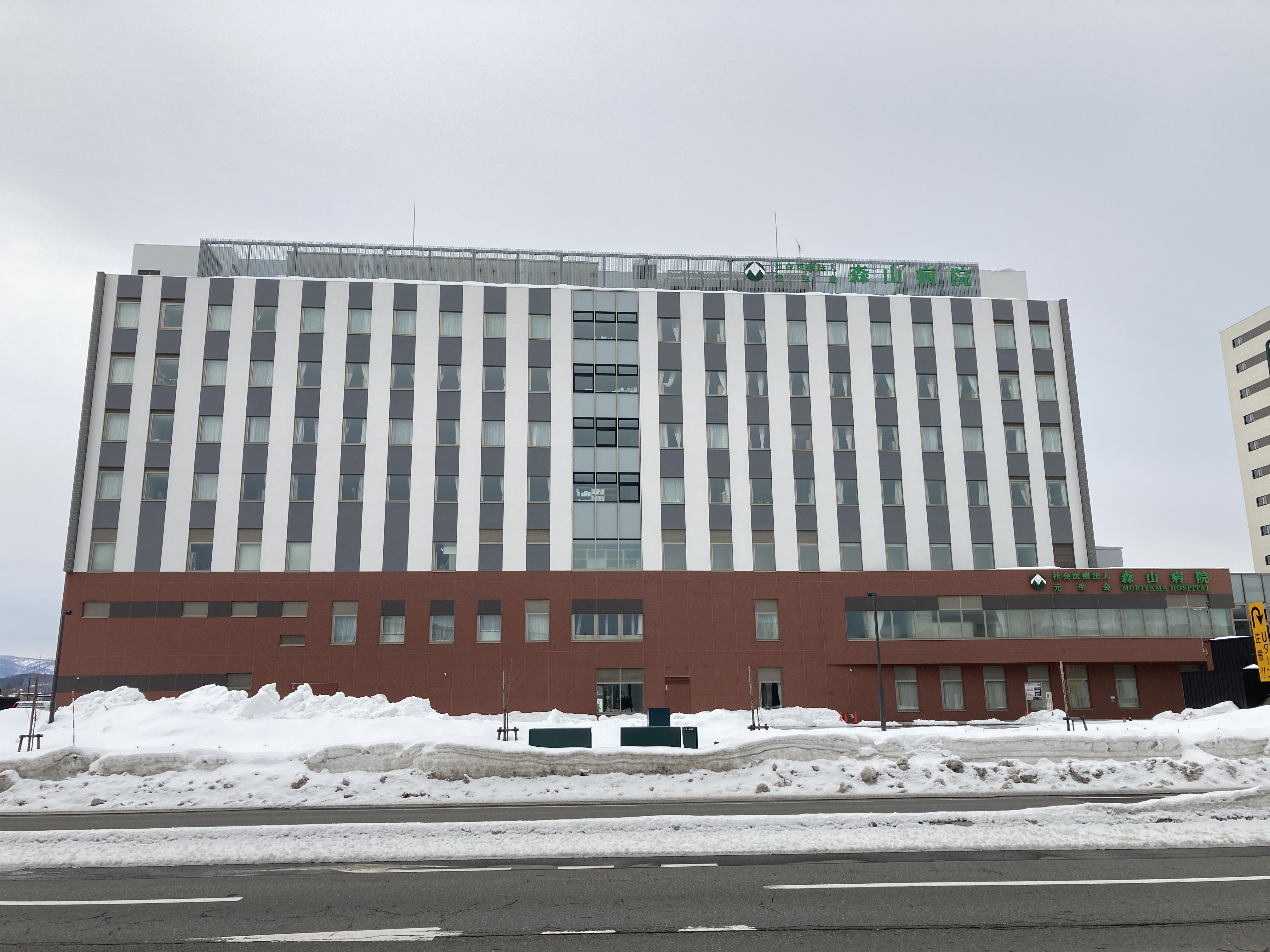
森山病院（2022年3月）
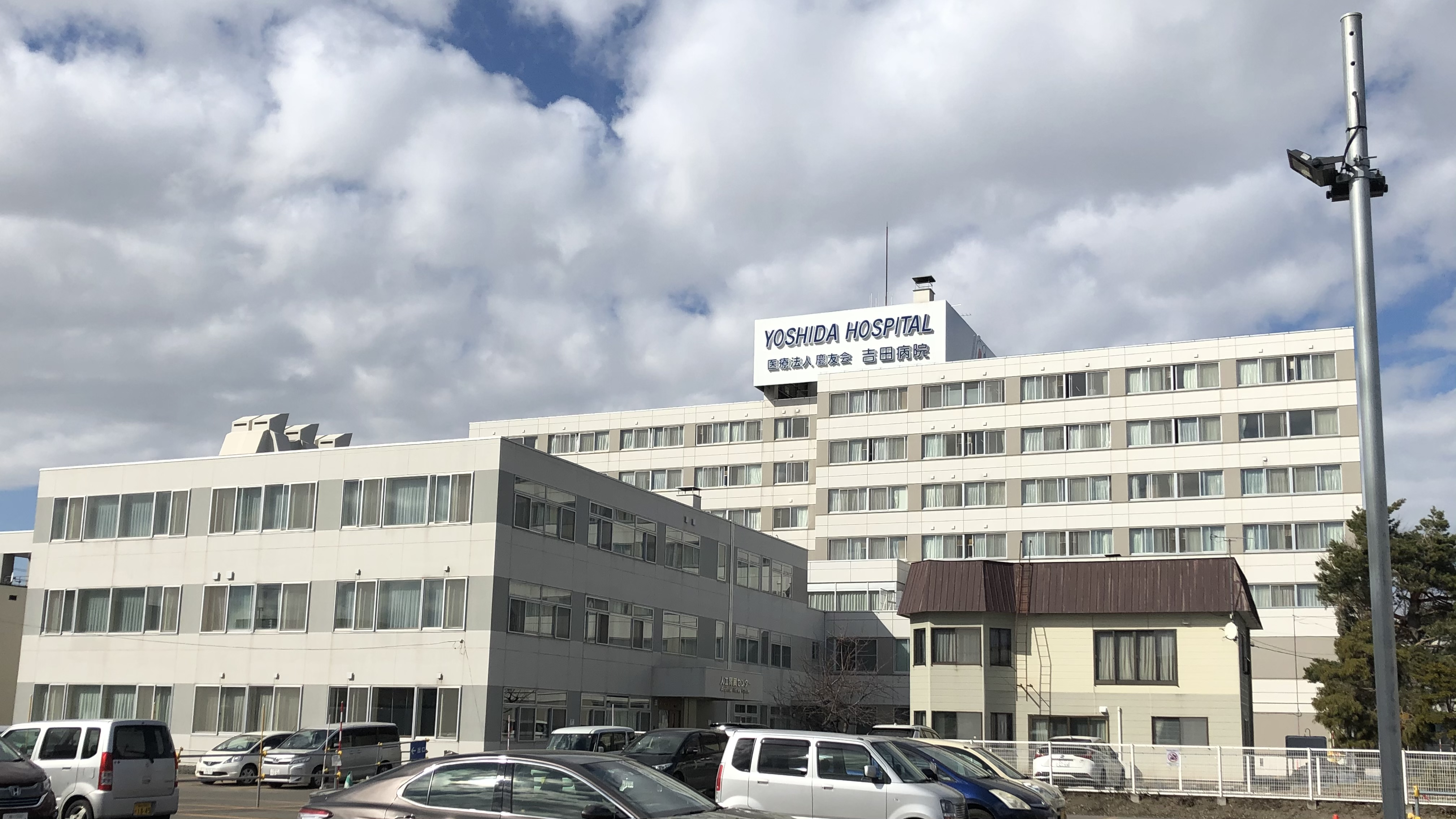
吉田病院（2021年4月）

### 郵便局
- 旭川中央郵便局（かんぽ生命保険旭川支店併設）（集配局）
- 旭川東郵便局（地域区分局・集配局）
- 永山郵便局（集配局）

- 旭川旭町郵便局
- 旭川一条西郵便局
- 旭川駅内郵便局
- 旭川大町郵便局
- 旭川神楽岡五条郵便局
- 旭川神楽郵便局
- 旭川神居三条郵便局
- 旭川神居東郵便局
- 旭川神居郵便局
- 旭川川端郵便局
- 旭川北郵便局
- 旭川金星橋郵便局
- 旭川九条郵便局
- 旭川五条郵便局
- 旭川三条郵便局
- 旭川春光台郵便局
- 旭川春光郵便局
- 旭川春光六郵便局
- 旭川新富郵便局
- 旭川十条郵便局
- 旭川末広五条郵便局
- 旭川末広郵便局
- 旭川住吉郵便局
- 旭川近文郵便局
- 旭川忠和郵便局
- 旭川千代田郵便局
- 旭川東光一条郵便局
- 旭川東光南郵便局
- 旭川東光郵便局
- 旭川東光四条郵便局
- 旭川豊岡十四条郵便局
- 旭川豊岡東郵便局
- 旭川豊岡郵便局
- 旭川豊岡四条郵便局
- 旭川七条郵便局
- 旭川二条郵便局
- 旭川北門郵便局
- 旭川緑が丘郵便局
- 旭川南六条通郵便局
- 旭川宮下郵便局
- 旭川四条西郵便局
- 旭川緑南郵便局
- イオンモール旭川西内郵便局
- 旭山動物園前郵便局
- 江丹別郵便局
- 旭正郵便局
- 新旭川郵便局
- 千代ケ岡郵便局
- 豊田郵便局
- 永山七条郵便局
- 永山西郵便局
- 永山南郵便局
- 西神楽郵便局
- 東旭川郵便局
- 東鷹栖十線郵便局
- 東鷹栖郵便局
- 旭川医大病院内簡易郵便局
- 旭川流通団地簡易郵便局
- 石狩共栄簡易郵便局
- 神居古潭簡易郵便局
- 聖和簡易郵便局

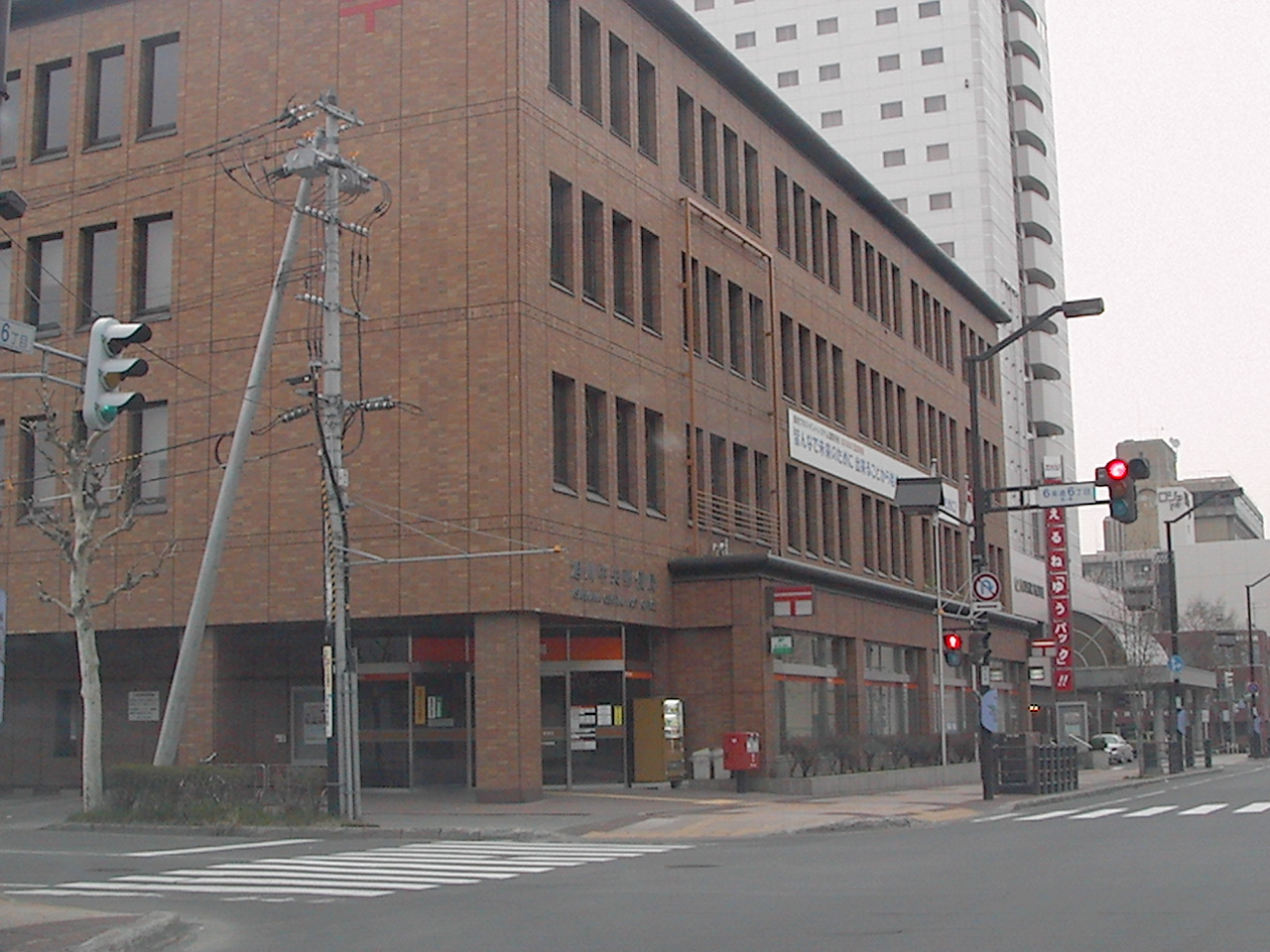
旭川中央郵便局（2008年4月）
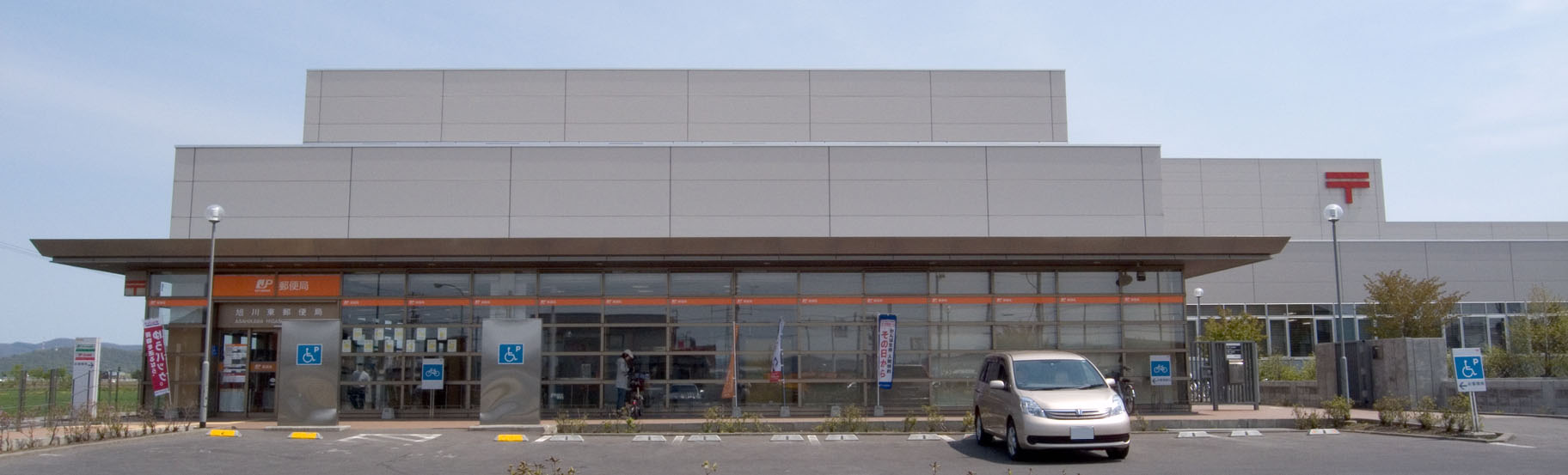
旭川東郵便局（2009年5月）
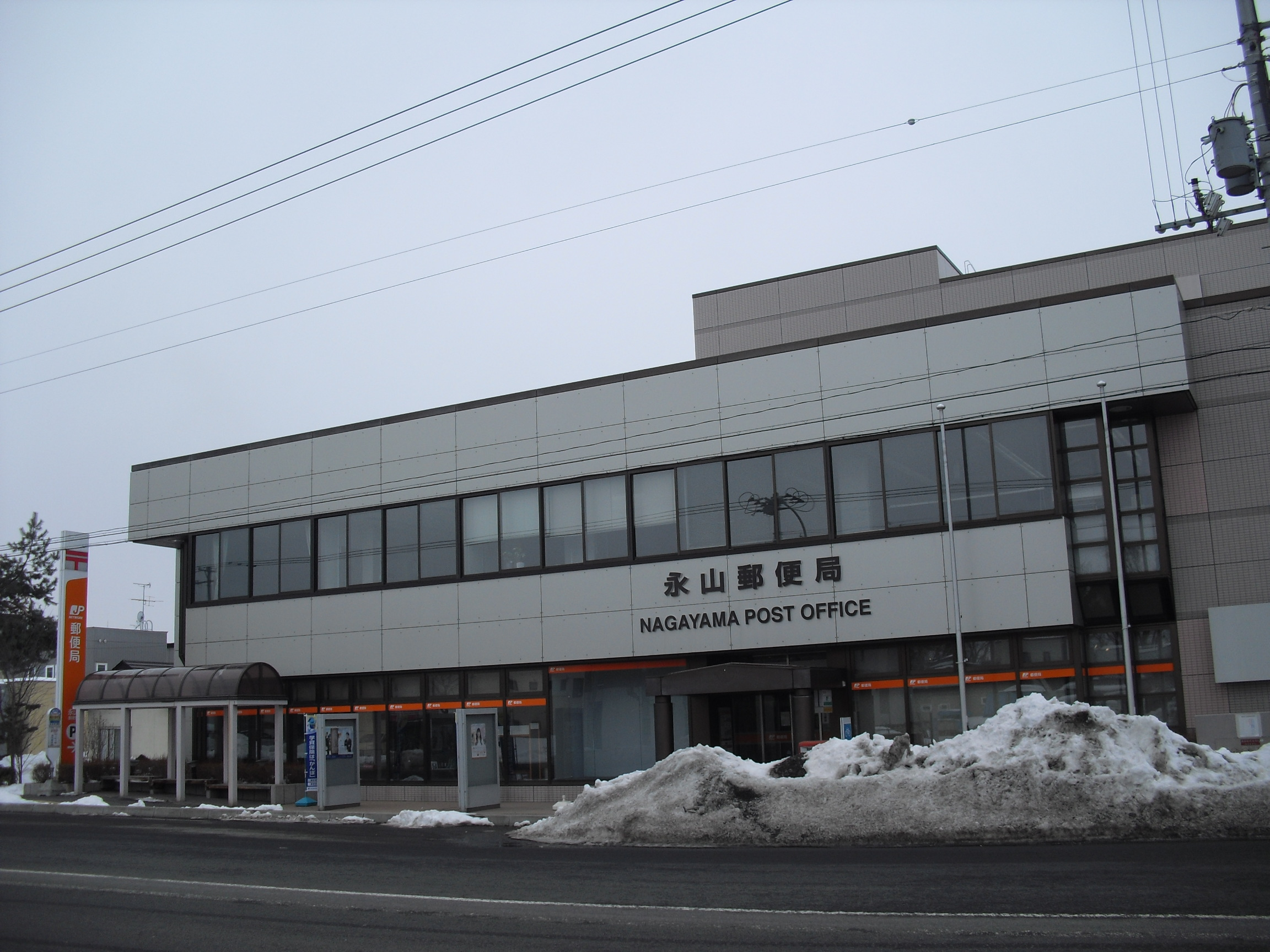
永山郵便局（2010年3月）

### 文化施設
- 旭川市民文化会館
- 旭川市公会堂
- 旭川市図書館
  - 中央図書館・末広図書館・永山図書館・東光図書館・神楽図書館
- 旭川市文学資料館
- 北海道立旭川美術館
- 旭川市ときわ市民ホール
- 旭川勤労者福祉会館
- 旭川建設労働者福祉センター（サン・アザレア）
- 旭川市科学館 サイパル
- 中原悌二郎記念旭川市彫刻美術館
  - ステーションギャラリー

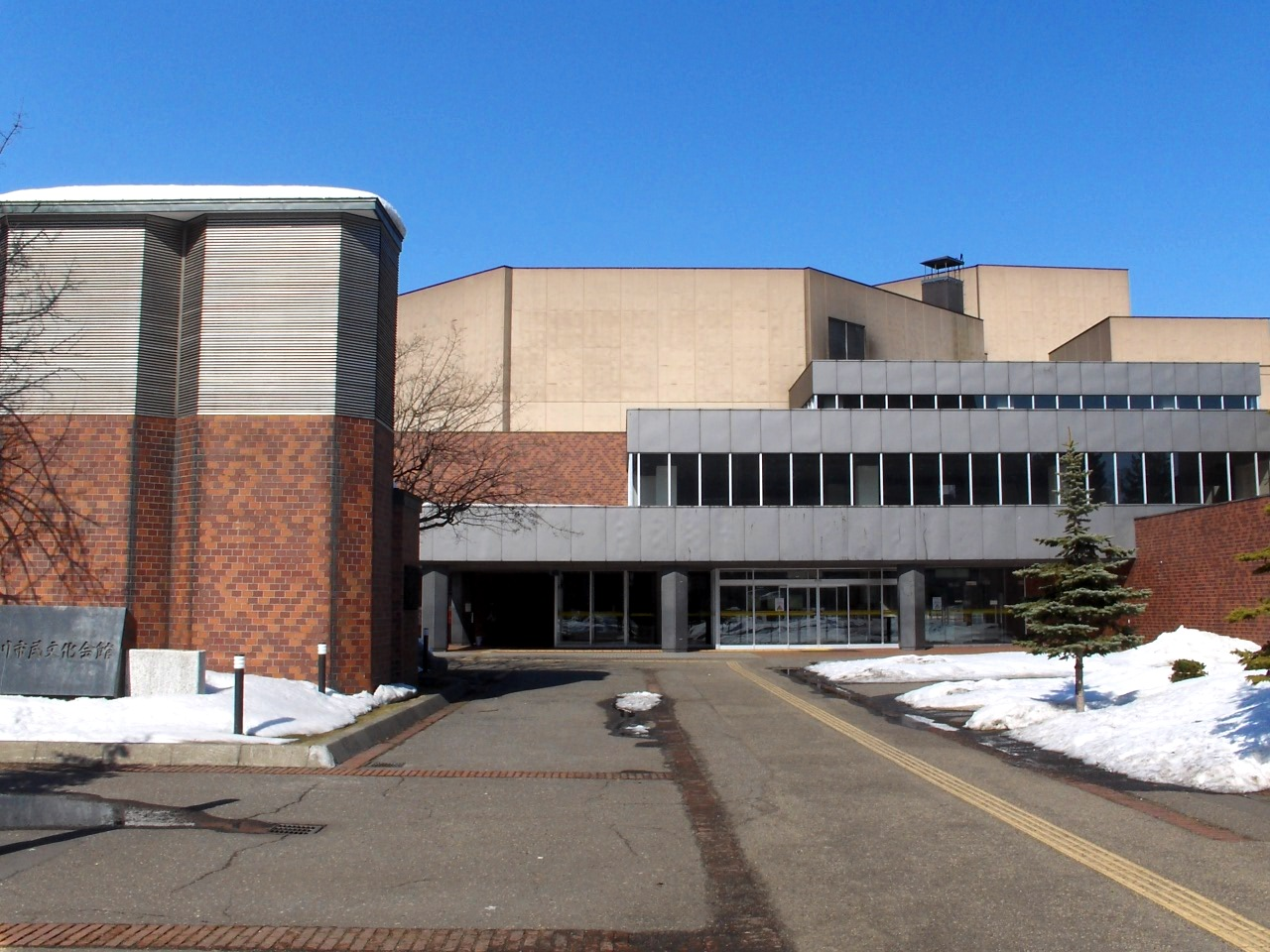
旭川市民文化会館（2007年）
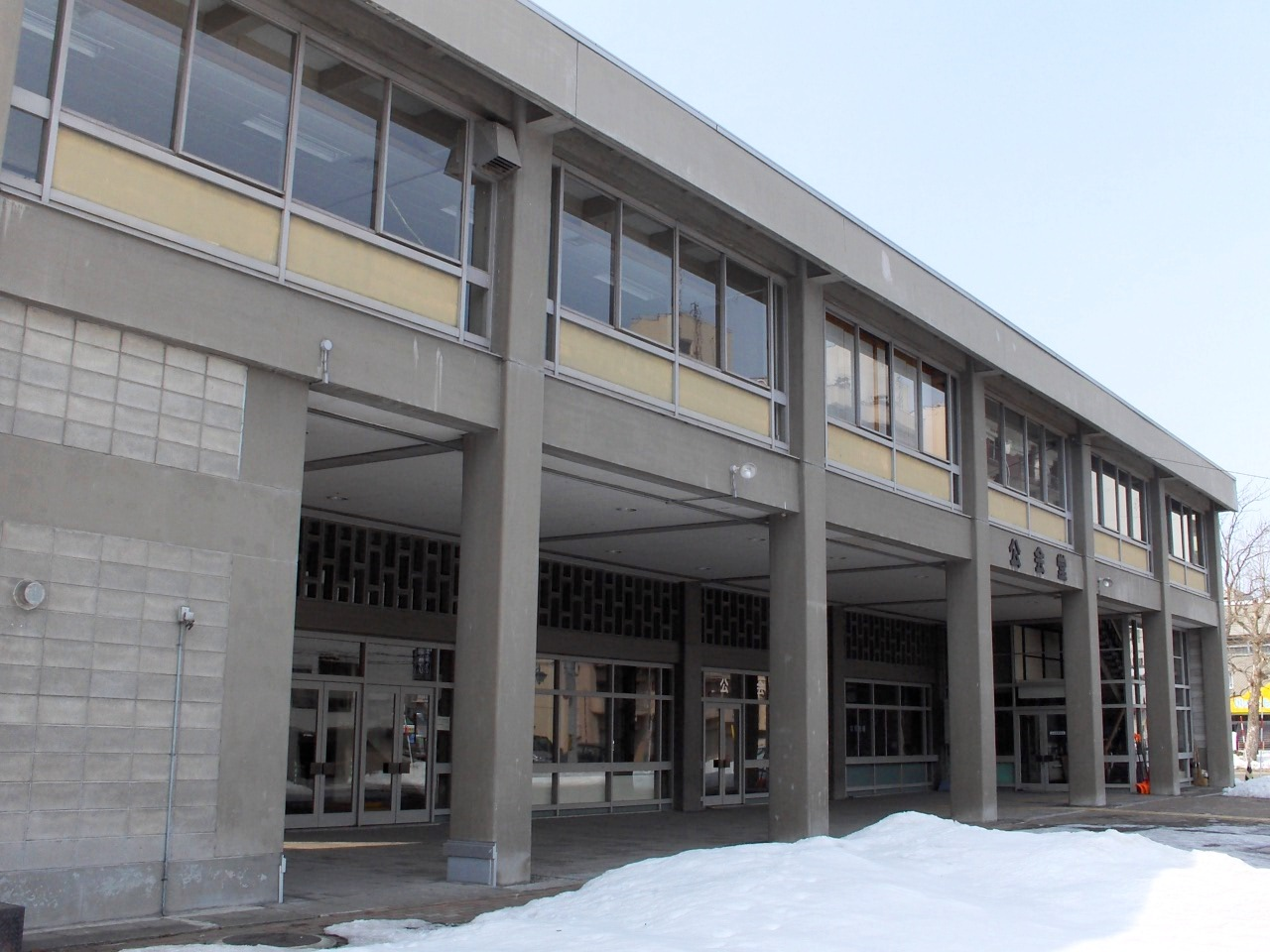
旭川市公会堂（2007年）
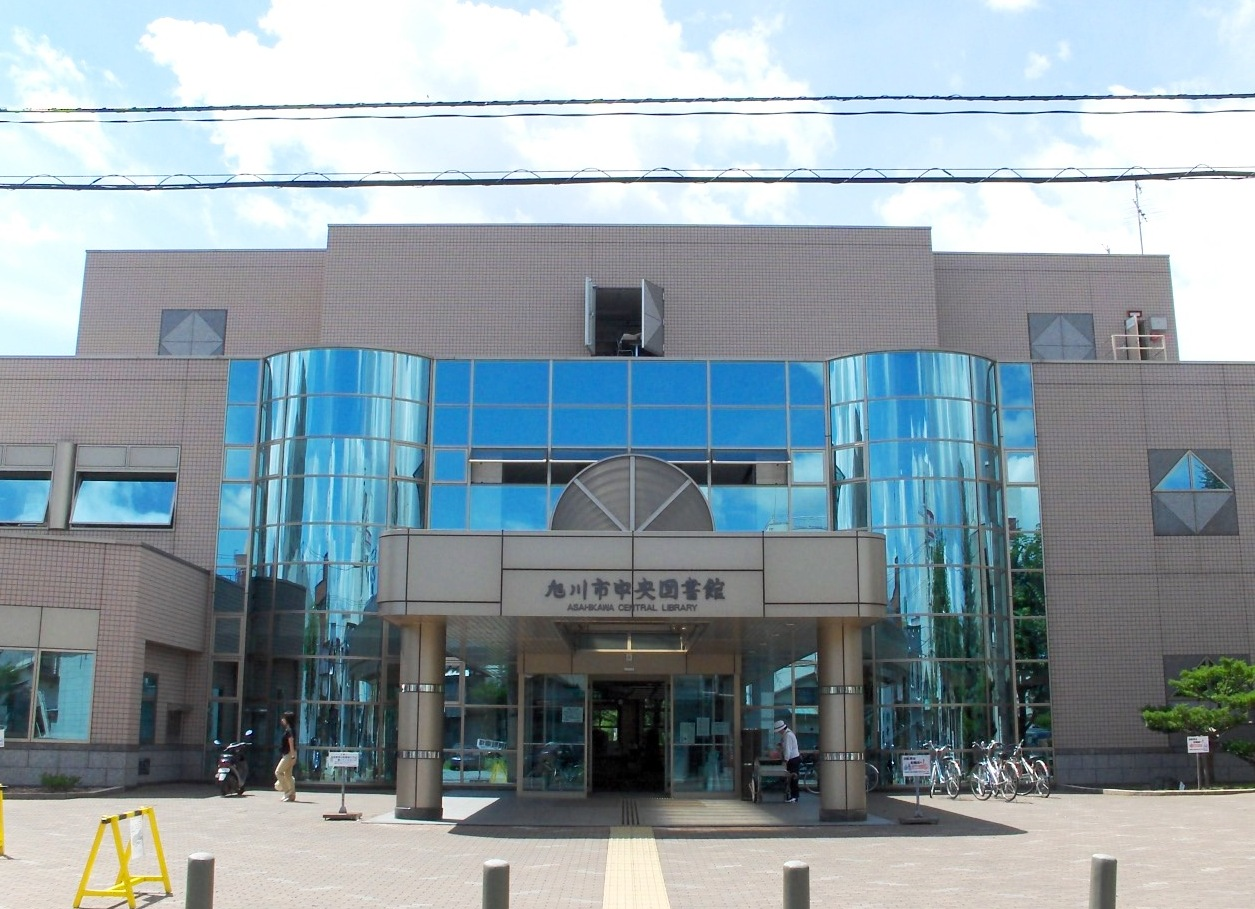
旭川市中央図書館（2007年）
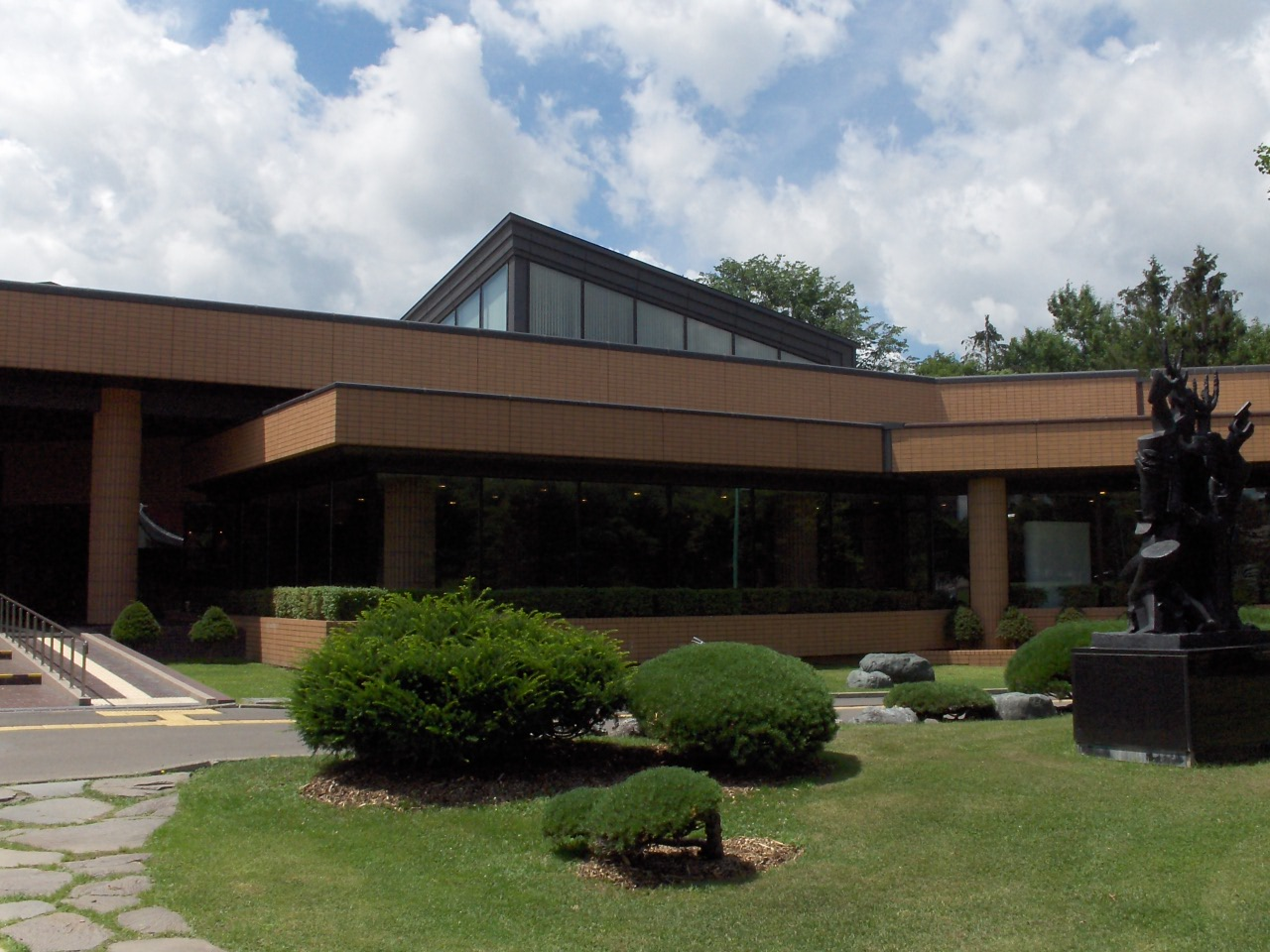
北海道立旭川美術館（2006年7月）
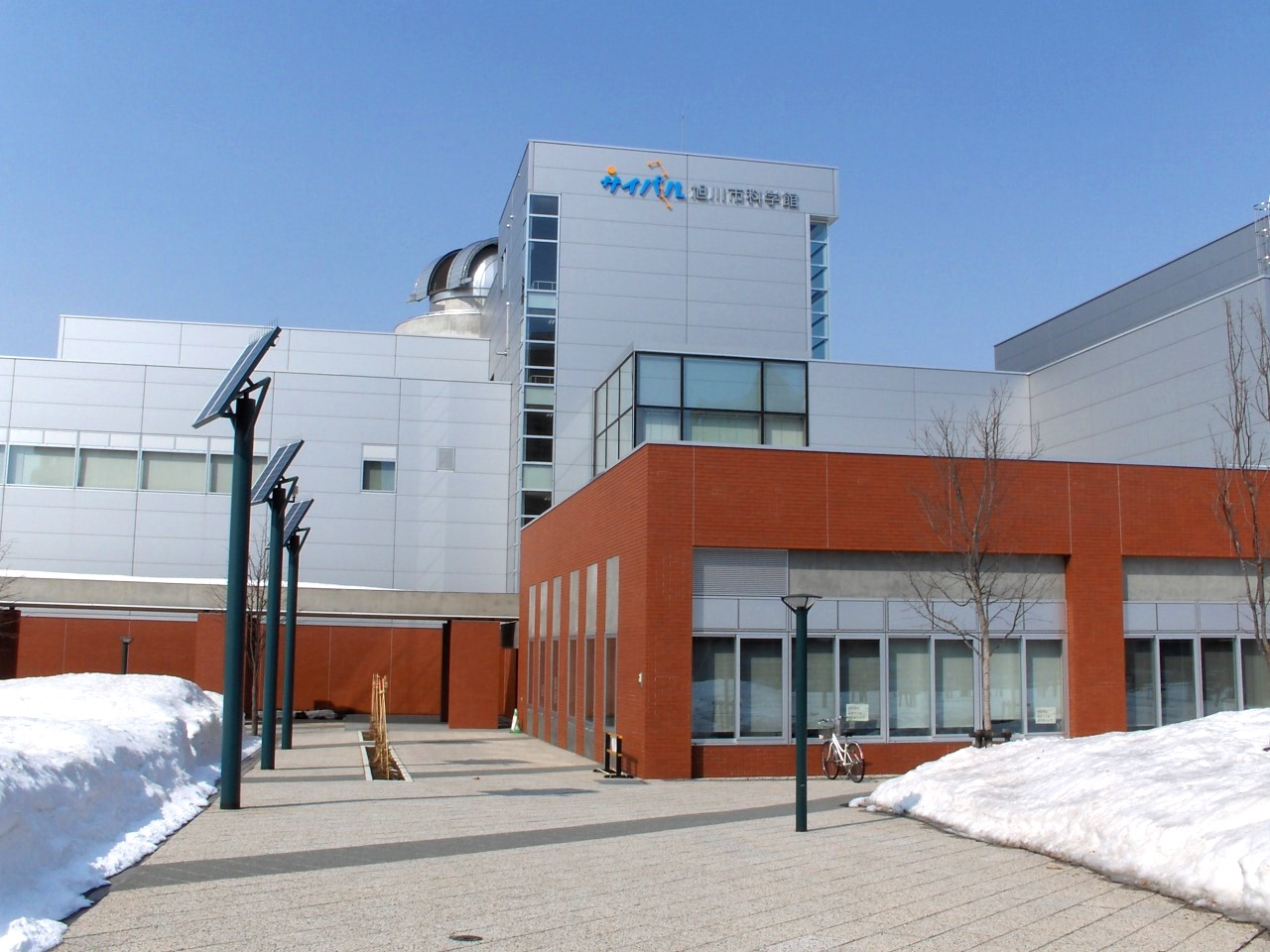
旭川市科学館 サイパル（2007年）
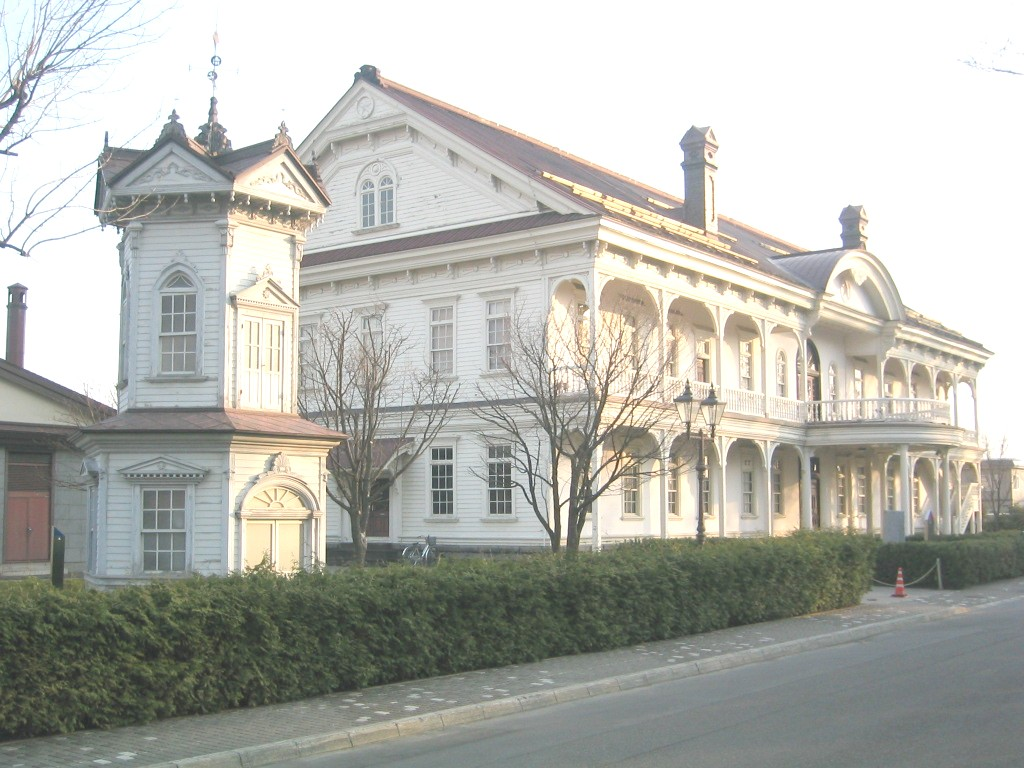
六角堂と中原悌二郎記念旭川市彫刻美術館（2010年5月）

### 公共施設
- ジョブカフェ・ジョブサロン旭川
- あさひかわ若者サポートステーション
- 旭川しごとサポートプラザ
- 旭川市障害者福祉センターおぴった
- 旭川市夜間急病センター
- 旭川市動物愛護センターあにまある[56]
- 旭川市国際交流センター[57]
- 旭川市工業技術センター[58]
- 旭川産業創造プラザ[59]
  - 旭川市工芸センター[60]
- 旭川市農業センター（花菜里ランド）[61]
- 川のふるさと交流館 さらら
- 旭川聖苑
- 旭川市近文リサイクルプラザ
- 旭川市近文清掃工場[62]
- 旭川市廃棄物最終処分場

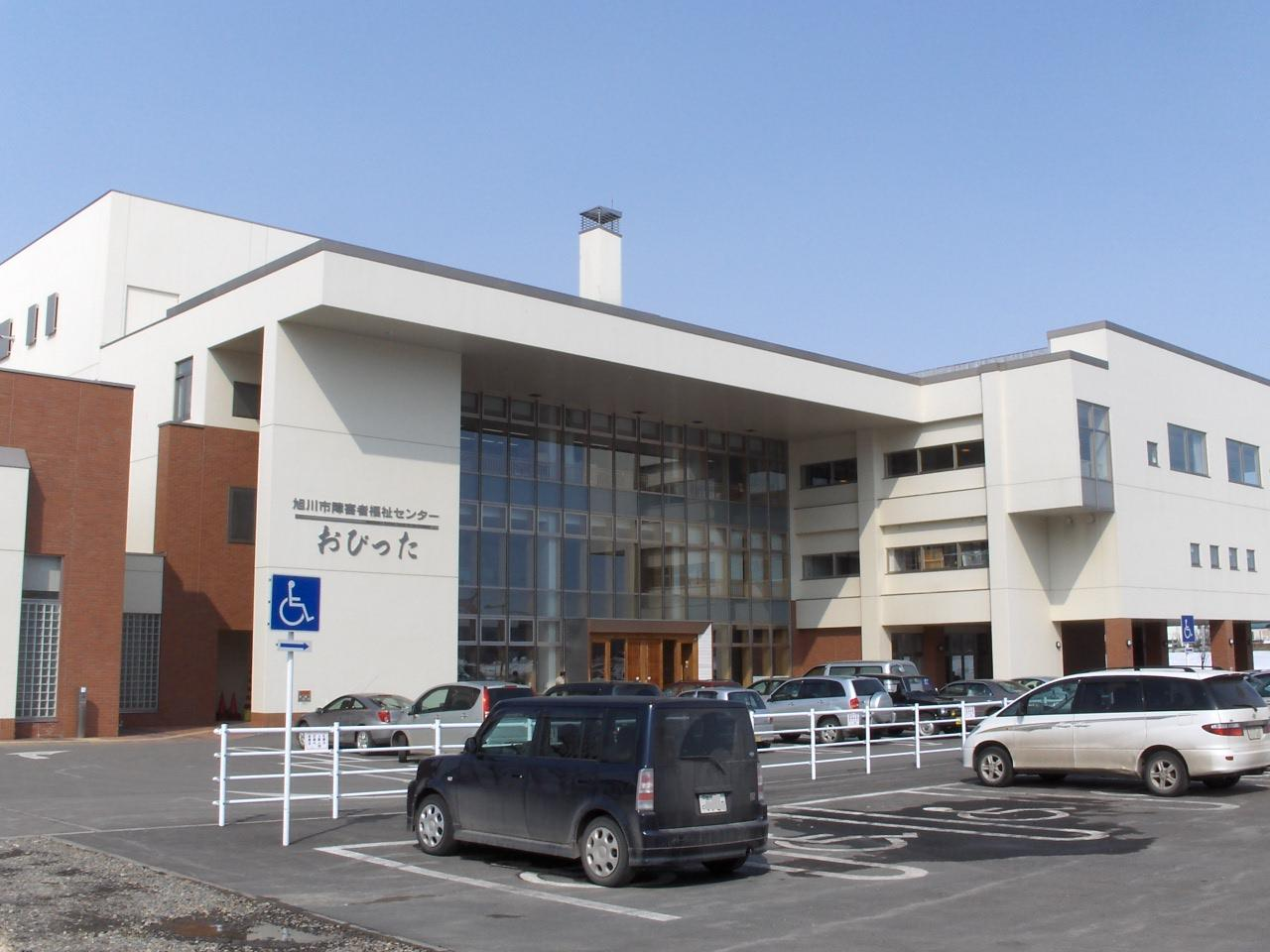
旭川市障害者福祉センターおぴった（2007年）

### 多目的施設
- 道北地域旭川地場産業振興センター（道の駅あさひかわ）
- 旭川大雪アリーナ（道北アークス大雪アリーナ）
- 旭川市大雪クリスタルホール
  - 旭川市博物館
  - 旭川市音楽堂
  - 旭川国際会議場
- 旭川市市民活動交流センター（CoCoDe）- 国の登録有形文化財
  - 市民活動支援棟
  - ホール棟

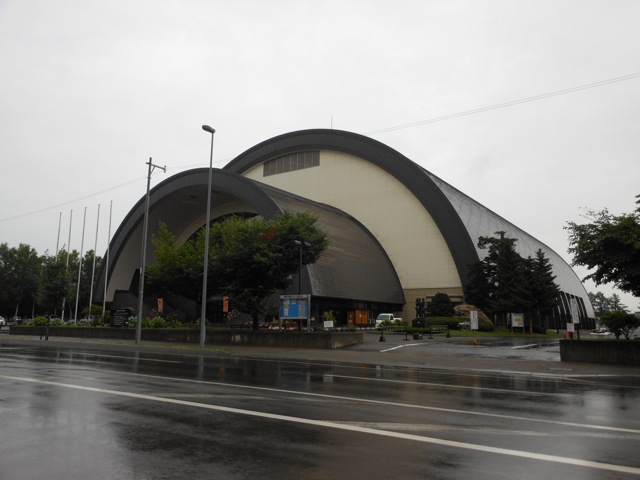
旭川大雪アリーナ（2012年7月）
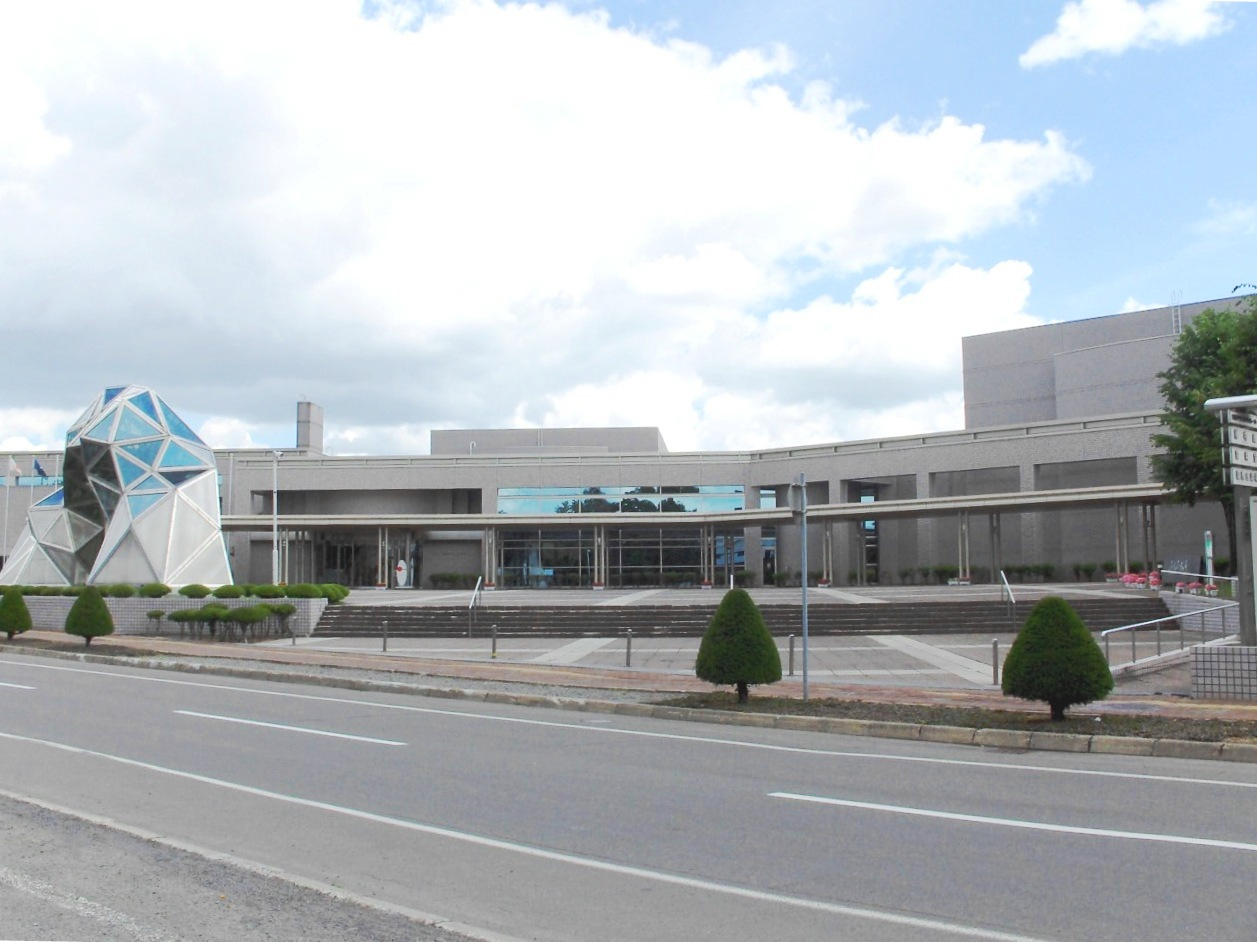
旭川市大雪クリスタルホール（2007年）
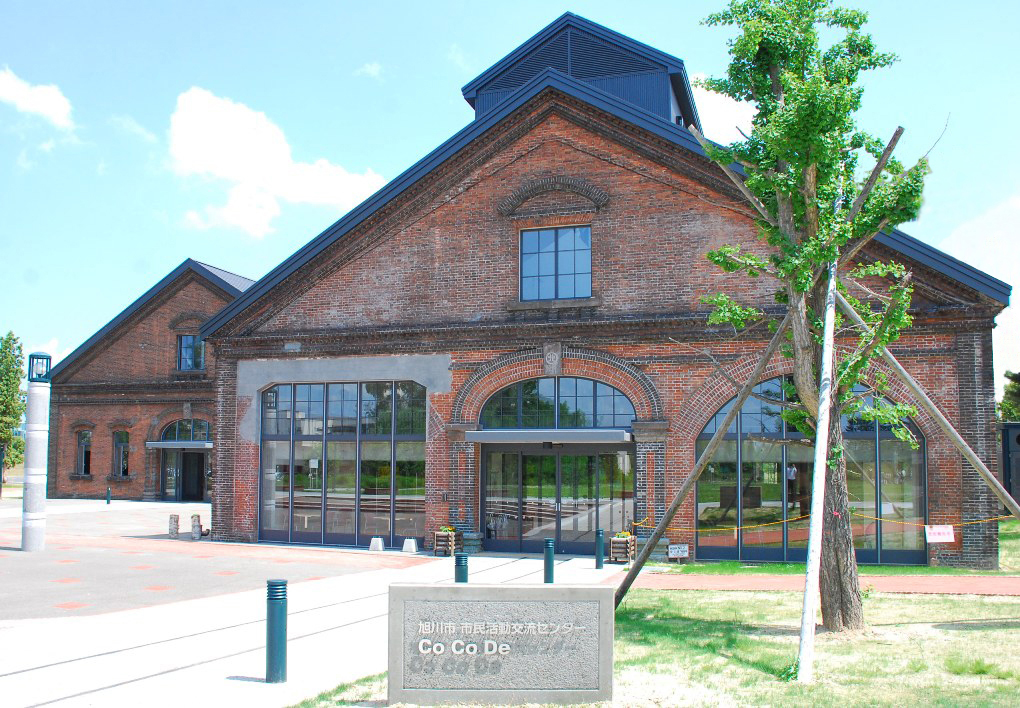
旭川市市民活動交流センター（CoCoDe）（2010年6月）

### 運動施設
体育館
- 旭川市総合体育館（リクルートスタッフィング リック＆スー旭川体育館）
- 大成市民センター体育館
- 忠和公園体育館
- 東豊公園体育館
- 旭川勤労者体育センター
- 旭川市東地区体育センター
- 旭川市近文市民ふれあいセンター（ちかふれ）

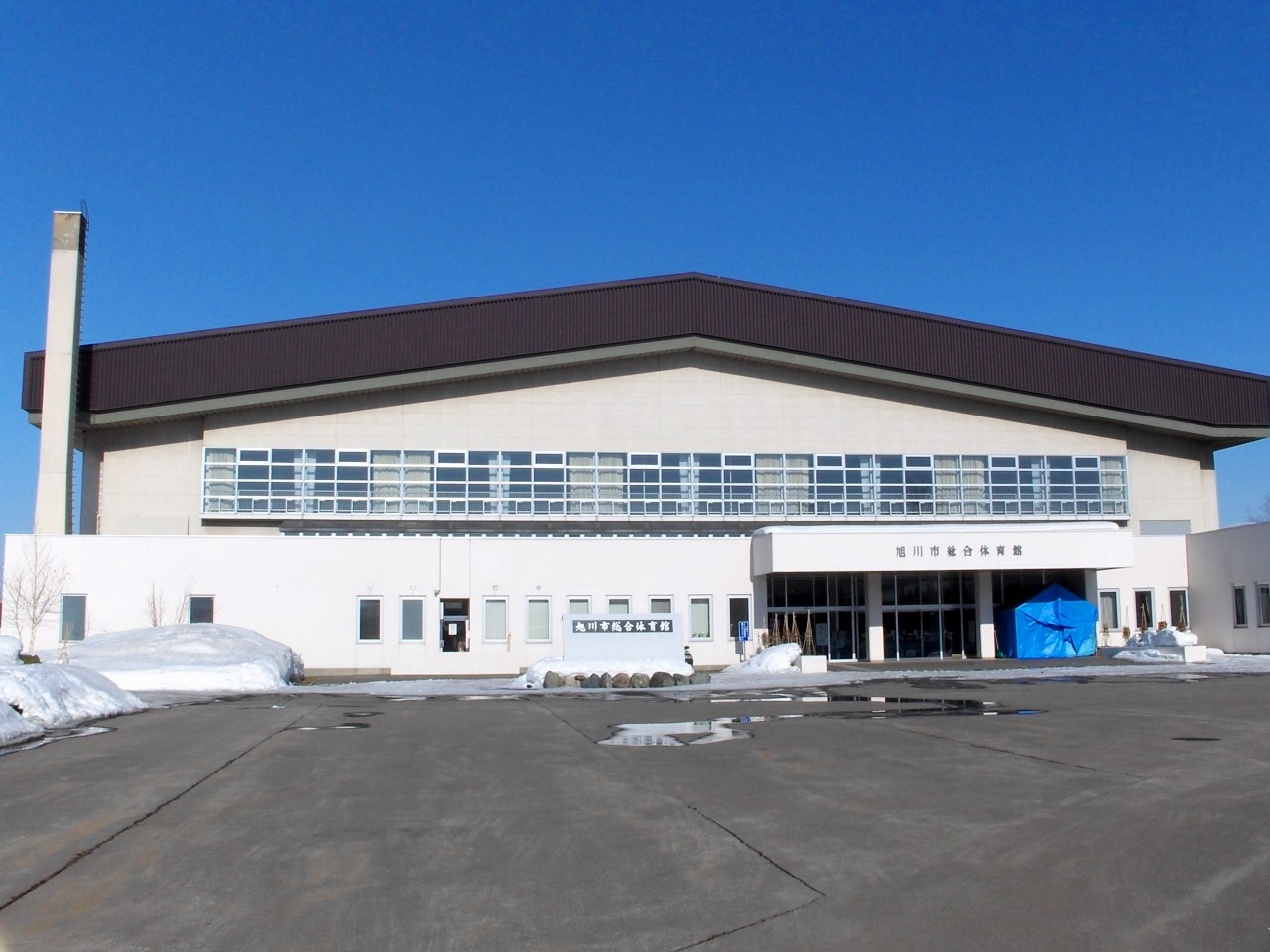
旭川市総合体育館（2007年）
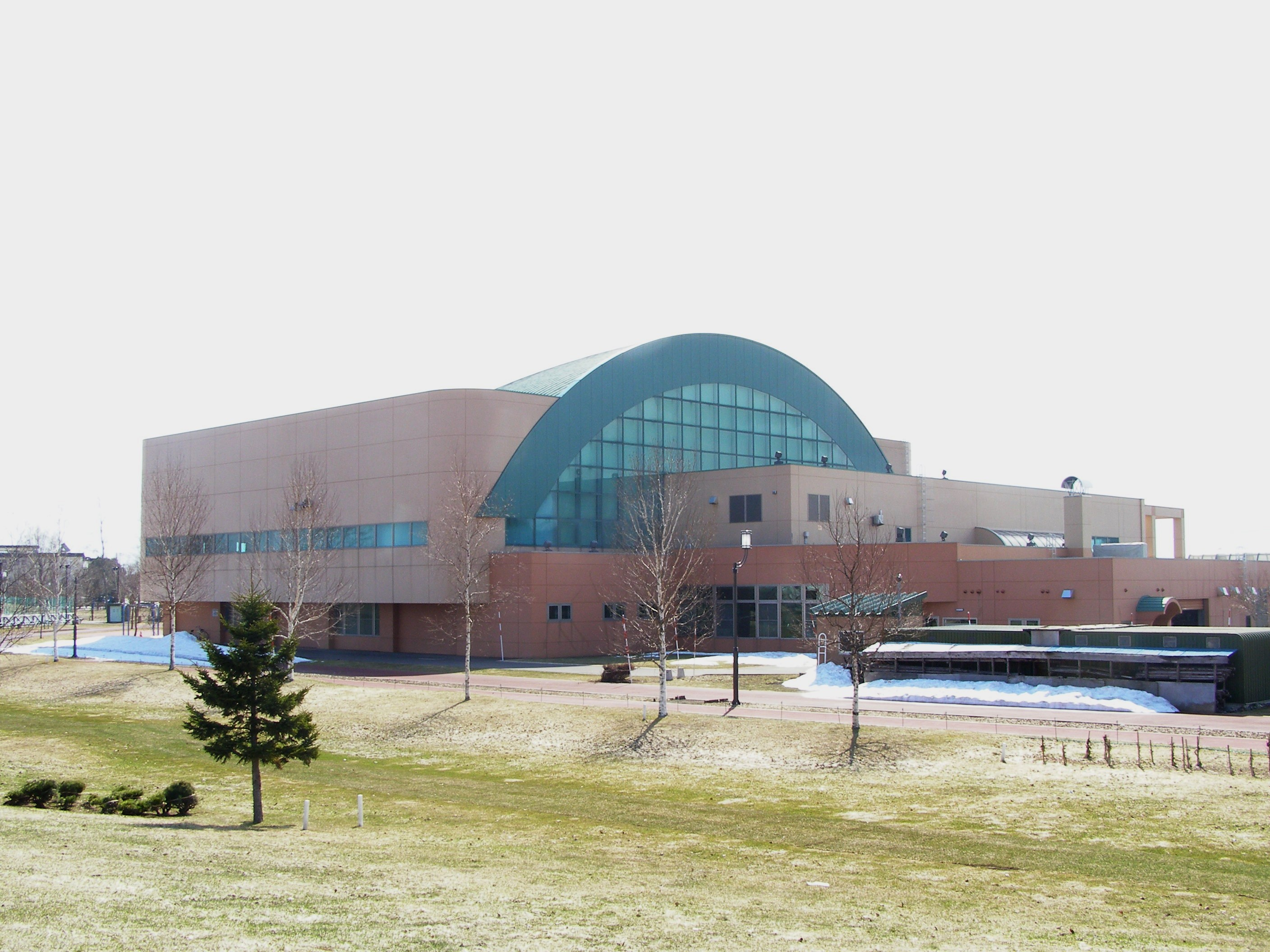
忠和公園体育館（2011年4月）

公園施設
- 花咲スポーツ公園
  - 花咲スポーツ公園硬式野球場（スタルヒン球場）
  - 花咲スポーツ公園陸上競技場
  - 旭川市総合体育館
  - 花咲スポーツ公園球技場
  - 花咲スポーツ公園馬場
  - 花咲スポーツ公園軟式野球場
  - 花咲スポーツ公園テニスコート
  - 花咲プール
  - 和弓場（誠心館）
  - 洋弓場
  - スケート場
  - 馬場
  - 相撲場
- 東光スポーツ公園
  - 東光スポーツ公園軟式野球場（旭川ドリームスタジアム（第一球場）・第二球場・第三球場）

スタルヒン像とスタルヒン球場

  - 東光スポーツ公園球技場
  - 東光スポーツ公園武道館
  - 東光スポーツ公園パークゴルフ場
  - 歩くスキーコース
- 河川公園（石狩川水系緑地）
  - 野球場
  - ソフトボール場
  - テニスコート
  - サッカー・ラグビー場
  - ゲートボール場
  - パークゴルフ場

- スタルヒン像とスタルヒン球場

## 対外関係

### 姉妹都市･提携都市

#### 海外
姉妹都市
- ブルーミントン市（アメリカ合衆国 イリノイ州）
1962年（昭和37年）10月11日提携。
- ノーマル市（アメリカ合衆国 イリノイ州）
1987年（昭和62年）7月7日提携。ブルーミントン市とは双子都市である。
- 水原市（大韓民国 京畿道）
1989年（平成元年）10月17日提携。

友好都市
- ユジノ・サハリンスク市（ロシア連邦 サハリン州）
1967年（昭和42年）11月10日提携。
- 哈爾濱（ハルビン）市（中華人民共和国 黒竜江省）
1995年（平成7年）11月21日提携。

その他
- モーラ市（スウェーデン王国 ダーラナ県）
『バーサーロペットジャパン』の元になった、本家『バーサーロペット』開催都市。1990年（平成2年）3月に「三国交流会議」結成。
- モーラ市（英語版）（アメリカ合衆国 ミネソタ州）
『バーサーロペットUSA』開催都市。1990年（平成2年）に「三国交流会議」結成。
- 長春市（中華人民共和国 吉林省）
2003年（平成15年）より『バーサーロペット・チャイナ』開催。2006年（平成18年）に「交流会議」（国際バーサーロペット交流会議）参加。

#### 国内
姉妹都市
- 南さつま市（九州地方 鹿児島県）
2015年（平成27年）5月3日 姉妹都市提携。

提携都市
- 北名古屋市（中部地方 愛知県）
2014年（平成26年）2月8日 災害時相互応援協定締結。

## 経済

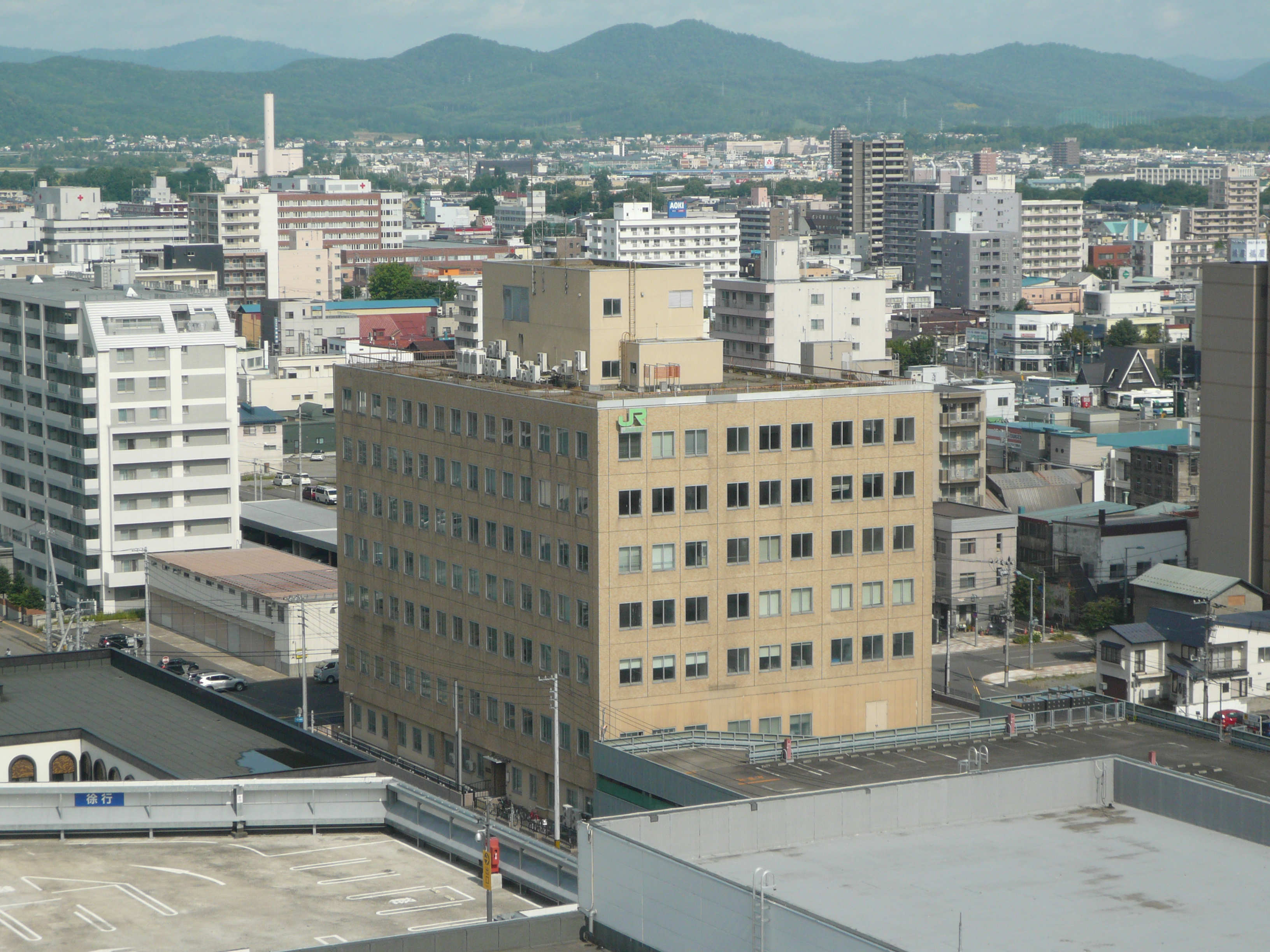
北海道旅客鉄道旭川支社と旭川のスカイライン

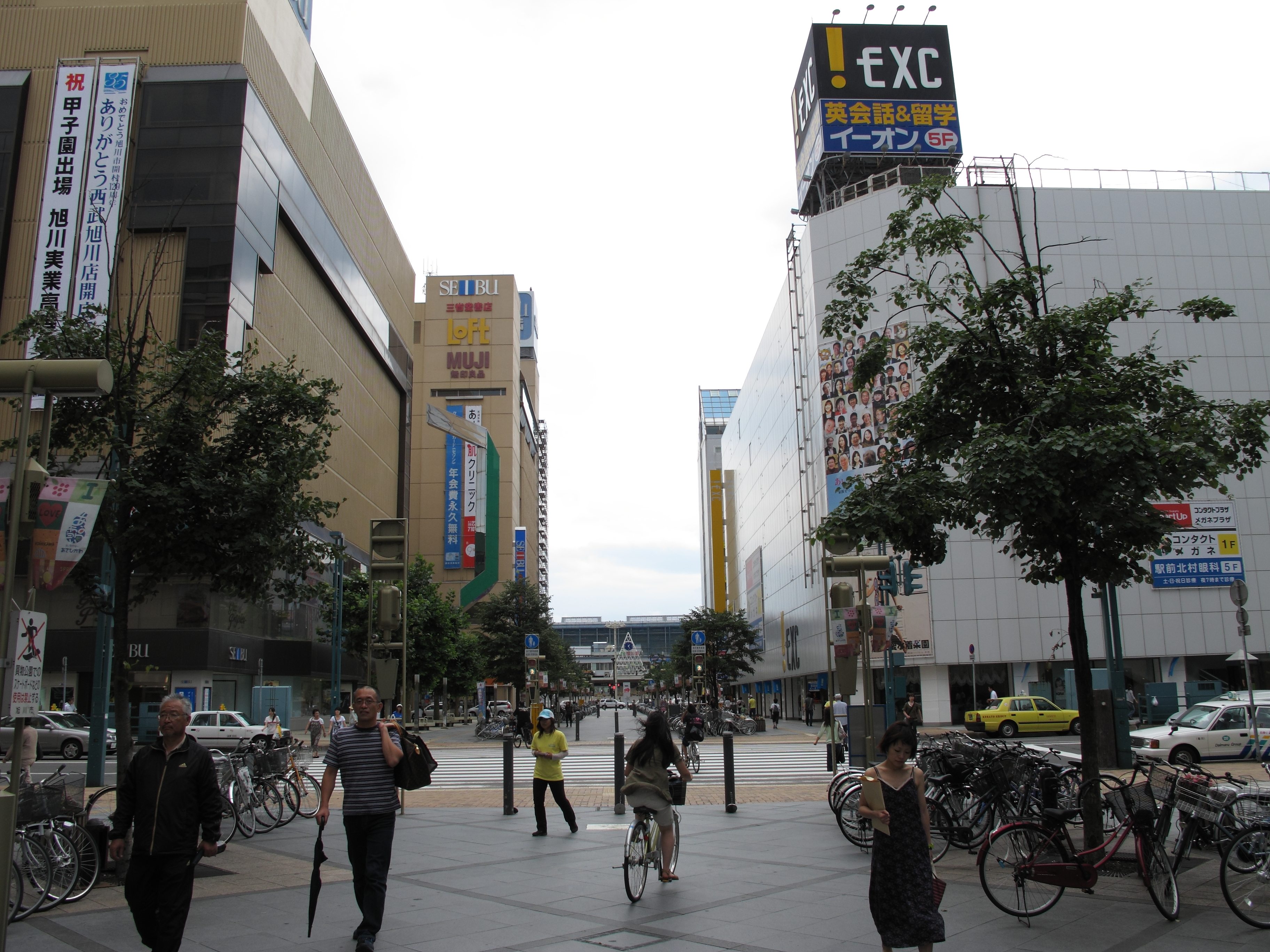
平和通買物公園

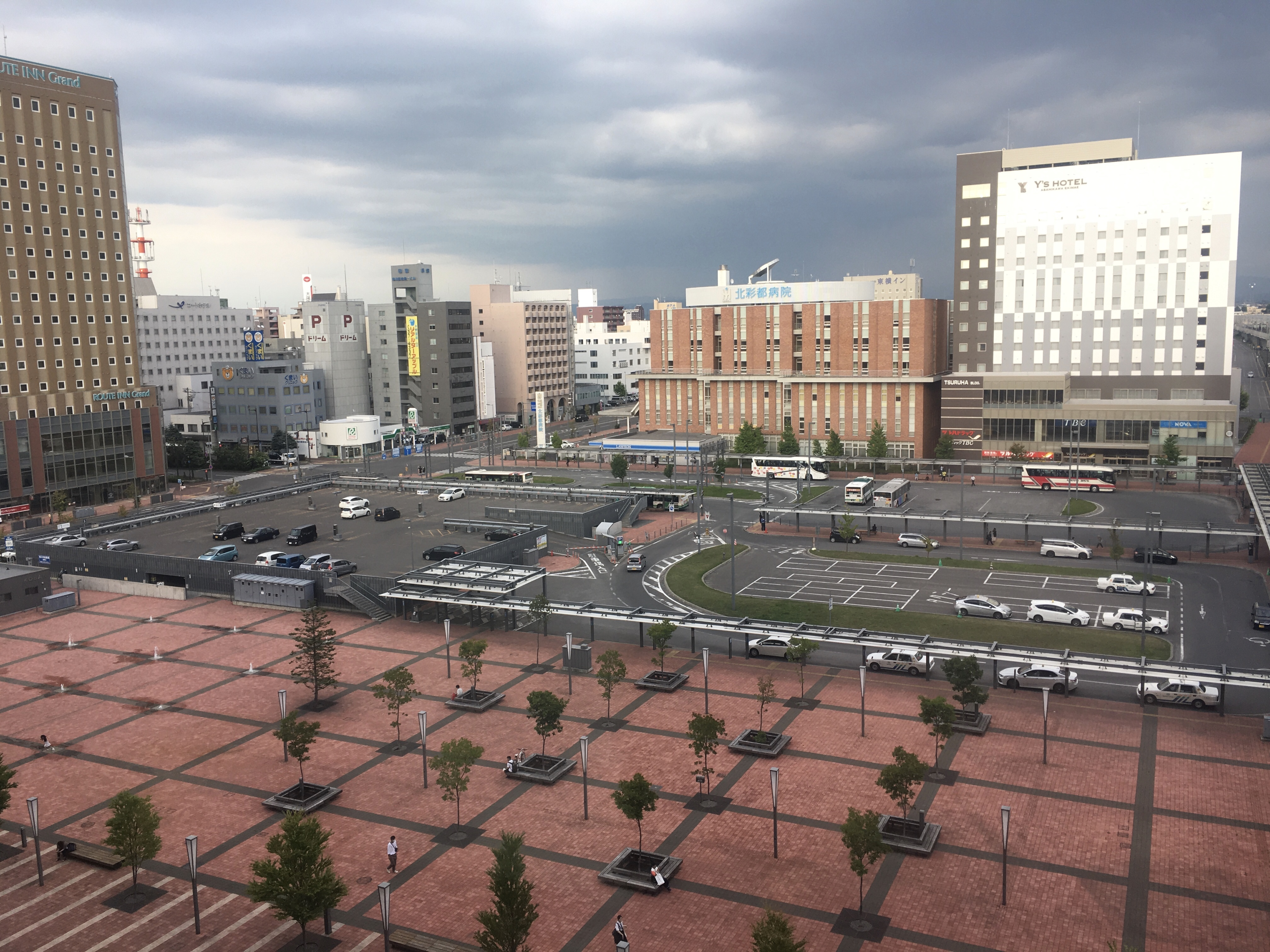
旭川駅北口周辺

旭川市は大日本帝国陸軍第七師団が移駐した影響により経済や産業基盤が成立していき、
農業をはじめ食料品、紙・パルプなどの製造業を基幹産業とし、地理的条件により北北海道（道北、オホーツク、北空知）の商業、物流の拠点になっている。
また、医療、教育、文化などの都市機能が集積している。
産業別の就業者では、第三次産業に従事している割合が全体の約80 %と最も高く、製造品出荷額等では食料品製造業の割合が最も高くなっている。
旭川市は多くの河川が市内を流れて大雪山系の雪解け水や伏流水の恩恵を受けているため、様々な産業で水資源を有効活用している。

### 第一次産業
水稲作付面積と収穫量ランキングは北海道内でともに岩見沢市に次ぐ2位となっており、ソバの作付面積は北海道内で幌加内町、深川市に次ぐ3位となっている。
また、豊富な水資源と良質な米によって酒造りが行われているほか、
旭川地域では家具や木材、木製品（木器）に関係する企業が集積している。

#### 農業
- 稲作
- 蕎麦

農業協同組合
- 上川生産農業協同組合連合会（JA上川生産連）[69]
- あさひかわ農業協同組合（JAあさひかわ）
- たいせつ農業協同組合（JAたいせつ）[70]
- 東旭川農業協同組合（JA東旭川）[71]
- 東神楽農業協同組合（JAひがしかぐら）[72]
- ホクレン旭川支所・旭川鶏卵流通センター・旭川生活総合事業所
- 北海道農業共済組合（NOSAI北海道）上川中央支所・上川中央家畜診療所[73]

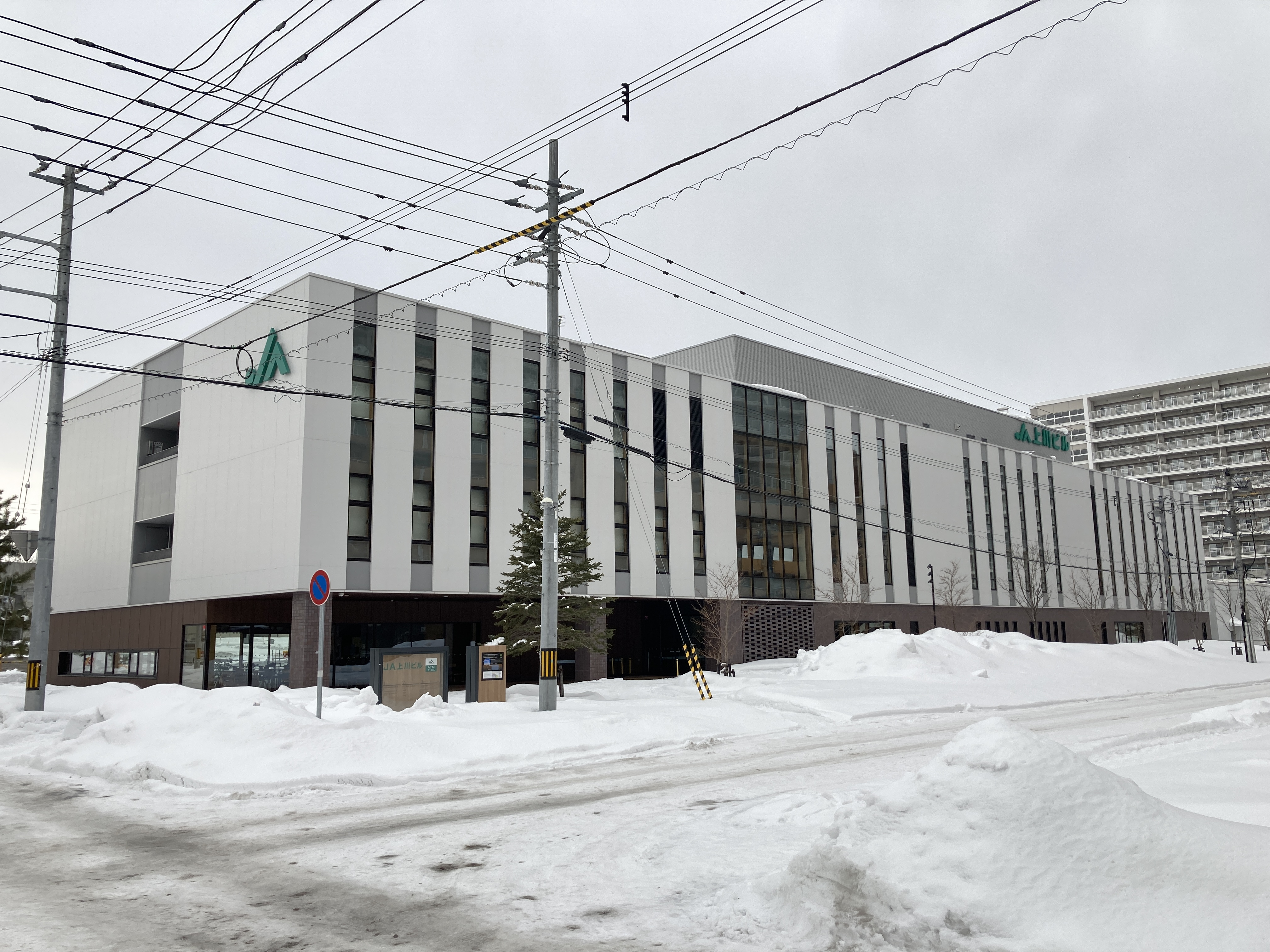
農業関連団体が多数入居するJA上川ビル（2022年3月）

#### 林業
- 木材
- 木器（木製品）

林業協同組合
- 協同組合旭川木工センター[74]
- 旭川市森林組合[75]

### 第二次産業

#### 工業
産業集積地（工業団地）
- 旭川流通団地
- 旭川工業団地
- 旭川物流団地
- 旭川リサーチパーク
- 旭川木工センター

工業協同組合
- 旭川家具工業協同組合[76]
- 旭川魚菜商業協同組合[77]
- 旭川地方自動車整備協同組合[78]
- 旭川工業団地協同組合[79]
- 旭川総合鉄工団地協同組合[80]
- 道北電気工事業協同組合[81]
- 旭川市管工事業協同組合[82]
- 旭川ボーリング工業協同組合[83]
- 旭川地方左官工業協同組合[84]
- 旭川情報産業事業協同組合[85]
- 旭川印刷製本工業協同組合[86]

### 第三次産業

#### 商業
ショッピングセンター
- オクノ（2025年に閉館・解体予定[87]）
  - OKUNO
- フィール旭川開発
  - Feeeal旭川
- イオン北海道（イオングループ）
  - イオンモール旭川西
  - イオン旭川永山店
  - イオン旭川春光ショッピングセンター
- イオンモール[注 11]（イオングループ）
  - イオンモール旭川駅前
- 旭川電気軌道
  - アモールショッピングセンター（豊岡ショッピングセンター）
- 長崎屋（パン・パシフィック・インターナショナルホールディングスグループ）
  - MEGAドン・キホーテ旭川店
- 北海道富士興業
  - パワーズ
- 交洋不動産
  - 大成ファミリープラザ
- 北海道ジェイ・アール都市開発（JR北海道グループ）
  - 宮前ショッピングセンター

- 旭川はれて

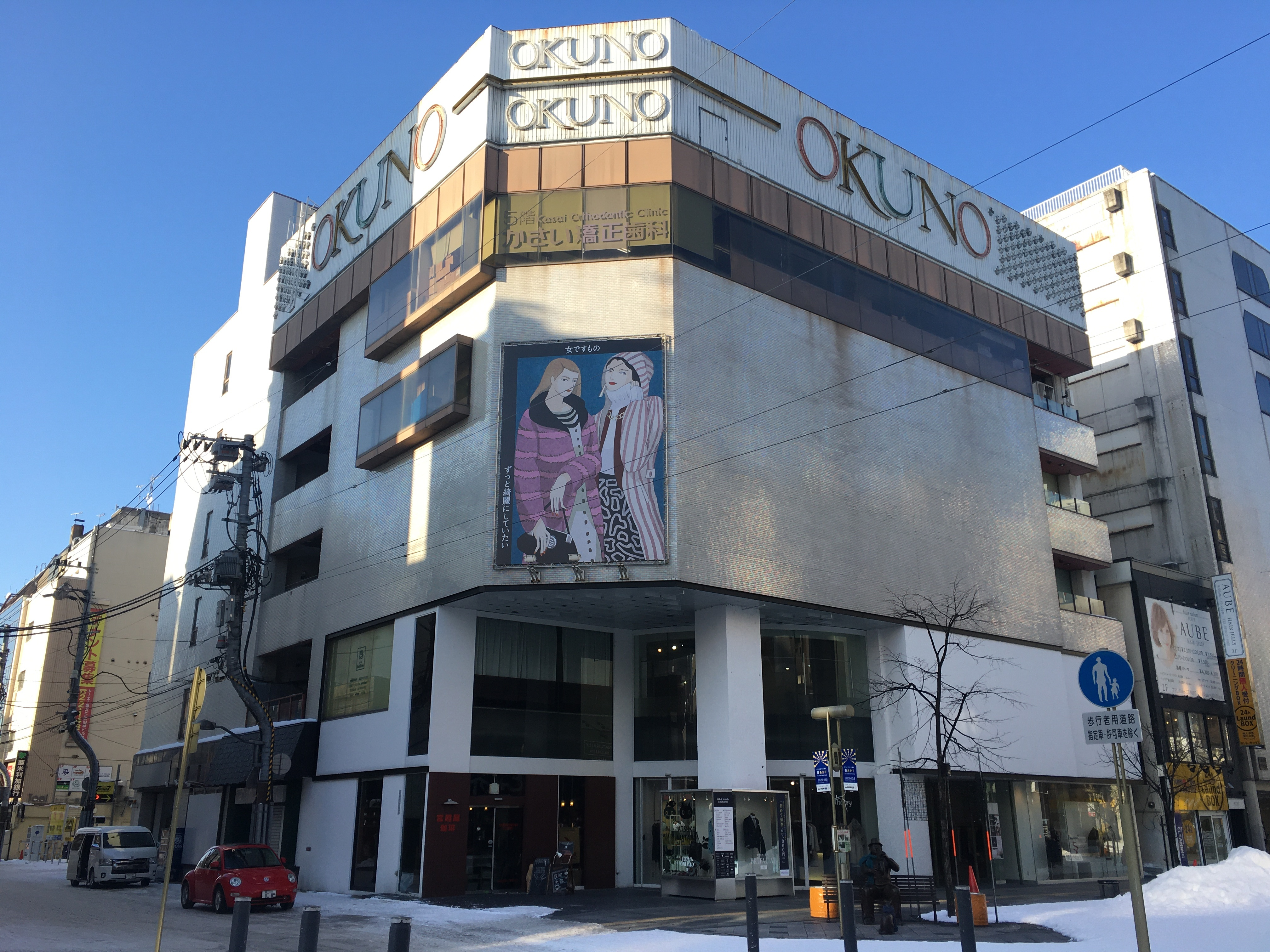
OKUNO（2020年1月）
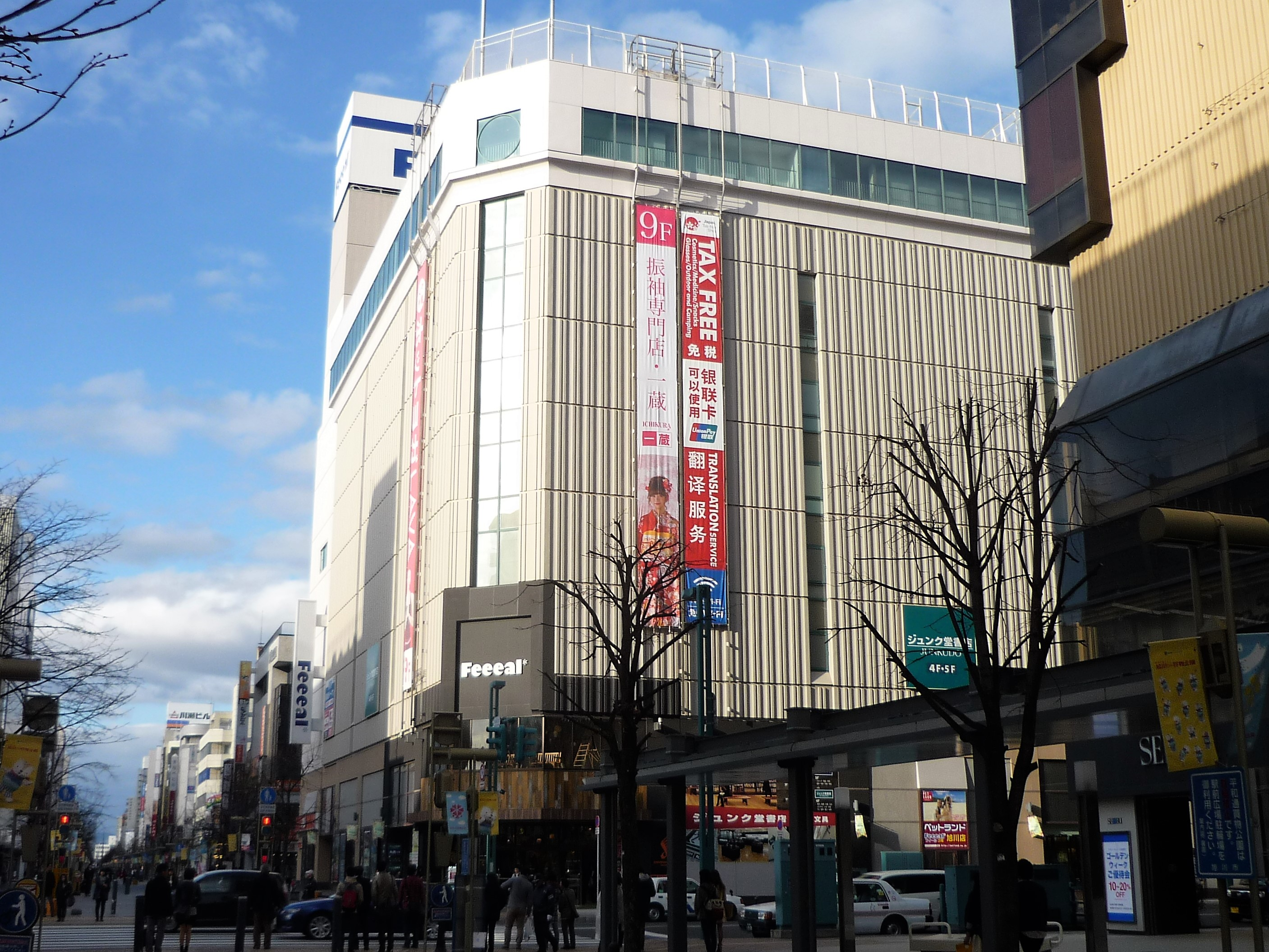
Feeeal旭川（2016年5月）
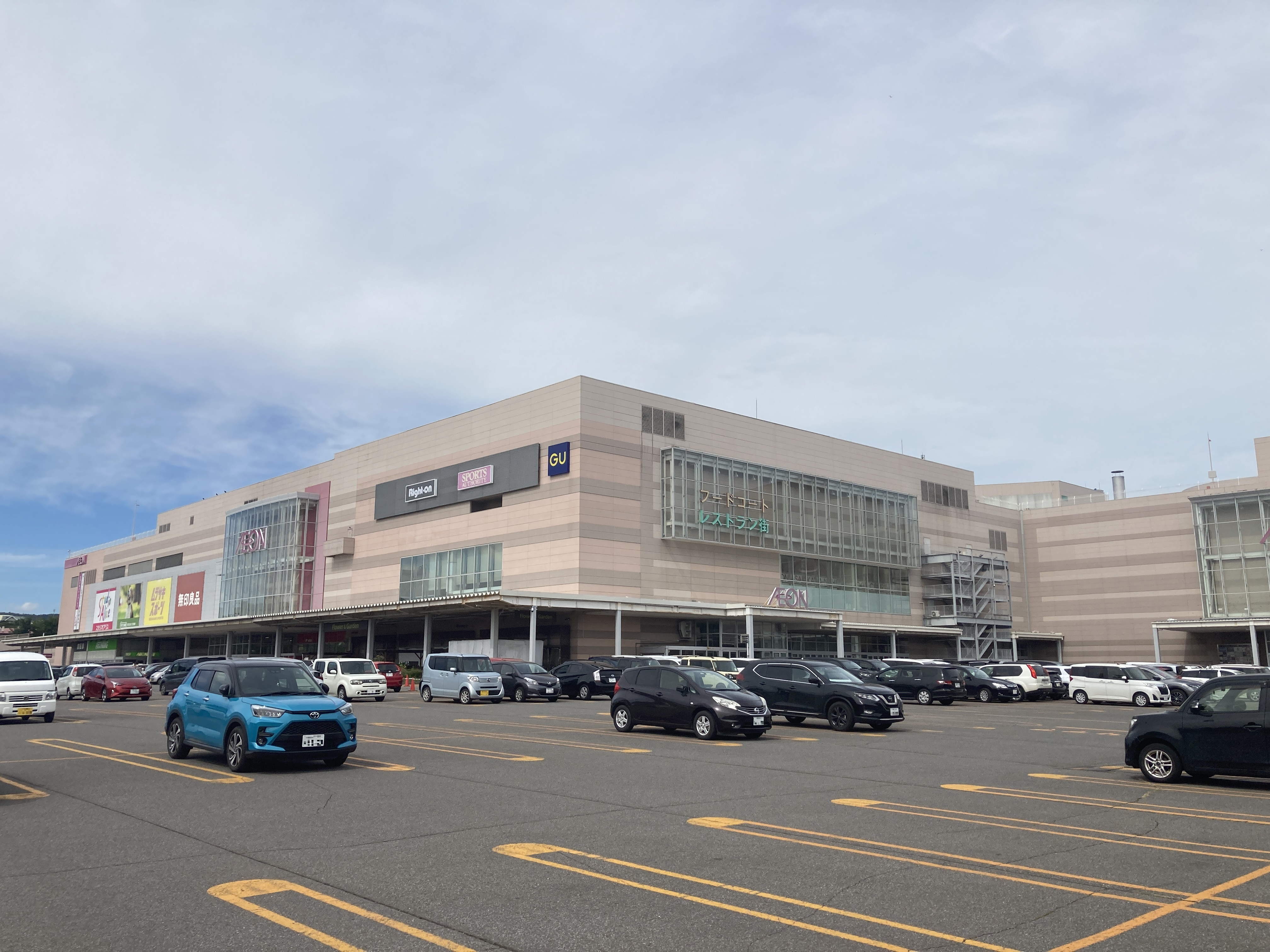
イオンモール旭川西（2022年9月）
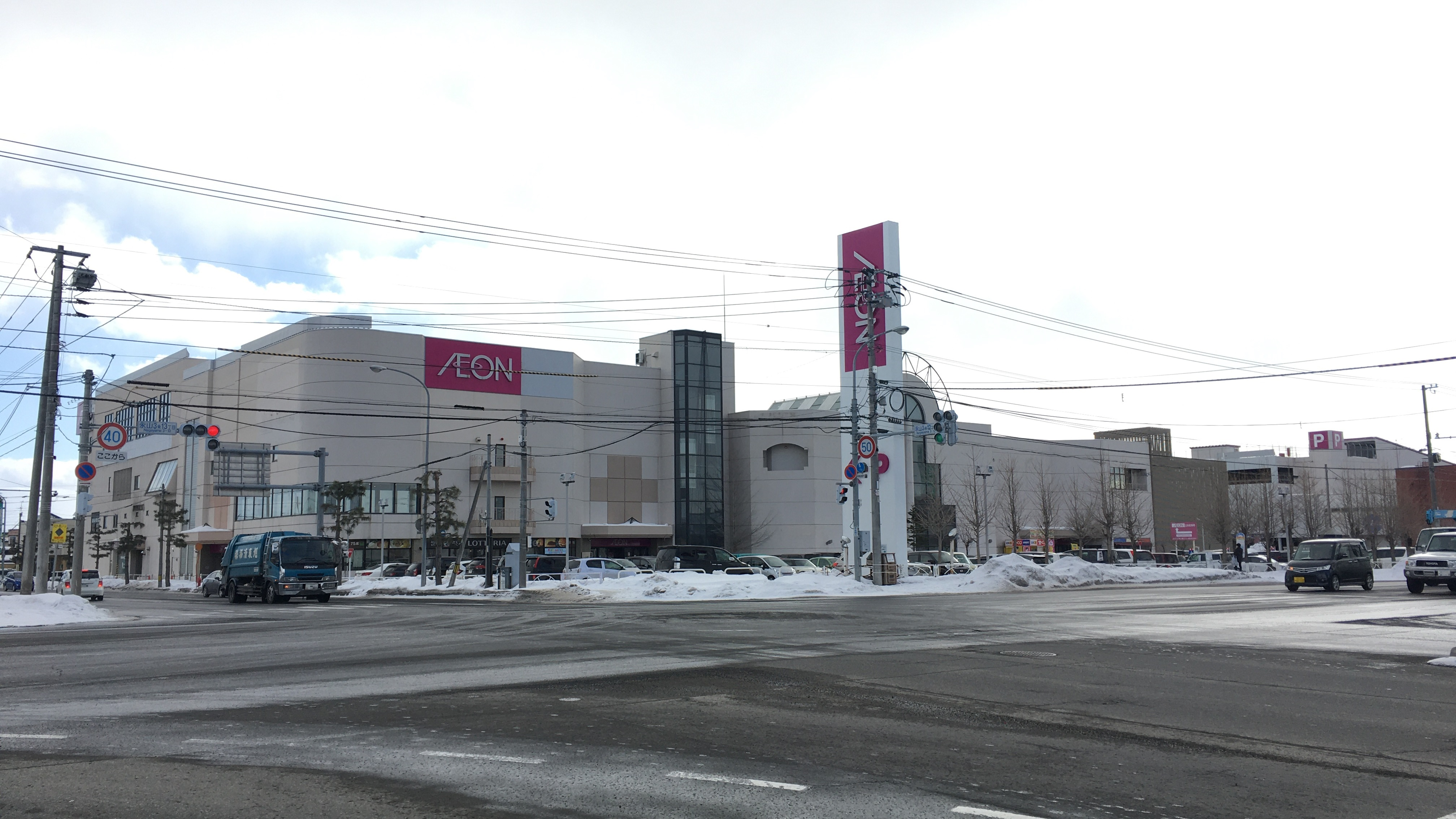
イオン旭川永山店（2020年2月）
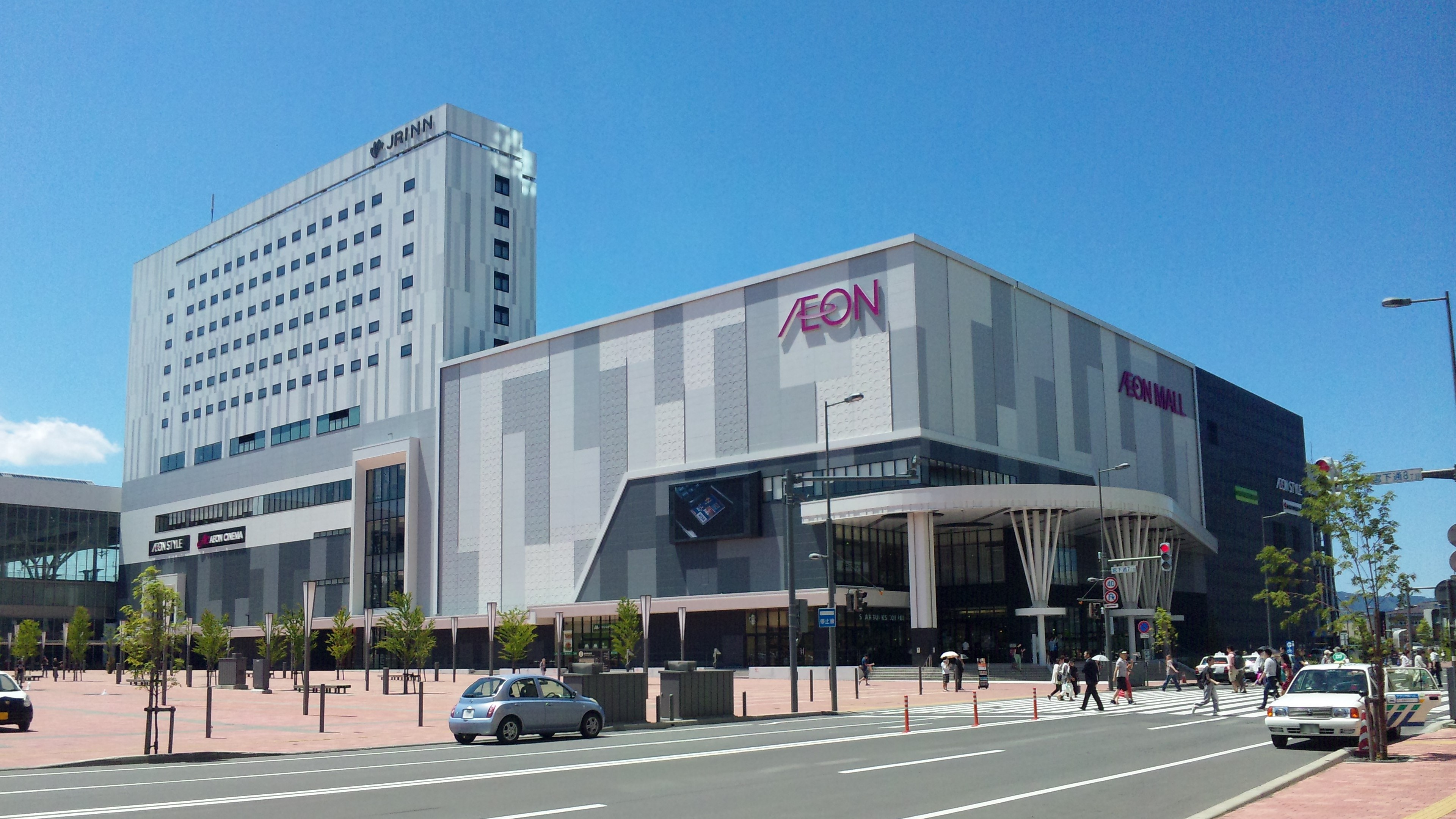
イオンモール旭川駅前（2016年6月）
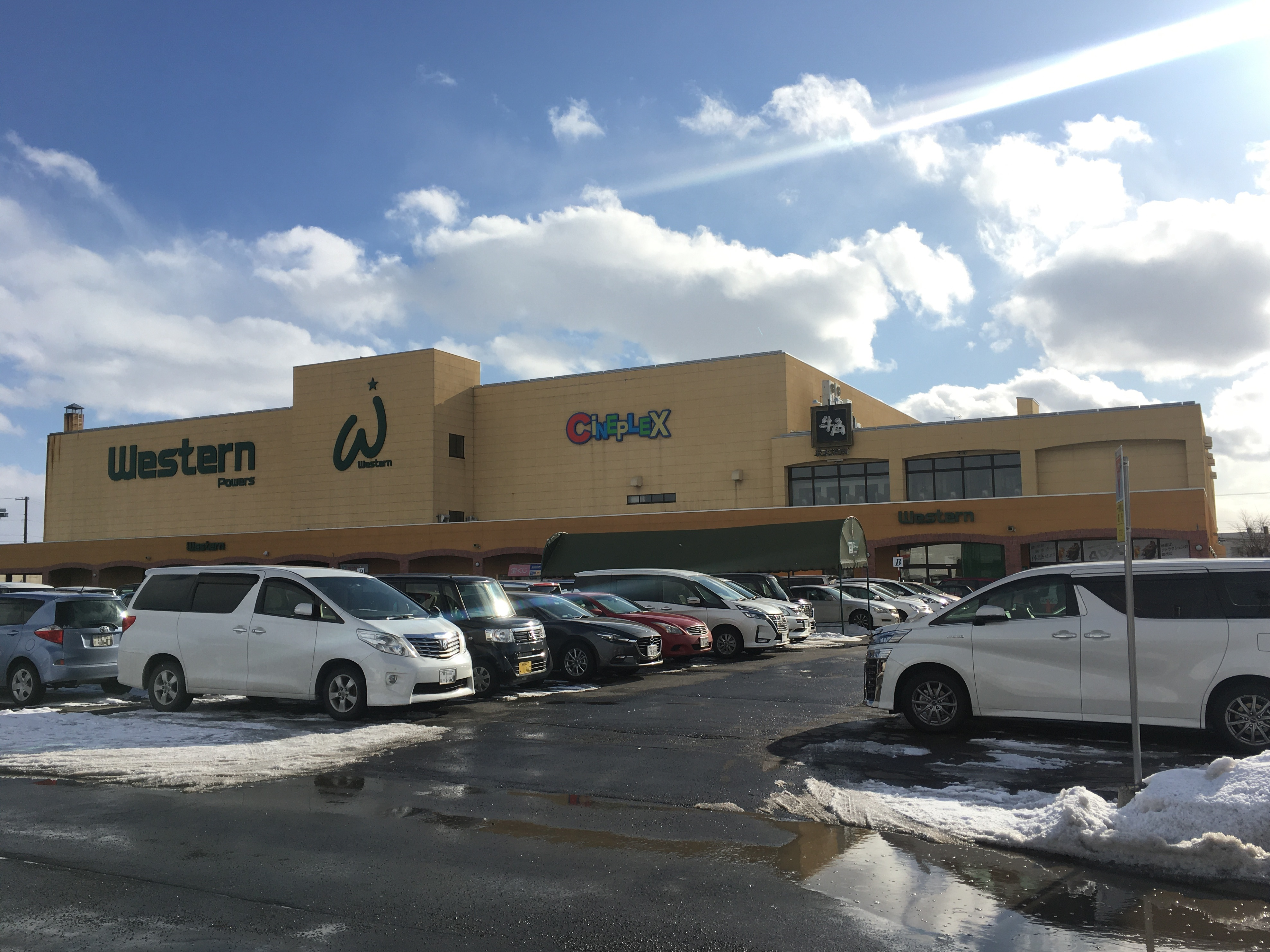
ウエスタンパワーズ（2020年2月）
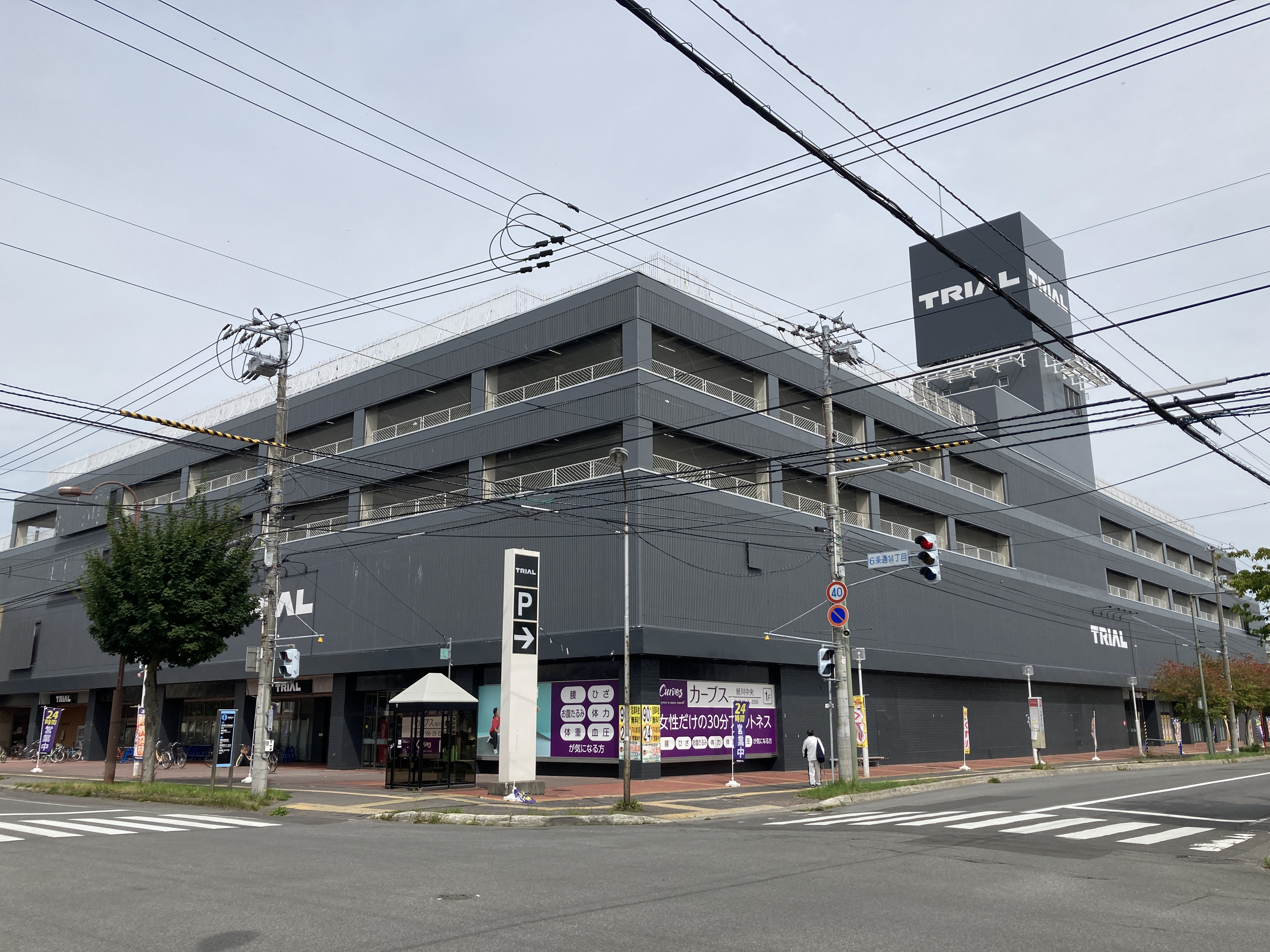
大成ファミリープラザ（2022年9月）

スーパーマーケット
- 道北アークス（アークスグループ）
  - ウエスタンパワーズ（パワーズ内）
  - ウエスタン川端
  - スーパーアークスウエスタン北彩都
  - スーパーアークス西神楽店
  - スーパーアークスパルプタウン
  - スーパーアークス東光店
  - スーパーアークス豊岡3条店
  - スーパーアークス永山中央店
  - スーパーアークス六合店
  - スーパーアークス末広東店
  - スーパーアークス神居東店
  - ベストプライス神居店
  - ベストプライス10条通店
  - ベストプライス豊岡中央店
  - ベストプライス南6条通店
  - ベストプライス東旭川店
  - スーパーチェーンふじ春光台店
  - スーパーチェーンふじ末広5条店
  - スーパーチェーンふじ新富店
  - スーパーチェーンふじ永山西店
- 生活協同組合コープさっぽろ旭川地区
  - 春光店
  - 東光店
  - Shena（シーナ）店
  - 神楽店
  - 忠和店
  - ツインハープ店
- ダイイチ（セブン&アイグループ）
  - 西店
  - 東光店
  - 末広店
  - 東旭川店
  - 旭町店
  - 二条通店
  - 花咲店
- ホクレン商事
  - ホクレンショップ忠和店
  - ホクレンショップ春光台店
  - ホクレンショップ東光店
- トライアルカンパニー
  - メガセンタートライアル旭川店（大成ファミリープラザ内）
  - スーパーセンタートライアル神楽店
- イオン北海道（イオングループ）
  - ザ・ビッグ宮前通店（宮前ショッピングセンター内）
  - ザ・ビッグ緑が丘店
  - ザ・ビッグアモール店（アモールショッピングセンター内）
  - ザ・ビッグ永山店

- ダイゼン
  - DZマート 神居店
  - DZマート 春光店
  - DZマート 神楽岡店
  - DZマート 動物園通り店
  - DZマート 末広店
  - DZマート 近文店
  - DZマート 春光5条店
  - DZマート 永山7条店
  - DZマート 東光8条店
  - DZマート 豊岡6条店
  - DZマート 旭川4条西店
- 神戸物産
  - 業務スーパー 旭川緑町店(三ッ輪商会運営)
  - 業務スーパー 旭川永山店(三ッ輪商会運営)

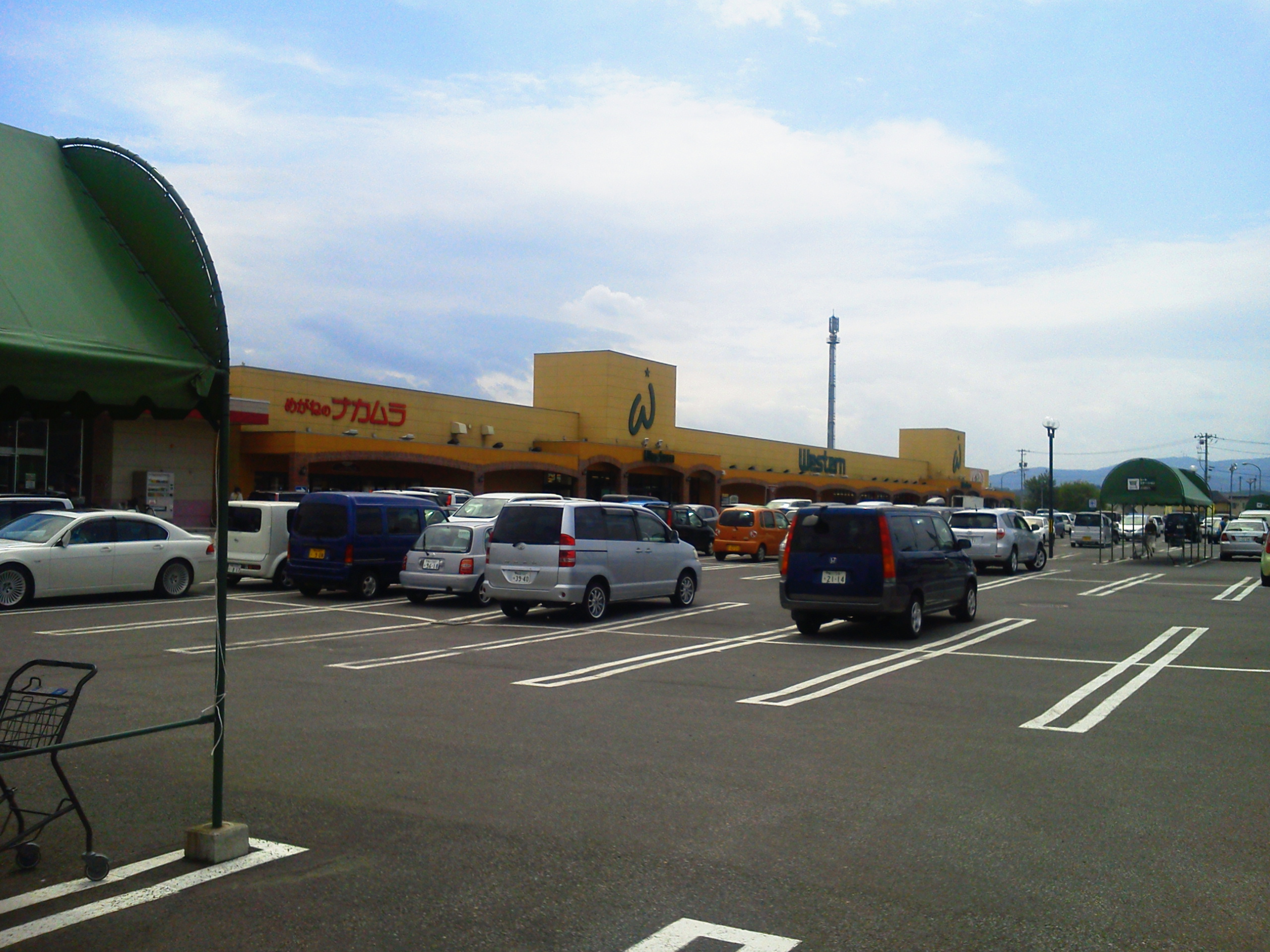
ウエスタン川端（2011年6月）
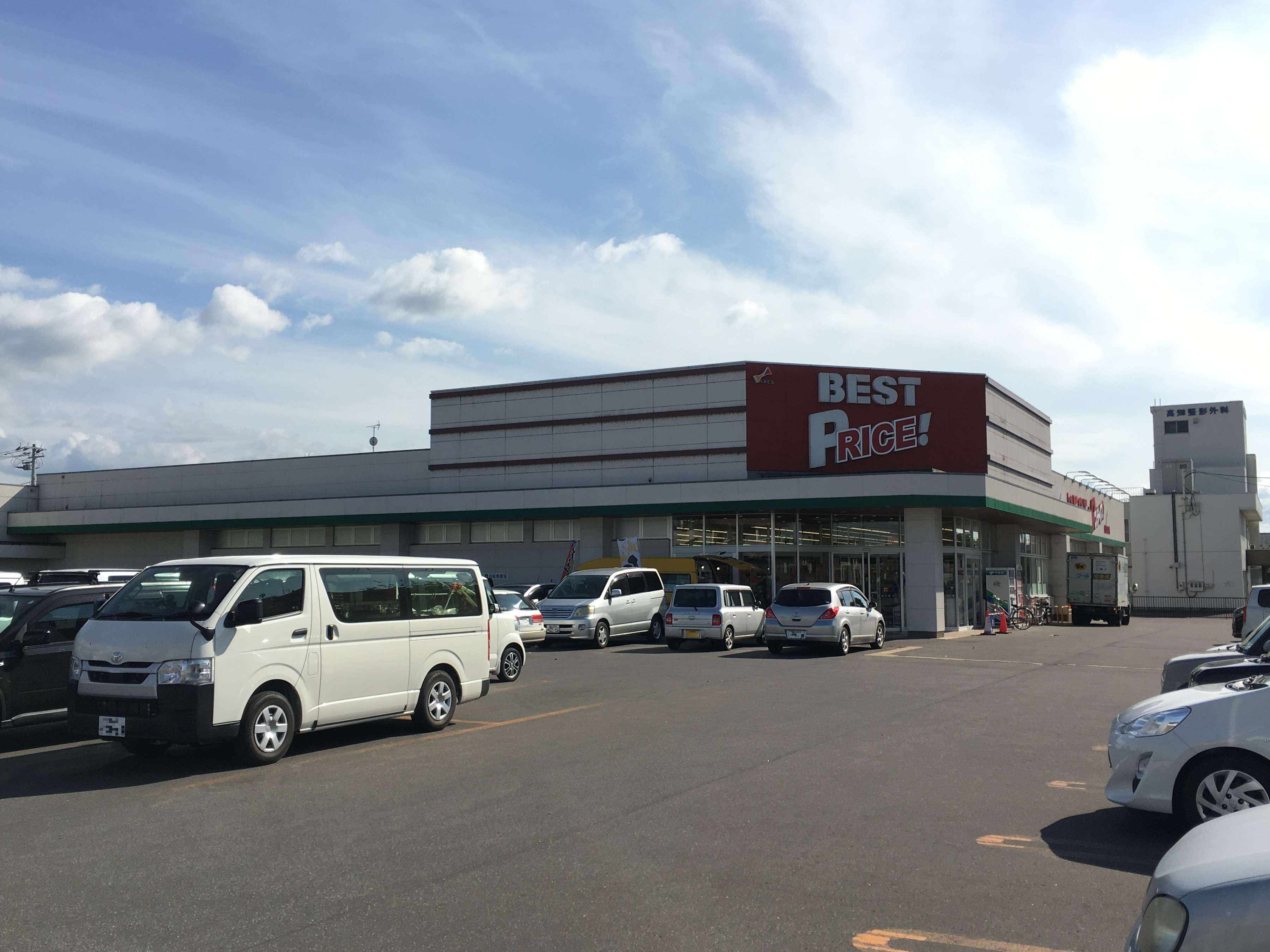
ベストプライス永山中央店(現:スーパーアークス永山中央店)（2020年8月）

協同組合
- 旭川折込広告協同組合[89]
- 旭川酒販協同組合[90]
- 旭川ホテル旅館協同組合[91]
- あさひかわ福祉生活協同組合[92]
- 旭川弁護士協同組合[93]
- 旭川地方個人タクシー協同組合[94]
- 旭川個人タクシー協会[95]
- 赤帽北海道軽自動車運送協同組合旭川支部

### 金融機関
市の指定金融機関は、1998年11月から旭川信用金庫が指定されている。それ以前は北海道拓殖銀行が指定されていた。
銀行
- みずほ銀行 - 旭川支店
- 北洋銀行 - 旭川中央支店・大雪通支店、春光支店・旭川北支店、永山中央支店・永山北支店、豊岡支店、神楽支店
- 北海道銀行 - 旭川支店・神楽支店、豊岡支店・銀座通支店、永山支店、大町支店
- 北陸銀行 - 旭川支店
- 秋田銀行 - 旭川支店

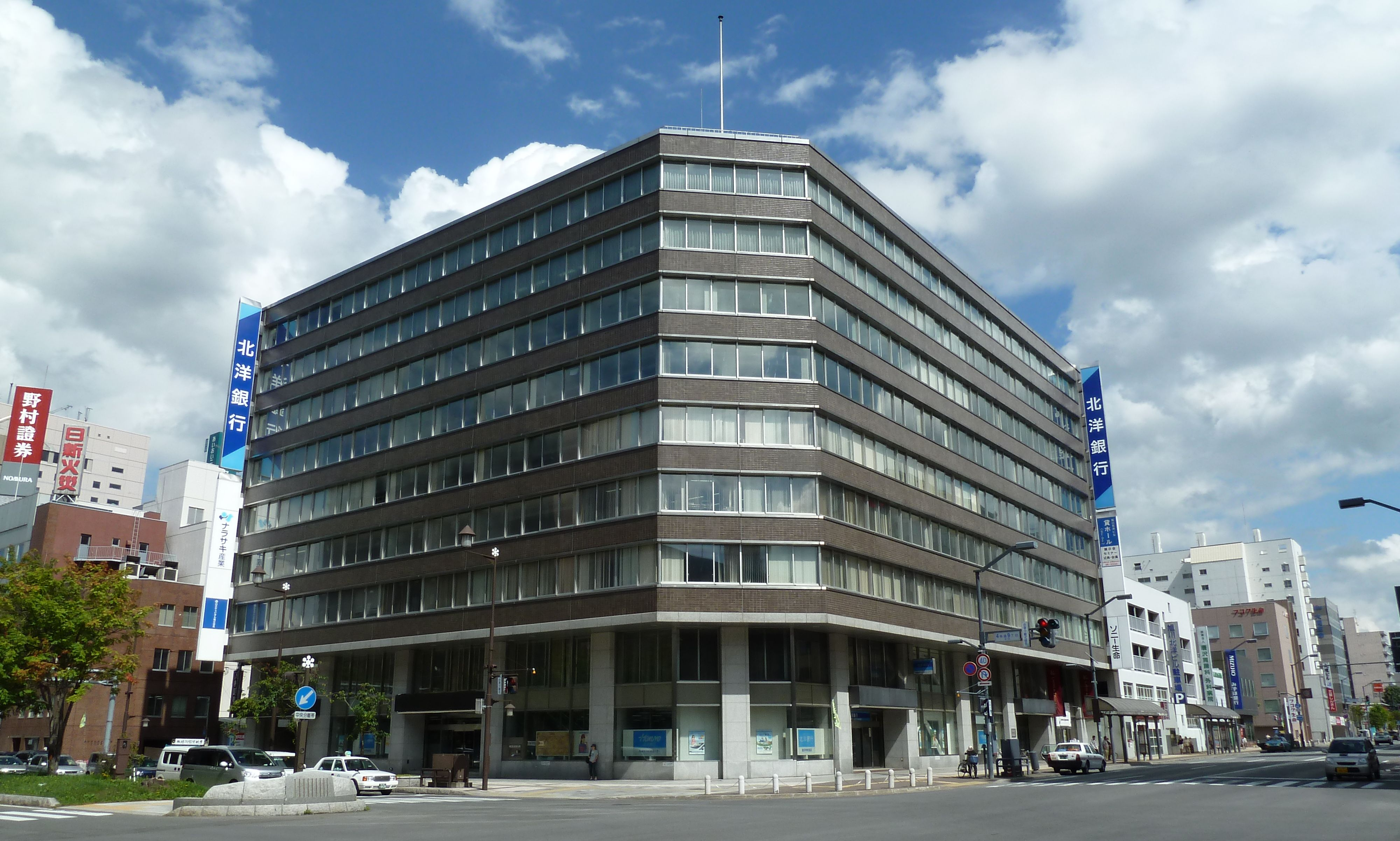
北洋銀行旭川支店（2011年8月） 2013年11月旭川中央支店に統合

協同組織金融機関
- 信金中央金庫 - 北海道支店旭川分室
- 旭川信用金庫 - 本店、銀座支店、北星支店、神楽支店、西神楽特別出張所、南出張所、東支店、南六条出張所、末広支店、春光出張所、新旭川支店、西支店、東旭川支店、豊岡支店、永山支店、近文支店、神居支店、東光支店、あたご支店、流通団地支店、緑が丘支店、忠和支店、東光東支店、末広北支店、永山南支店
- 北星信用金庫 - 旭川支店、旭川北支店、永山支店、東光支店、金星橋支店
- 遠軽信用金庫 - 旭川支店、新町支店、末広支店、永山支店、豊岡支店
- 留萌信用金庫 - 旭川支店、旭川北支店、旭川東支店、あたご支店
- 稚内信用金庫 - 旭川支店、神居支店、末広支店
- 北空知信用金庫 - 旭川支店、旭川東支店
- 北見信用金庫 - 旭川支店
- 北央信用組合 - 旭川支店、豊岡支店、永山支店
- ウリ信用組合 - 旭川支店
- 北海道労働金庫 - 旭川支店
- JAバンク北海道（北海道信用農業協同組合連合会） - 旭川支所

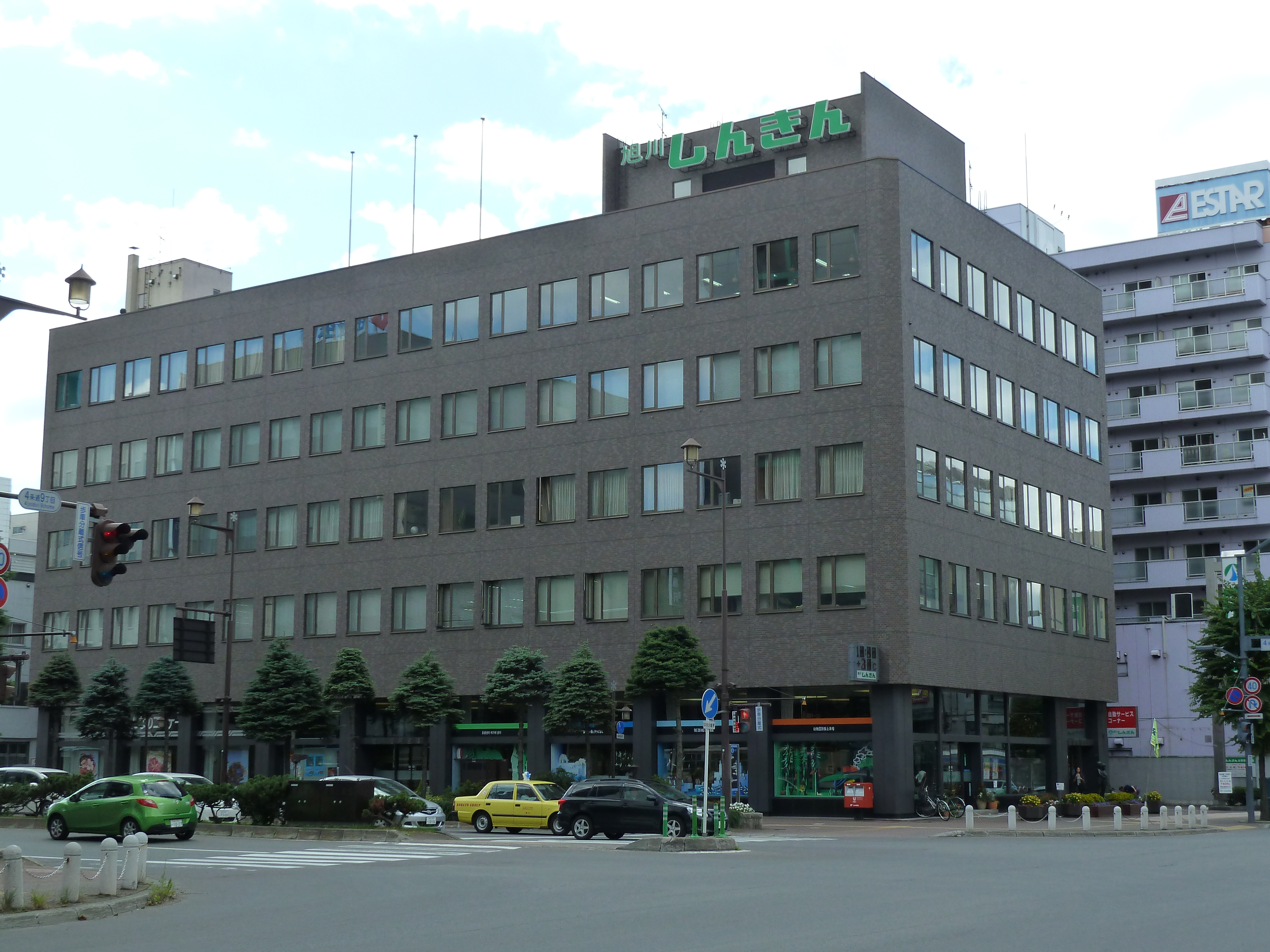
旭川信用金庫本店（2011年8月）

証券会社
- 野村證券旭川支店
- SMBC日興証券旭川支店

### 物流
- ヤマト運輸道北主管支店
  - イオンモール旭川駅前出張所
  - 旭川駅前センター
  - 旭川旭町センター
  - 駅前東センター
  - 駅前西センター
  - 旭川曙センター
  - 旭川末広センター
  - 神楽センター
  - 永山センター
  - 旭川流通団地センター
  - 東光センター
- 佐川急便旭川営業所

### 拠点を置く企業
50音順
- 旭川ガス
- 旭川ケーブルテレビ
- 旭川信用金庫
- 旭川スズキ販売
- 旭川生花市場
- 旭川通運
- 旭川電気軌道
- 旭川トヨタ自動車
- 旭川トヨペット
- 旭川日産自動車
- 旭ダンケ
- 旭ダンボール工業
- 荒井建設
- 生駒組
- 一印旭川魚卸売市場
- エチュード洋菓子店
- 大阪畜産
- 男山
- 表鉄工所
- 片桐紙器
- 片倉コープアグリ
- 加藤ラーメン
- 北北海道ダイハツ販売
- キョクイチ
- 旭栄大城建設（旧：大城建設 / 旭栄工務）
- 旭新運輸（日本製紙グループ）
- くまだ
- 今野醸造
- くみあい乳業（よつ葉乳業グループ）
- 香貴
- 合同酒精（オエノンホールディングス）
- 国策機工（日本製紙グループ）
- 国策共栄（日本製紙グループ）
- 寿 須藤製麺工場
- コハタ
- サンデリカ（ヤマザキグループ）
- 昭和木材
- 新谷建設
- 住友ゴム工業
- 正和電工
- 大成ロテック
- 大雪地ビール
- ダイゼン（登記上の本店）
- 高砂酒造
- タカハタ建設
- 館脇倉庫
- 壺屋総本店
- 東芝ホクト電子（東芝グループ、登記上の本店）
- ドースイ
- 東成建設
- 道北アークス（アークスグループ）
- 道北振興
- 道北バス
- 特一番
- トヨタカローラ旭川
- トヨタカローラ道北
- 日東石油
- 日本製紙
- 日本ハム北海道ファクトリー
- 日本醤油工業（キッコーマングループ）
- 日本メディカルプロダクツ
- ネッツトヨタ旭川
- ネッツトヨタたいせつ
- 梅光軒
- 橋本川島コーポレーション
- 蜂屋
- 檜山鐵工所
- 廣野組
- 藤原製麺（永谷園グループ）
- 北海道畜産公社（ホクレングループ）
- 北海道地図
- 北海道味噌
- 北海道録画センター
- 北海丸油
- 北興運輸
- Honda Cars 旭川
- 丸果旭川地方卸売市場
- 丸善三番舘
- 明治[97]
- 茂田石油
- 盛永組
- 山下食品
- 山本ビル
- UDトラックス北海道（旧：日産ディーゼル旭川販売）
- 横浜ゴム
- 吉川園
- らーめん山頭火
- レンゴー
- ロバ菓子司

## 情報･通信

### マスメディア

#### 新聞社
- 北海道新聞社旭川支社
- 北のまち新聞社（あさひかわ新聞）
- 読売新聞北海道支社旭川支局
- 朝日新聞北海道支社旭川支局
- 毎日新聞北海道支社旭川支局
- 日本経済新聞社旭川支局

業界紙・フリーペーパー・映像制作会社など
- あさひかわタウン情報（asatan）
- 北海道建設新聞社旭川支社
- 北海道経済（月刊北海道経済）
- メディアあさひかわ
- ライナーネットワーク
- 北海道録画センター
- エム・ドゥ（ベアーズマガジン）[98]
- グラフ旭川（月刊誌グラフ旭川）[99]
- ネスティコーポレーション（あさひかわ経済新聞）[100]
- 鏑木商店
- ㈱ビデオライン
- ㈱ヒューマン・アイ
- ファーストステップ
- ㈲ビー・プラニング

#### 通信社
- 時事通信社旭川支局
- 共同通信社旭川支局
- 北海道通信社旭川支社

#### 放送局
テレビ
- 北海道放送（HBC）旭川放送局
- 日本放送協会（NHK）旭川放送局
- 札幌テレビ放送（STV）旭川放送局
- 北海道テレビ放送（HTB）旭川支社
- 北海道文化放送 (uhb) 旭川支社
- テレビ北海道（TVh）旭川支局
- 旭川ケーブルテレビ（ポテト）

ラジオ
- 旭川シティネットワーク（FMりべーる）

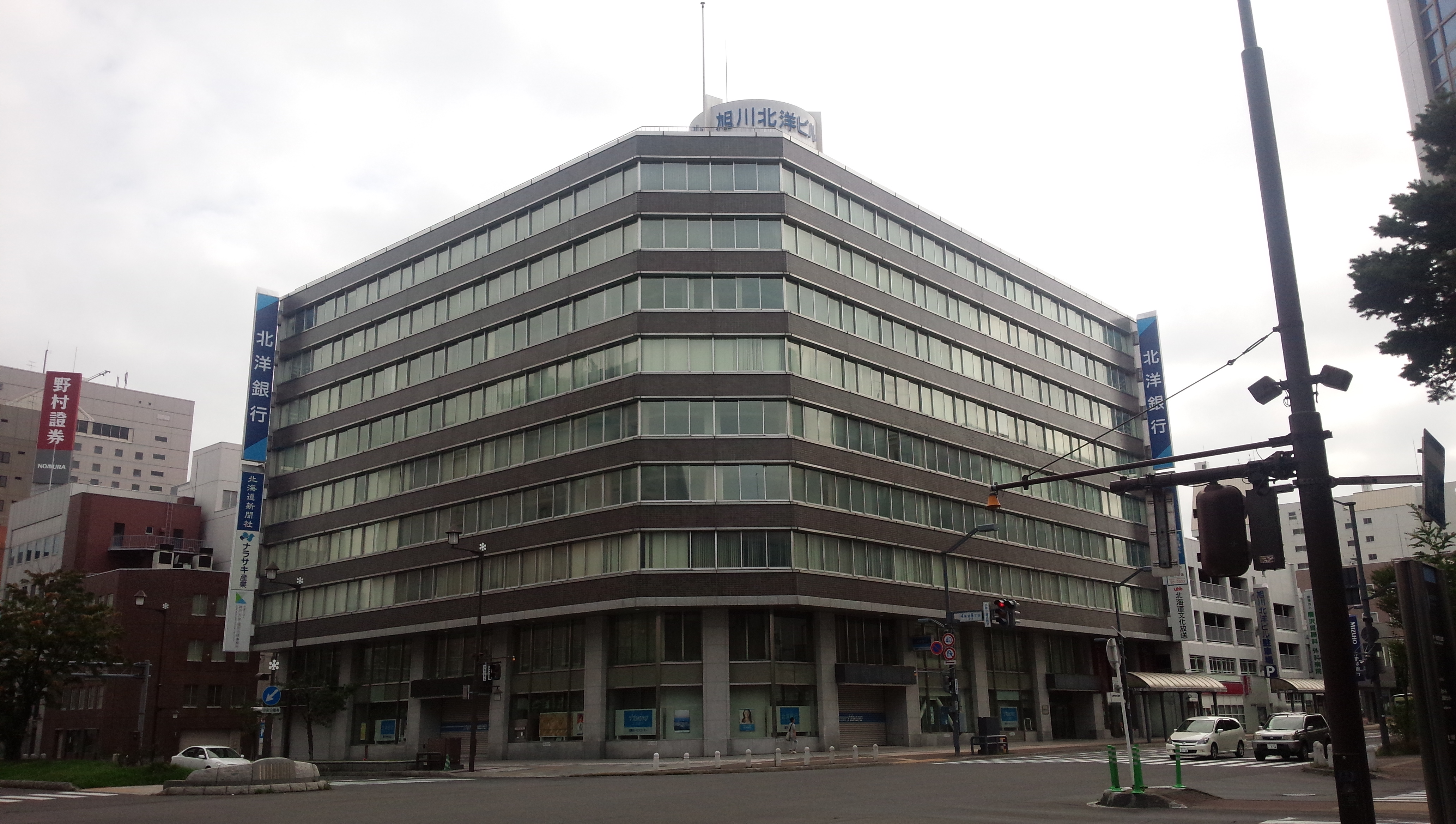
北海道新聞旭川支社が入居する旭川北洋ビル（2016年9月）
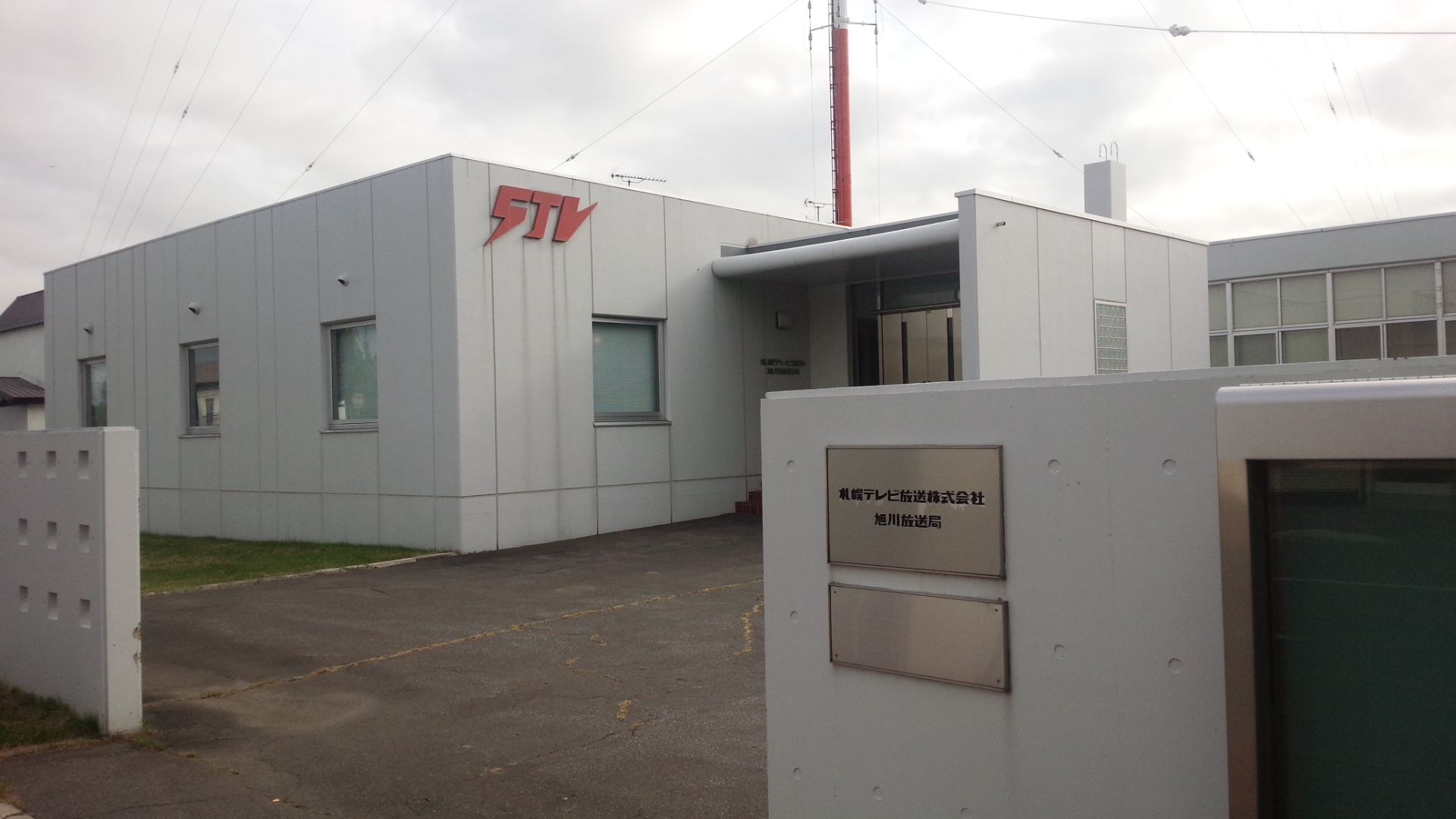
札幌テレビ放送（STV）旭川放送局（2016年9月）
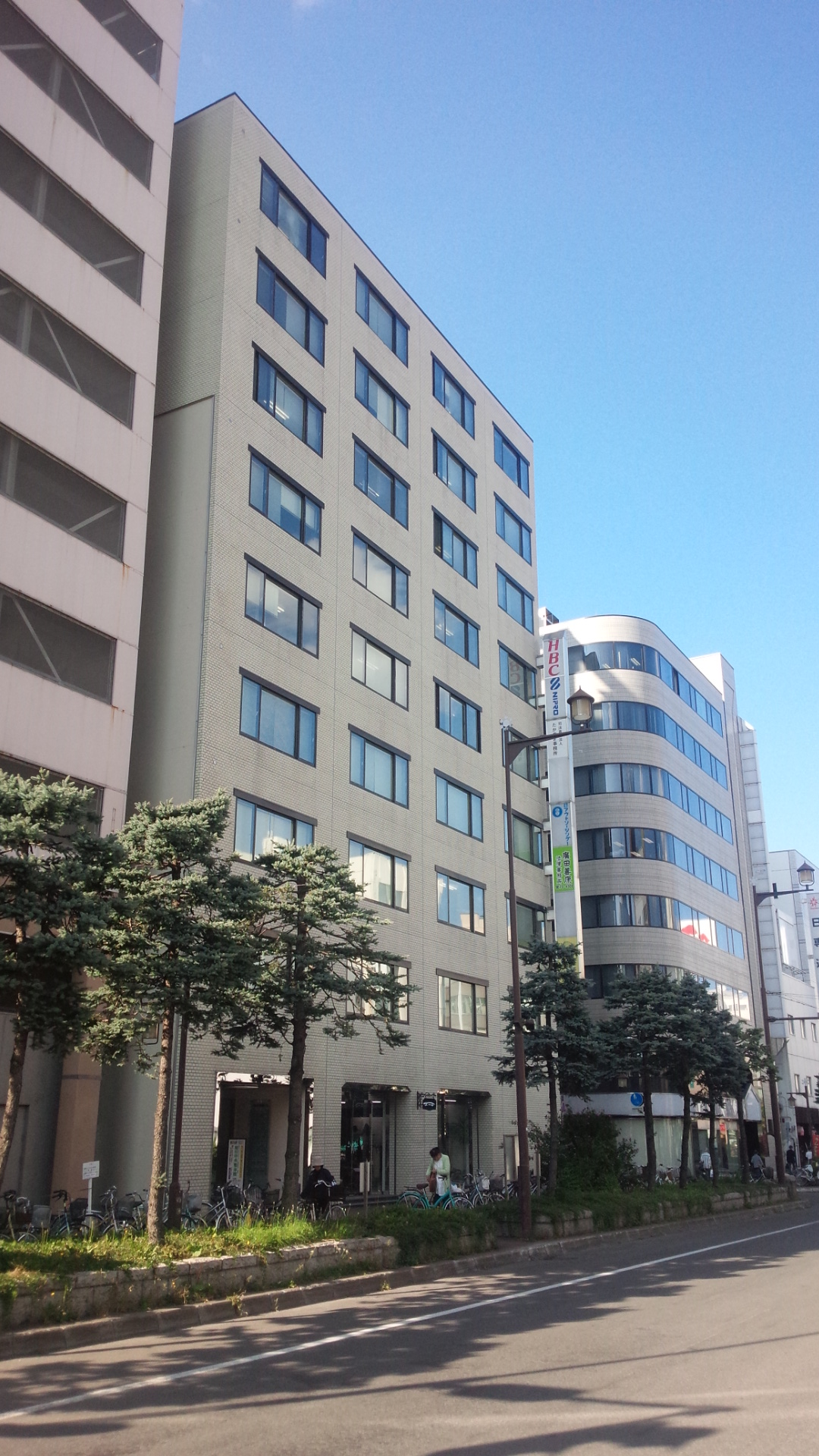
北海道放送（HBC）旭川放送局（2016年9月）
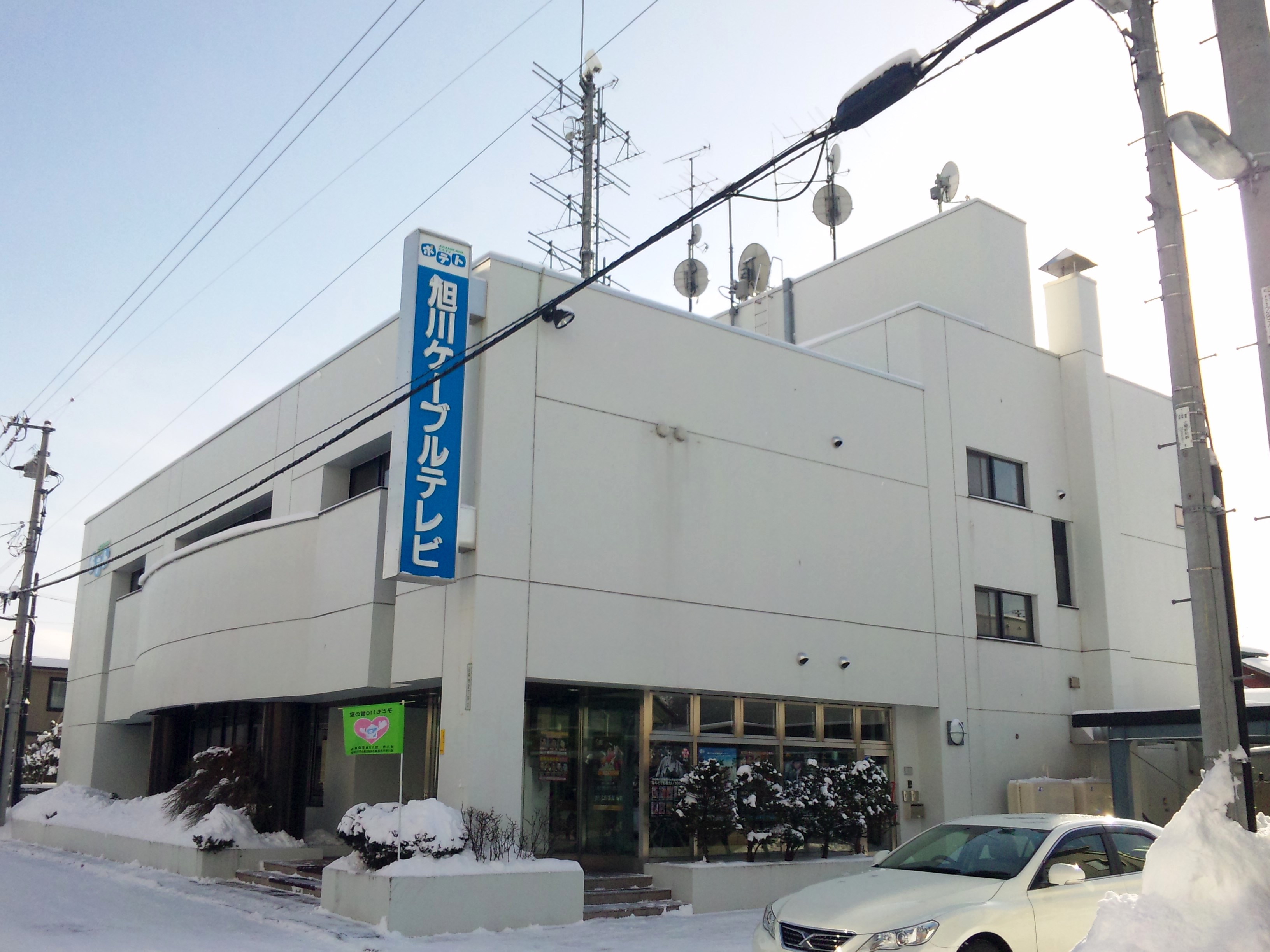
旭川ケーブルテレビ（2010年12月）

## 生活基盤

### ライフライン

#### 電気
- 北海道電力ネットワーク道北統括支店

#### 電話
- NTT東日本-北海道 北海道北支店

#### ガス
- 旭川ガス

#### 上下水道
- 旭川市水道局

## 教育

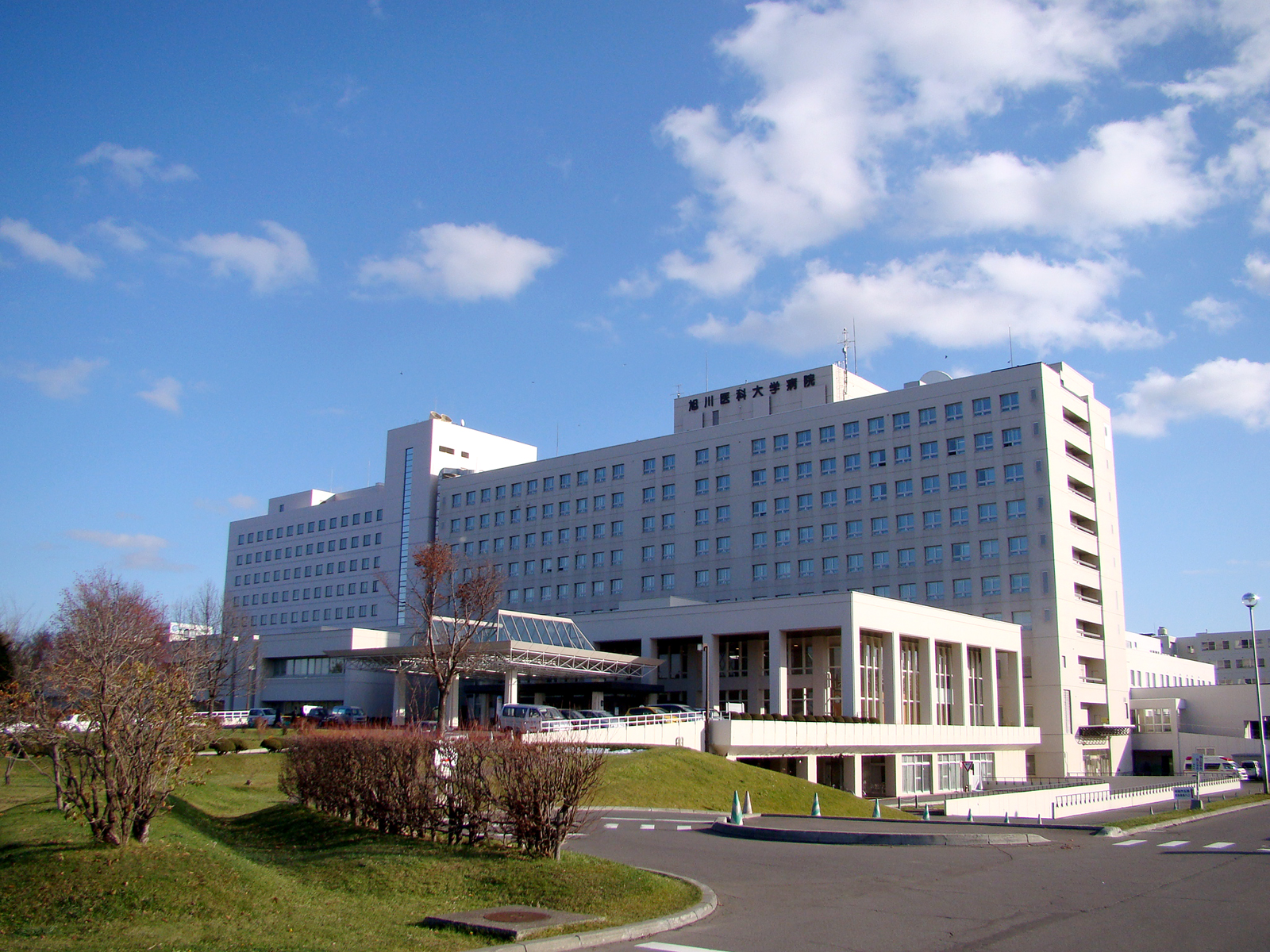
旭川医科大学

### 大学
国立
- 北海道教育大学 旭川校
- 旭川医科大学

公立
- 旭川市立大学（旧：旭川大学）

通信
- 星槎大学 旭川学習センター

### 短期大学
公立
- 旭川市立大学短期大学部（旧：旭川大学短期大学部）

### 高等専門学校
- 旭川工業高等専門学校

### 専修学校
- 旭川医療情報専門学校
- 旭川厚生看護専門学校
- 旭川市医師会看護専門学校
- 旭川歯科学院専門学校
- 旭川調理師専門学校
- 旭川理容美容専門学校
- 北都保健福祉専門学校
- 北海道立旭川高等看護学院
- 北海道医学技術専門学校
- 旭川情報ビジネス専門学校（旧：旭川大学情報ビジネス専門学校）

### 高等学校
道立
- 北海道旭川東高等学校
- 北海道旭川北高等学校
- 北海道旭川西高等学校
- 北海道旭川永嶺高等学校（旧：北海道旭川凌雲高等学校 / 北海道旭川東栄高等学校）
- 北海道旭川南高等学校
- 北海道旭川工業高等学校
- 北海道旭川商業高等学校
- 北海道旭川農業高等学校

私立
- 旭川龍谷高等学校
- 旭川藤星高等学校（旧：旭川藤女子高等学校）
- 旭川実業高等学校
- 旭川志峯高等学校（旧：旭川大学高等学校）
- 旭川明成高等学校

通信
- クラーク記念国際高等学校本校 旭川サテライト
- 池上学院高等学校旭川キャンパス

### 中学校
- 北海道教育大学附属旭川中学校
- 旭川市立旭川中学校
- 旭川市立愛宕中学校
- 旭川市立嵐山中学校
- 旭川市立江丹別中学校
- 旭川市立神楽中学校
- 旭川市立神居中学校
- 旭川市立神居東中学校
- 旭川市立啓北中学校
- 旭川市立光陽中学校
- 旭川市立広陵中学校
- 旭川市立桜岡中学校
- 旭川市立春光台中学校
- 旭川市立中央中学校
- 旭川市立忠和中学校
- 旭川市立東光中学校
- 旭川市立東明中学校
- 旭川市立東陽中学校
- 旭川市立永山中学校
- 旭川市立永山南中学校
- 旭川市立西神楽中学校
- 旭川市立東鷹栖中学校
- 旭川市立北星中学校
- 旭川市立北門中学校
- 旭川市立緑が丘中学校
- 旭川市立明星中学校
- 旭川市立六合中学校

### 小学校
- 北海道教育大学附属旭川小学校
- 旭川市立西御料地小学校
- 旭川市立朝日小学校
- 旭川市立旭川小学校
- 旭川市立旭川第一小学校
- 旭川市立旭川第三小学校
- 旭川市立旭川第五小学校
- 旭川市立愛宕小学校
- 旭川市立愛宕東小学校
- 旭川市立嵐山小学校
- 旭川市立雨紛小学校
- 旭川市立江丹別小学校
- 旭川市立大町小学校
- 旭川市立神楽小学校
- 旭川市立神楽岡小学校
- 旭川市立神居小学校
- 旭川市立神居東小学校
- 旭川市立共栄小学校
- 旭川市立啓明小学校
- 旭川市立向陵小学校
- 旭川市立春光小学校
- 旭川市立新富小学校
- 旭川市立新町小学校
- 旭川市立末広小学校
- 旭川市立末広北小学校
- 旭川市立青雲小学校
- 旭川市立正和小学校
- 旭川市立大有小学校
- 旭川市立台場小学校
- 旭川市立高台小学校
- 旭川市立近文小学校
- 旭川市立近文第一小学校
- 旭川市立近文第二小学校
- 旭川市立知新小学校
- 旭川市立忠和小学校
- 旭川市立千代田小学校
- 旭川市立東栄小学校
- 旭川市立東光小学校
- 旭川市立富沢小学校
- 旭川市立豊岡小学校
- 旭川市立永山小学校
- 旭川市立永山西小学校
- 旭川市立永山東小学校
- 旭川市立永山南小学校
- 旭川市立西神楽小学校
- 旭川市立日章小学校
- 旭川市立東五条小学校
- 旭川市立東町小学校
- 旭川市立北鎮小学校
- 旭川市立北光小学校
- 旭川市立緑が丘小学校
- 旭川市立陵雲小学校
- 旭川市立緑新小学校

### インターナショナルスクール
- グレースマウンテンインターナショナルスクール

### 特別支援学校
- 北海道旭川盲学校
- 北海道旭川養護学校
- 北海道旭川聾学校

### 学校教育以外の施設
- 中小企業大学校旭川校
- 旭川市シニア大学[101]
- 旭川市民農業大学[102]
- 北海道職業能力開発促進センター旭川訓練センター（旧：ポリテクセンター旭川）
- 北海道立旭川高等技術専門学院
- 旭川建築高等職業訓練校
- 旭川左官高等職業訓練校
- 北海道・大工養成塾
- 北海道クミアイ自動車学校
- 花咲自動車学校
- 北工学園モータースクール
- 山添自動車学園
- 共立自動車教習所

## 交通

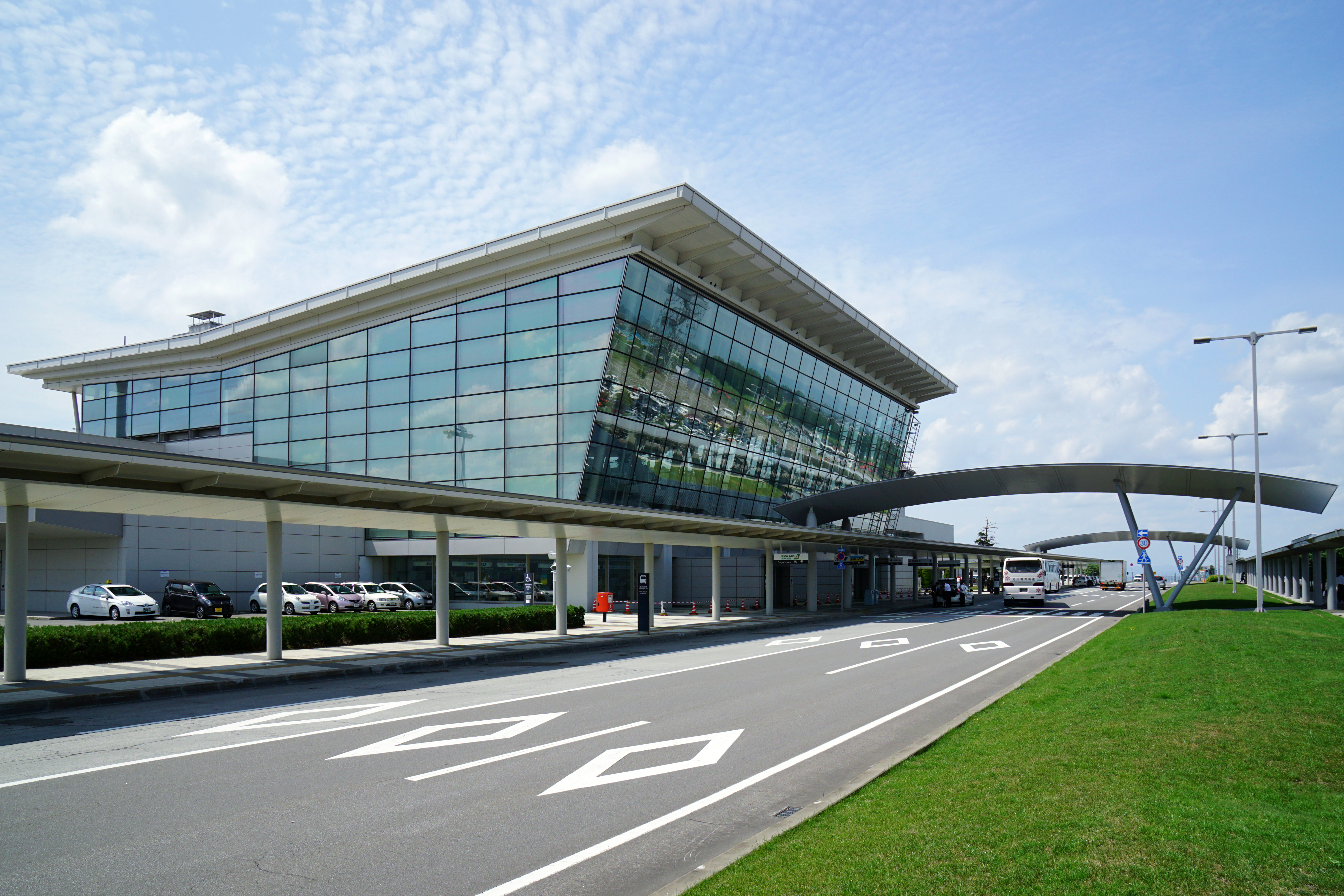
旭川空港（2014年7月）

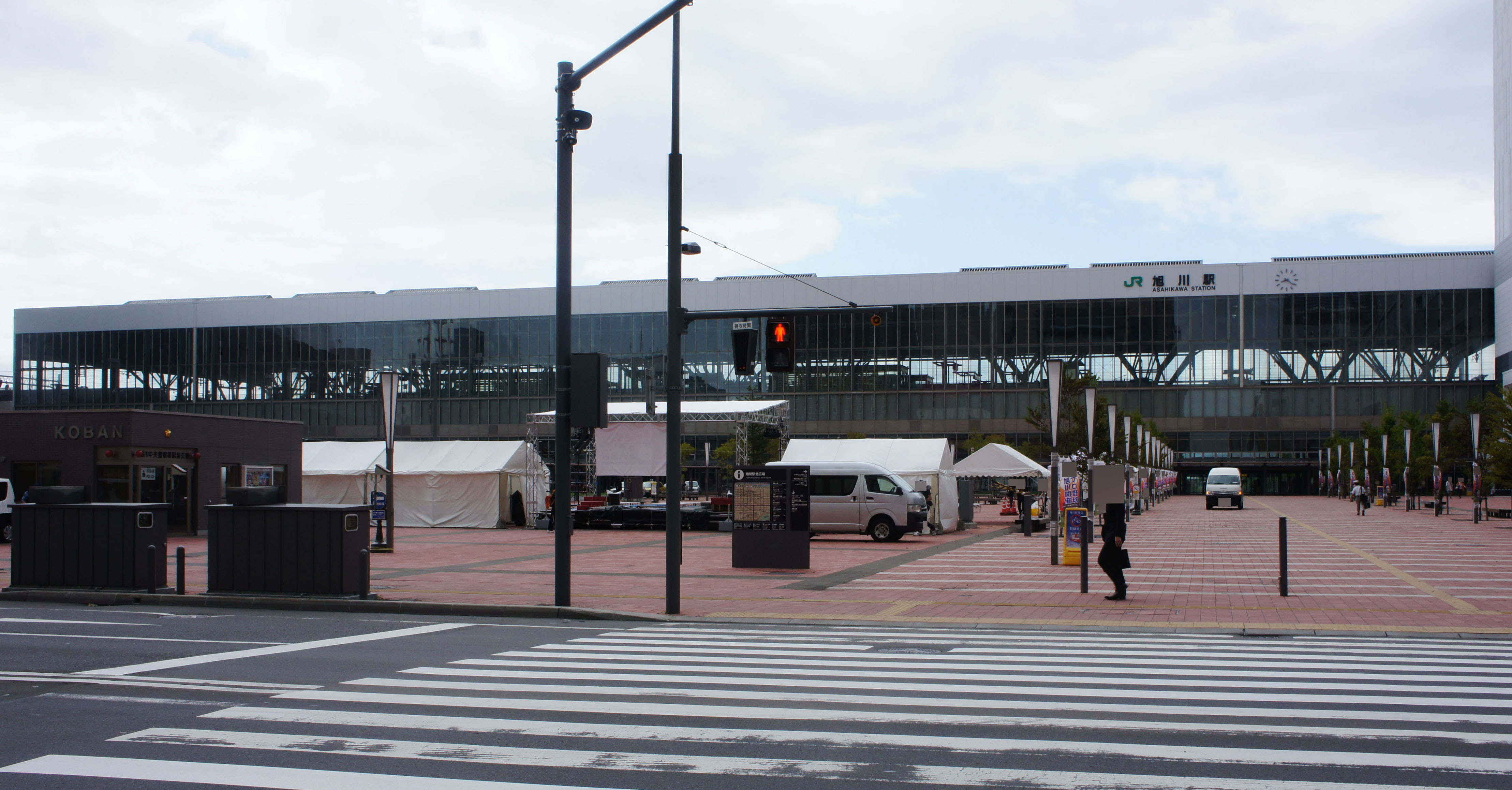
旭川駅（2017年8月）

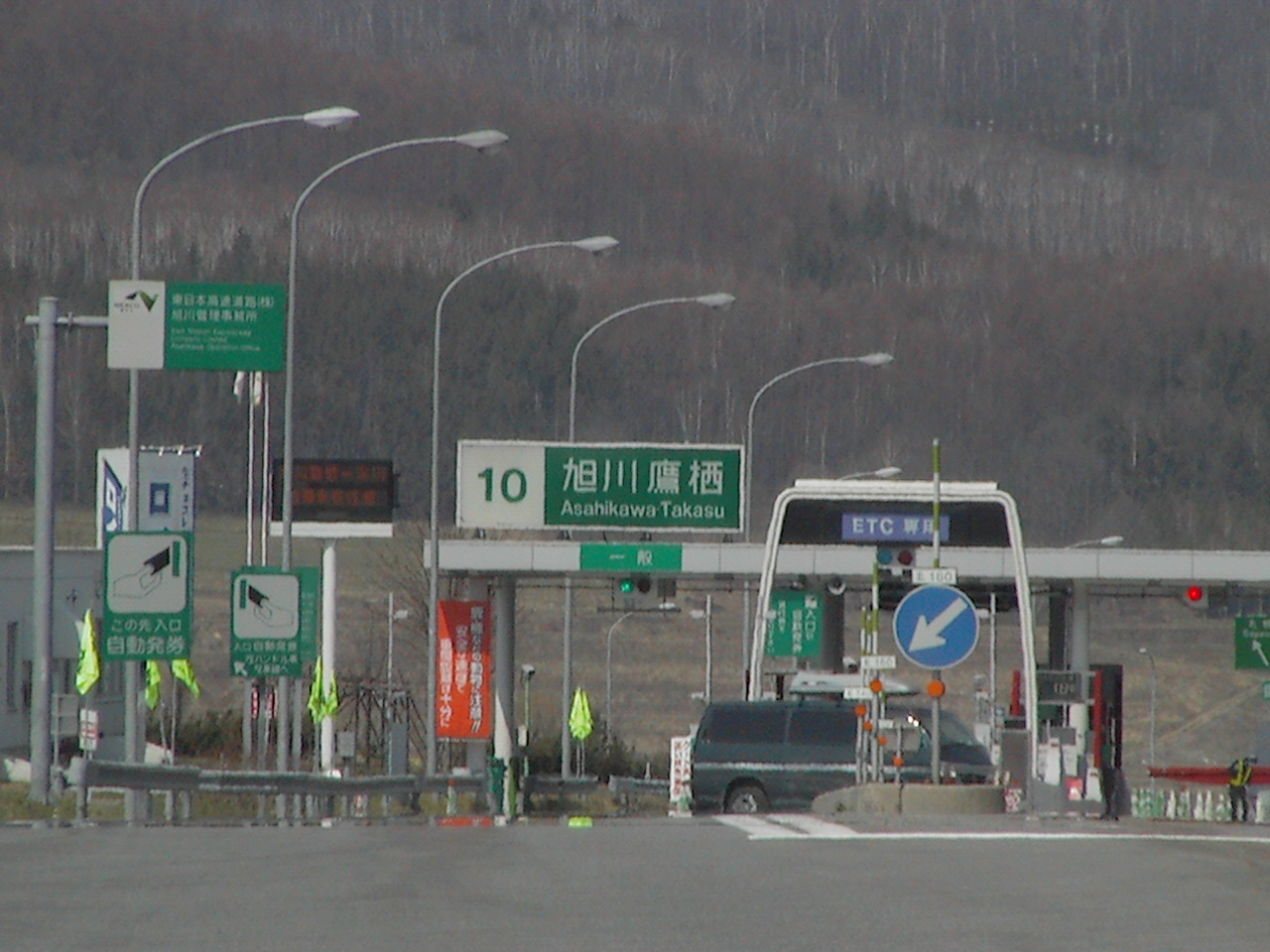
旭川鷹栖IC料金所（2008年4月）

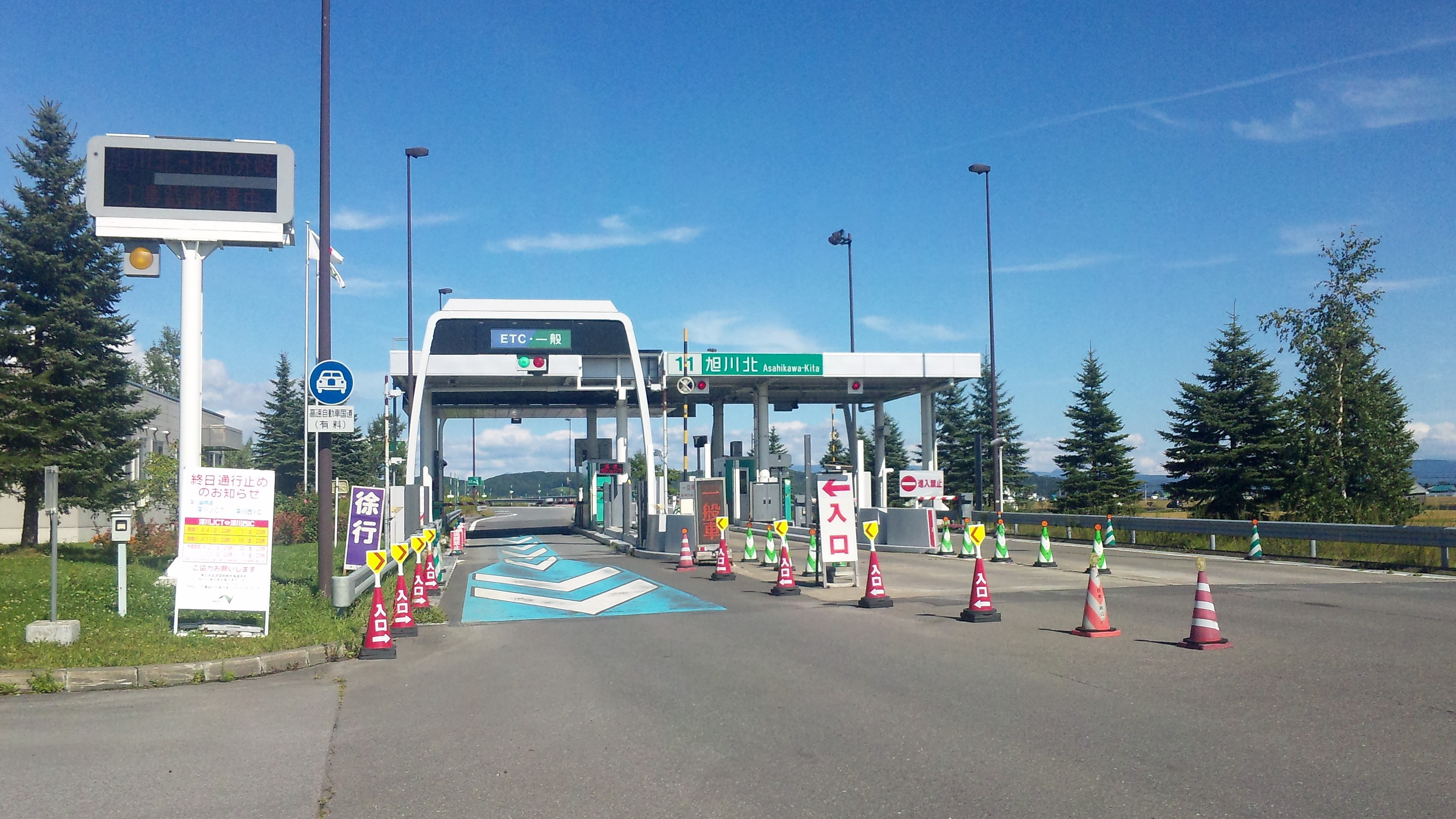
旭川北IC料金所（2016年9月）

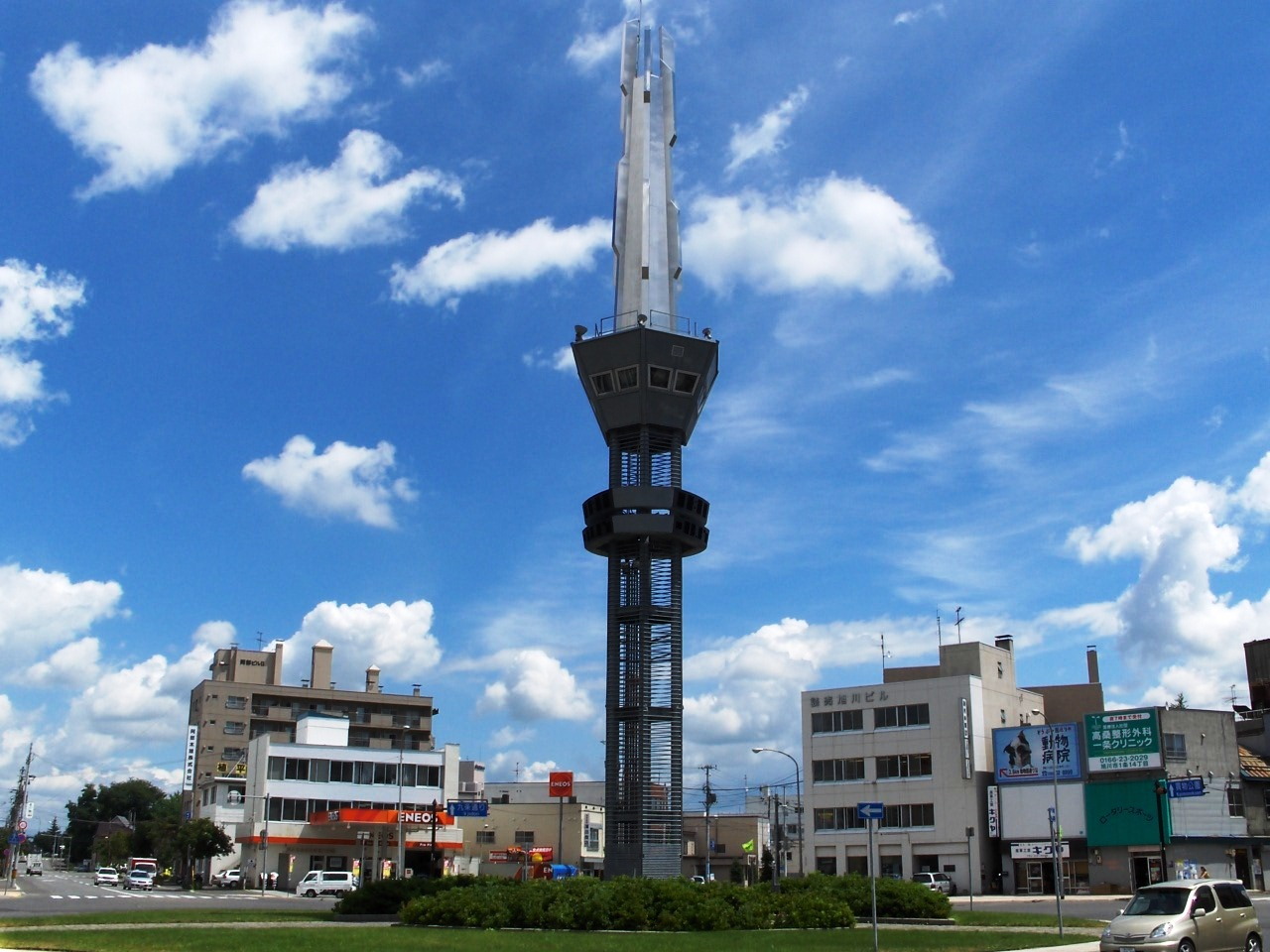
旭川常盤ロータリー（2006年7月）

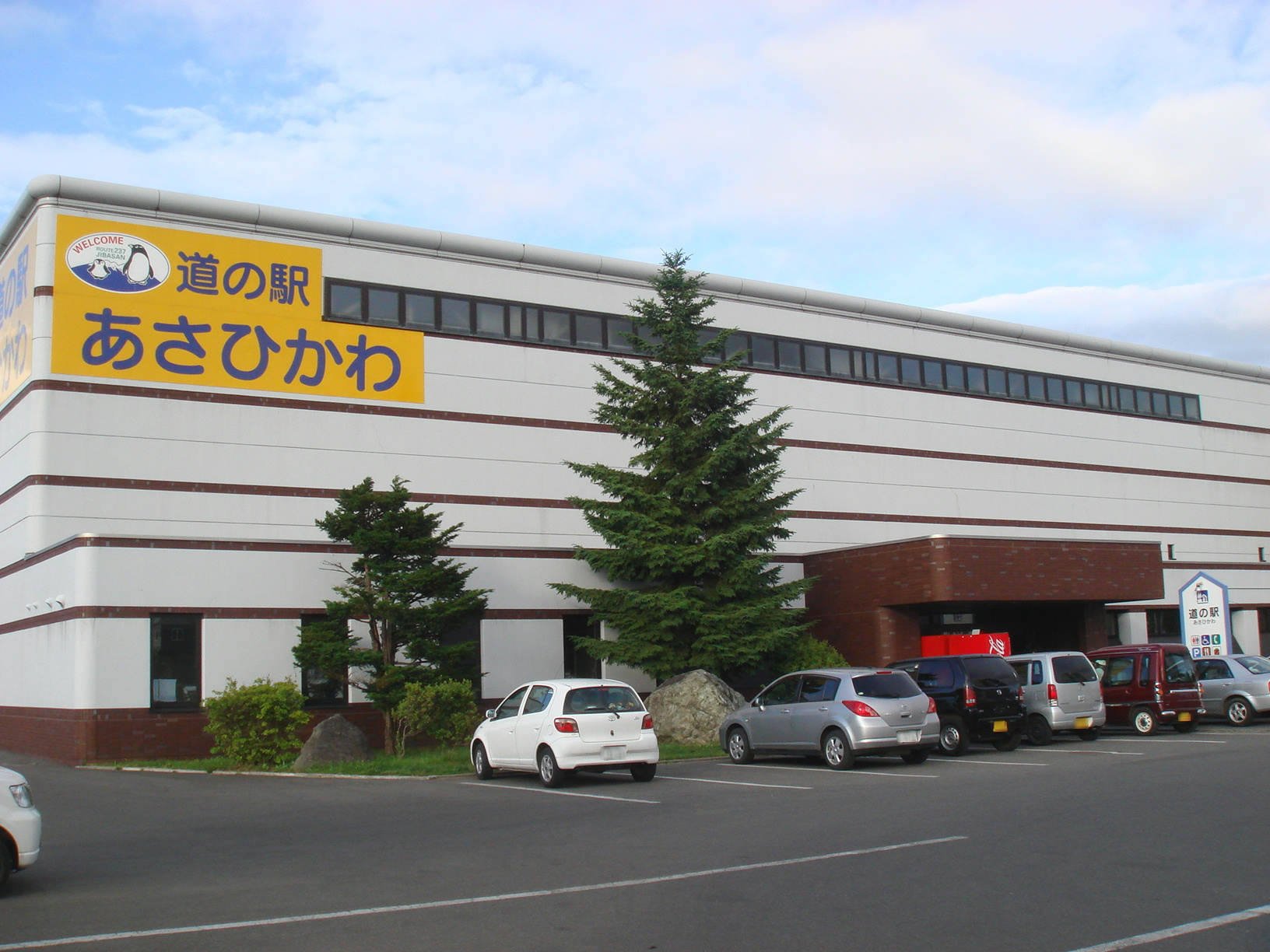
道の駅あさひかわ（2008年6月）

### 空路

#### 空港
- 旭川空港[注 12]

### 鉄道

#### 鉄道路線
現存する旅客列車は全てJR北海道の路線である。毎時1本もしくは2本の頻度で、特急列車が札幌 - 旭川間を1時間半で結んでいる。
北海道旅客鉄道（JR北海道）
- 函館本線
  - 近文駅 - 旭川駅
    - 納内駅 - 近文駅間にあった伊納駅は、2021年3月13日のダイヤ改正時に廃止された[104][105]。
- 宗谷本線
  - 旭川駅 - 旭川四条駅 - 新旭川駅 - 永山駅 - 北永山駅
- 石北本線
  - 新旭川駅 - 南永山駅 - 東旭川駅 - 桜岡駅
    - 東旭川駅 - 桜岡駅間にあった北日ノ出駅は、2021年3月13日のダイヤ改正時に廃止された[104][105]。
- 富良野線
  - 旭川駅 - 神楽岡駅 - 緑が丘駅 - 西御料駅 - 西瑞穂駅 - 西神楽駅 - 西聖和駅 - 千代ヶ岡駅

日本貨物鉄道（JR貨物）北海道支社
- 宗谷本線
  - 新旭川駅 - 北旭川駅

#### かつてあった路線
旭川電気軌道
- 東旭川線
  - 旭川四条駅 - 旭川追分駅 - 墓地前駅 - 愛宕駅 - 二丁目駅 - 東旭川駅 - 五丁目駅 - 旭山公園駅
- 東川線
  - 旭川四条駅 - 旭川追分駅 - 千代田駅 - 観音駅 - 共栄駅 - 東川駅

### バス

#### 路線バス
市内線
- 道北バス
- 旭川電気軌道

郊外線
- 道北バス
- 旭川電気軌道
- 空知中央バス
- ふらのバス
- 沿岸バス

コミュニティバス
- 永山コミュニティバス - 2003年から永山地区で運行していたが廃止された。

#### 高速バス
都市間バス
- 北海道中央バス（旭川営業所）
- 道北バス
- 北海道拓殖バス
- 十勝バス
- 北海道北見バス
- 阿寒バス
- 宗谷バス
- ジェイ・アール北海道バス

### タクシー
北海道運輸局による「一般乗用旅客自動車運送事業（タクシー）の自動認可運賃等」では「北海道B地区」に区分。営業区域は旭川交通圏。
- 旭川合同自動車（北海道交運グループ）
- 小鳩交通
- 金星旭川ハイヤー
- 富士タクシー
- 旭川中央交通（旧・旭川中央ハイヤー）
- すゞらん交通（北都交通グループ）
- 三王交通
- 大丸交通
- 平成ハイヤー
- みつばちタクシー
- みどりハイヤー
- HEYタクシー

- 旭川個人タクシー・四ッ星会[107]
- 旭川地方個人タクシー協同組合[94]
- 旭川個人タクシー協会[95]

### 道路
市内を通る幹線道路は、シーニックバイウェイの「大雪・富良野ルート」、大雪 - 富良野 - 十勝を結ぶ「北海道ガーデン街道」になっている。

#### 高速道路
- 道央自動車道（北海道縦貫自動車道）：旭川鷹栖IC - 旭川北IC

#### 地域高規格道路
- 旭川十勝道路（旭川東神楽道路）

#### 国道
- 国道12号
  - 旭川新道
- 国道39号
- 国道40号
  - 旭川常盤ロータリー
- 国道233号（国道12号との重用区間）
- 国道237号
- 国道333号（国道39号との重用区間）
- 国道452号

#### 道道
都道府県道
- 北海道道4号旭川芦別線
- 北海道道20号旭川停車場線
- 北海道道37号鷹栖東神楽線
- 北海道道57号旭川深川線
- 北海道道68号旭川空港線
- 北海道道72号旭川幌加内線
- 北海道道79号深川豊里線
- 北海道道90号旭川環状線
- 北海道道98号旭川多度志線
- 北海道道140号愛別当麻旭川線
- 北海道道146号旭川鷹栖インター線
- 北海道道213号天人峡美瑛線
- 北海道道219号新開旭川線
- 北海道道251号雨竜旭川線
- 北海道道294号東川東神楽旭川線
- 北海道道295号瑞穂旭川停車場線
- 北海道道329号新旭川停車場線
- 北海道道331号永山停車場線
- 北海道道486号豊田当麻線
- 北海道道487号近文停車場線
- 北海道道520号鷹栖東鷹栖比布線
- 北海道道542号東旭川停車場線
- 北海道道580号美馬牛神楽線
- 北海道道579号新開西神楽停車場線
- 北海道道611号瑞穂東川線
- 北海道道641号北旭川停車場線
- 北海道道761号北旭川停車場永山線
- 北海道道848号鷹栖江丹別線
- 北海道道915号共和嵐山線
- 北海道道937号上雨紛台場線
- 北海道道940号東川旭川線
- 北海道道942号東鷹栖永山線
- 北海道道1124号近文停車場緑町線
- 北海道道1125号嵐山公園線
- 北海道道1150号旭川北インター線
- 北海道道1160号旭川旭岳温泉線

#### 道の駅
- あさひかわ

## 観光
北海道を代表する観光地「旭川市旭山動物園」を始め、北海道ガーデン街道の「上野ファーム」・北北海道エリア屈指の規模を誇る「カムイスキーリンクス」・大雪山連峰を一望できる展望地「就実の丘」等が存在する。また、全国的に有名な「旭川ラーメン」・「ジンギスカン」に加え「塩ホルモン」・「新子焼き」といった肉類の名物料理、さらに流通の拠点として北海道各地から新鮮な海産物が集まることから、ガイドブックではグルメが充実した都市と紹介されることも多く、近年では北海道有数の観光都市となっている。特に歓楽街である「3・6街」には、約800店の飲食店がひしめき合い、札幌市のすすきのに次ぐ規模の歓楽街として知られている。
上記に加え、近隣の美瑛町 (青い池・丘陵風景)・富良野市 (ラベンダー園)・東川町(大雪山国立公園)・上川町(層雲峡温泉・大雪高原温泉など)へのアクセスの拠点となっているため、旭川市内での宿泊者も多い。

### 文化財
「旭川市内の指定・登録文化財」参照

#### 国指定
- 重要文化財
  - 旧旭川偕行社 - 中原悌二郎記念旭川市彫刻美術館
- 重要無形民俗文化財
  - アイヌ古式舞踊 - 旭川チカップニアイヌ民族文化保存会

#### 国登録
- 有形文化財
  - 上川倉庫群
  - 旭川市市民活動交流センター (愛称:CoCoDe)
  - あさでん春光整備工場（旧第七師団騎兵第七連隊覆馬場）
  - 松岡家住宅
  - 最創山光岸寺本堂
  - 旧岡田家住宅（主屋・蔵）
  - 山崎家住宅

#### 道指定
- 史跡
  - 神居古潭竪穴住居遺跡

#### 市指定
- 有形文化財
  - 上川郡農作試験所事務所棟（忠別太駅逓第一美英舎）
  - 永山屯田兵屋 - 旭川市博物館
  - 養蚕民家
  - 旧神居古潭駅舎
  - 旭川兵村中隊記録及び屯田物語原画綴り - 旭川兵村記念館
  - 錦町5遺跡出土の斧柄 - 旭川市博物館
  - 蕨手刀 - 旭川市博物館
  - 第七師団関係記録 - 陸上自衛隊旭川駐屯地北鎮記念館
  - 知里幸恵遺稿ノート - 旭川市博物館
  - 旭川兵村中隊記録（追加） - 旭川兵村記念館
- 史跡
  - 近文山国見の碑 - 嵐山公園
- 天然記念物
  - 梅の木 - 旭川第一小学校校庭
  - 神居古潭おう穴群 - 神居古潭石狩川河川敷

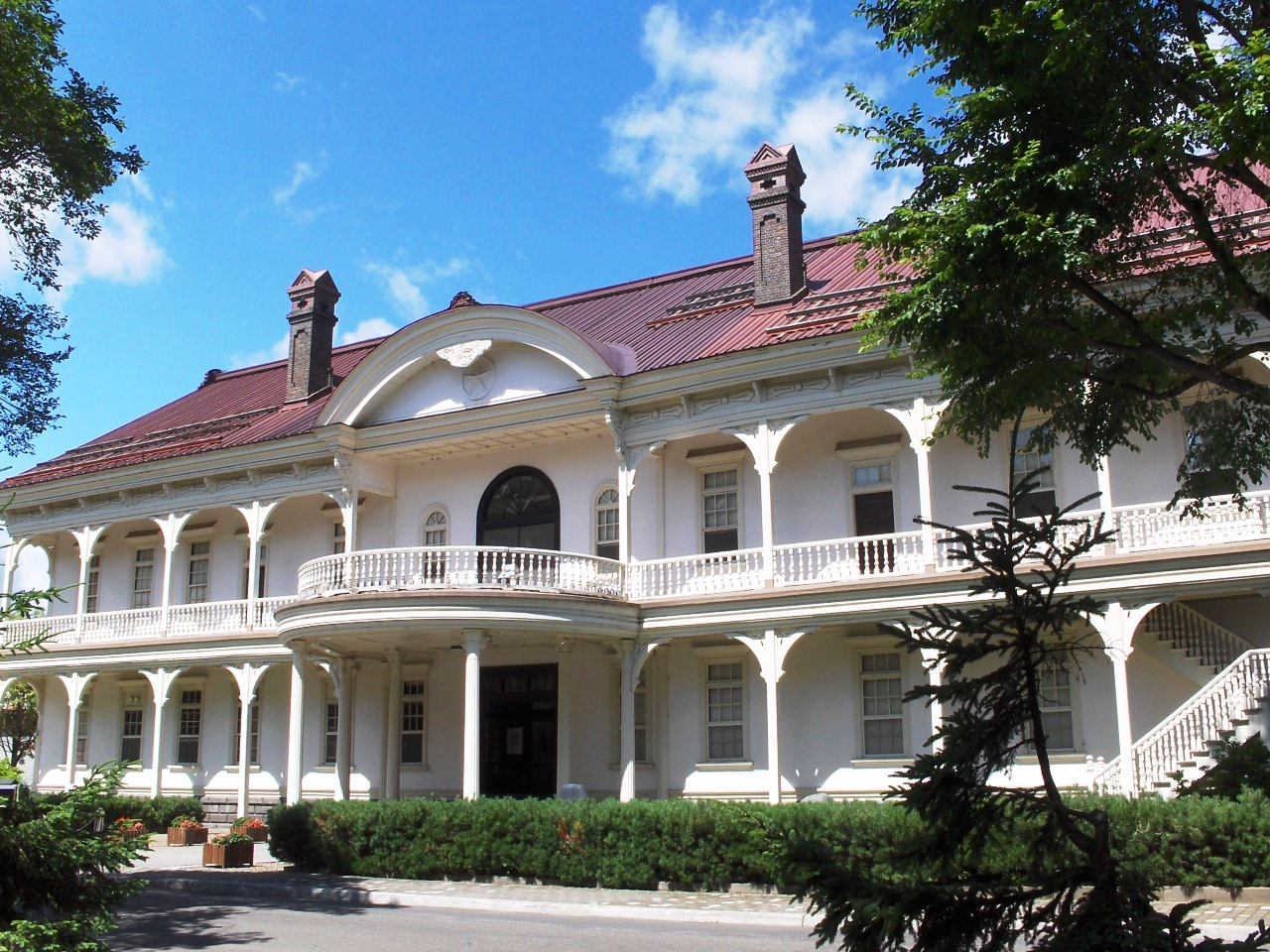
旧旭川偕行社（2006年7月）
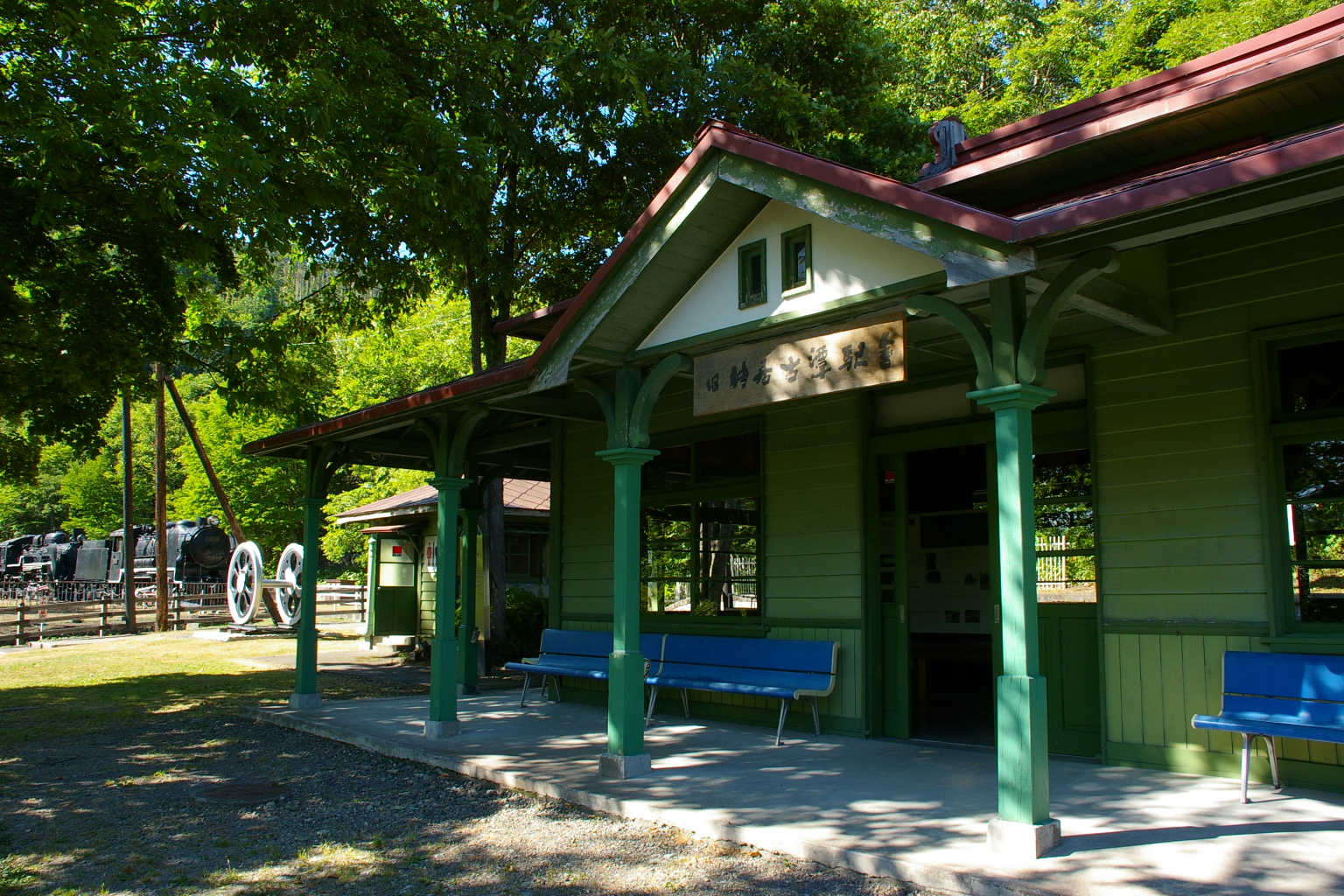
旧神居古潭駅舎（2007年7月）
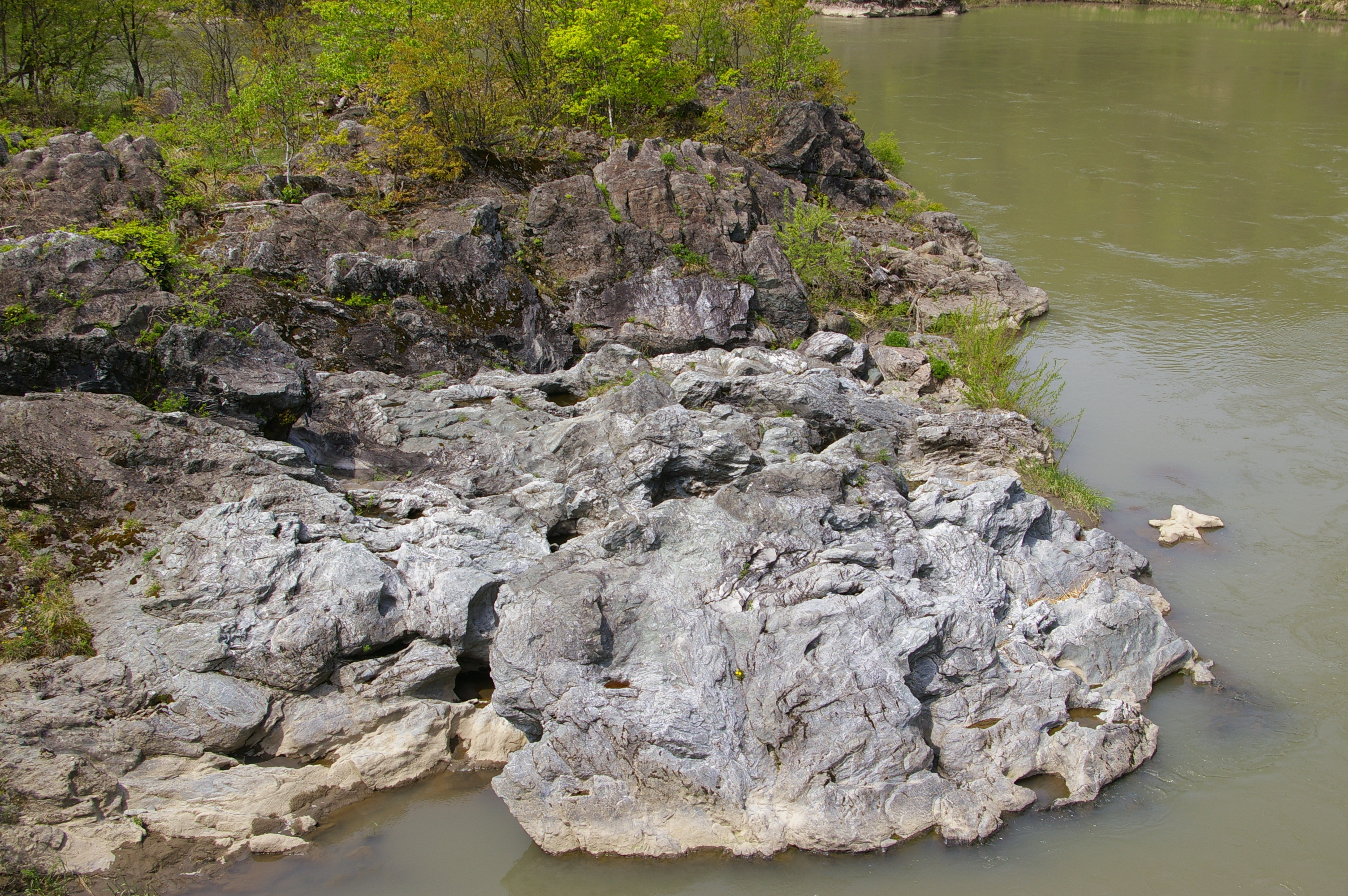
神居古潭おう穴群（2009年5月）

### 選定
「旭川市勢要覧 ランキングで見る旭川」参照
- ふるさと産業50選「優佳良織」
- 近代水道百選「春光台配水池」
- 日本の都市公園100選、北の造園遺産「常磐公園」[114]
- 旭川八景[115]
  - 旭橋
  - 嵐山と嵐山からの眺望
  - 外国樹種見本林
  - 神居古潭
  - 旧旭川偕行社・旭川市彫刻美術館
  - ダイヤモンドダスト（細氷）
  - 常磐公園
  - 平和通買物公園
- 北海道遺産「旭橋」「旭川ラーメン」
- 日本の地質百選「神居古潭渓谷の変成岩」[18]
- 平成百景「旭川市旭山動物園」

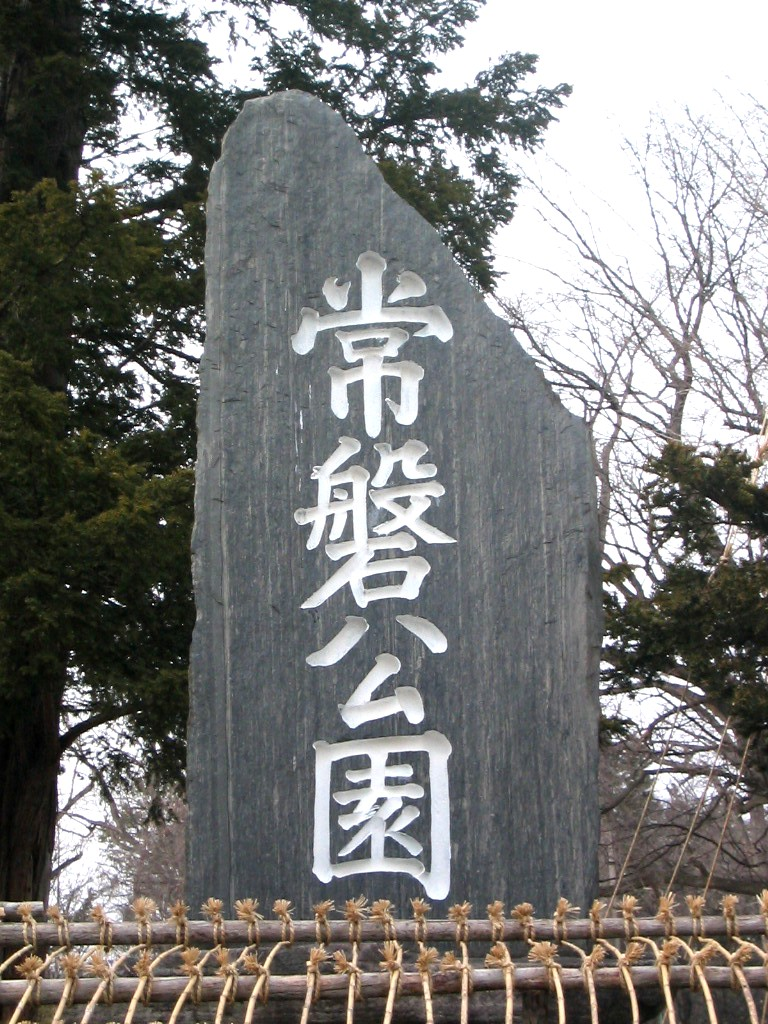
常磐公園碑（2010年4月）
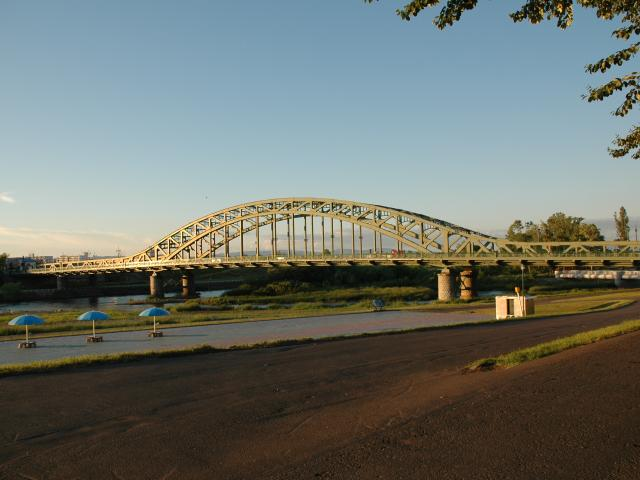
旭橋（2005年6月）
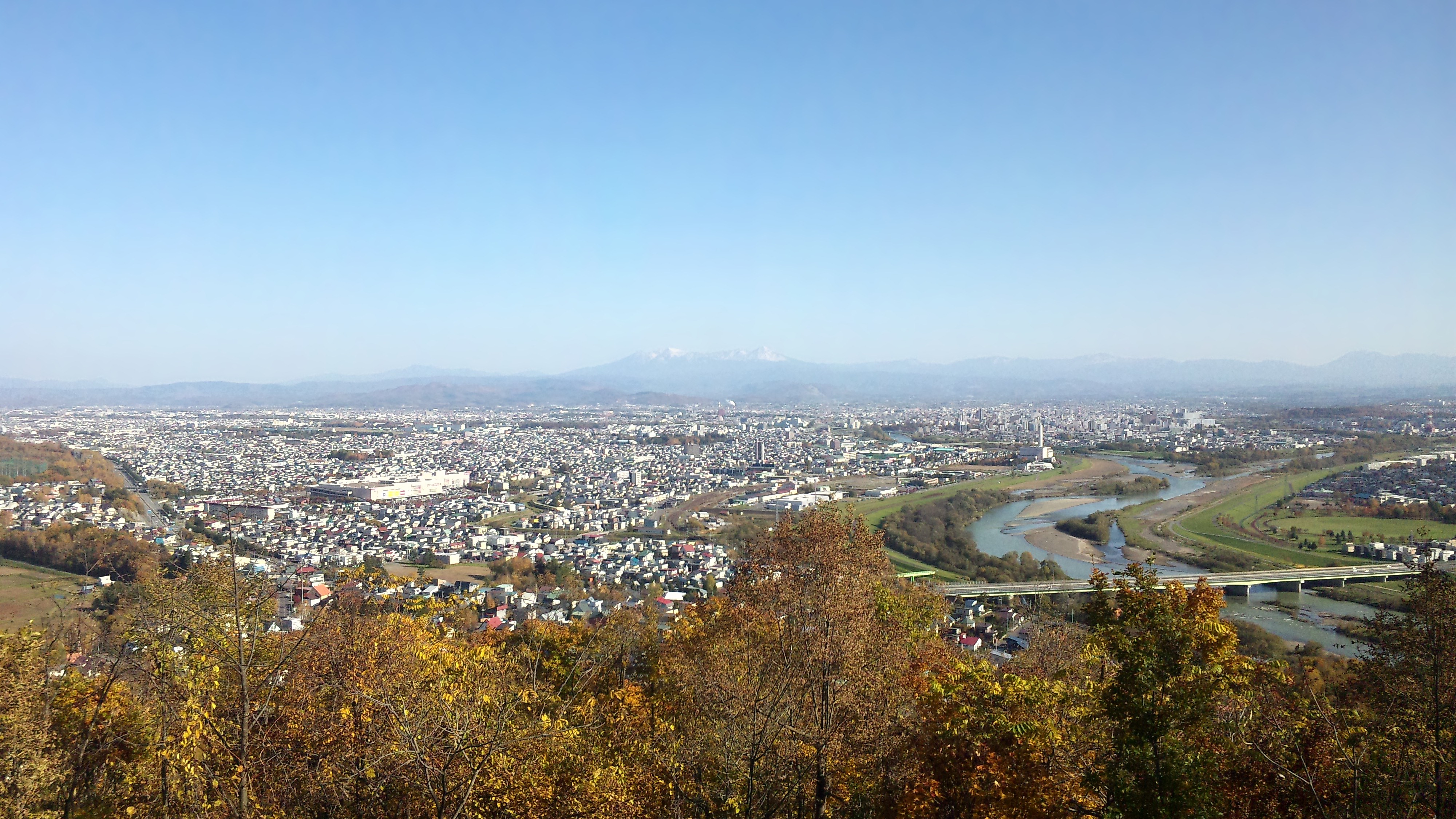
嵐山展望台から眺めた旭川市街（2016年10月）
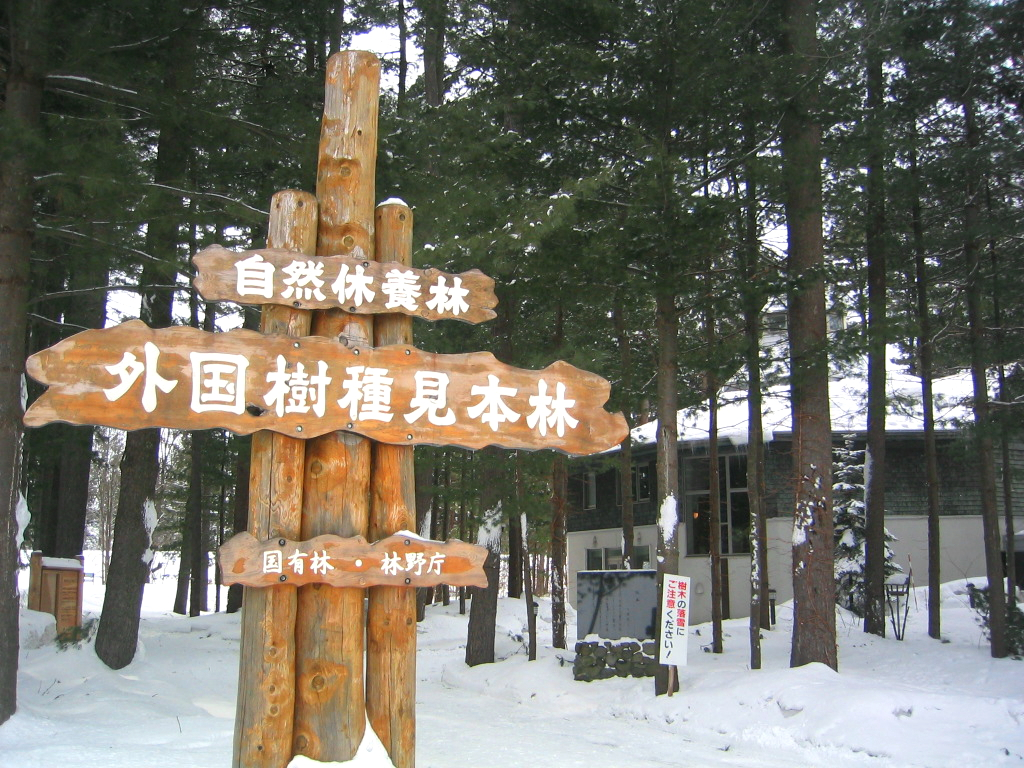
外国樹種見本林（2010年3月）
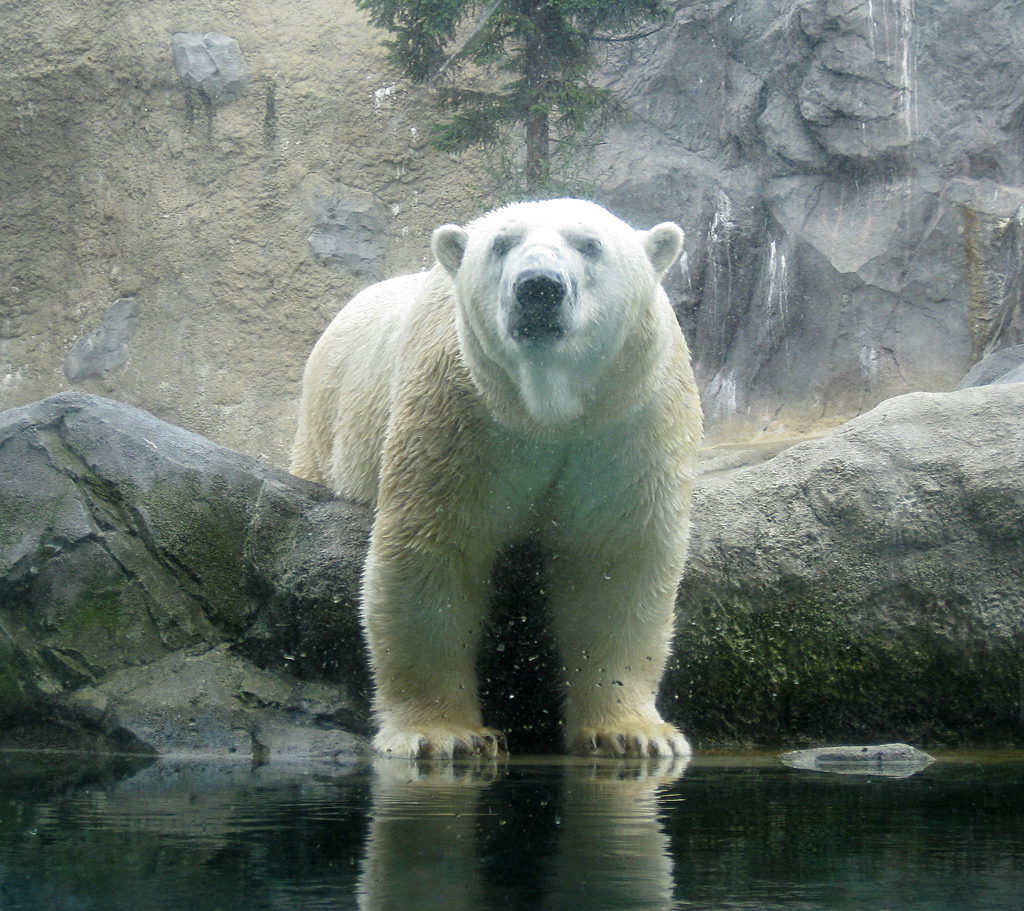
旭川市旭山動物園のホッキョクグマ（2009年8月）

### 名所・旧跡
主な神社

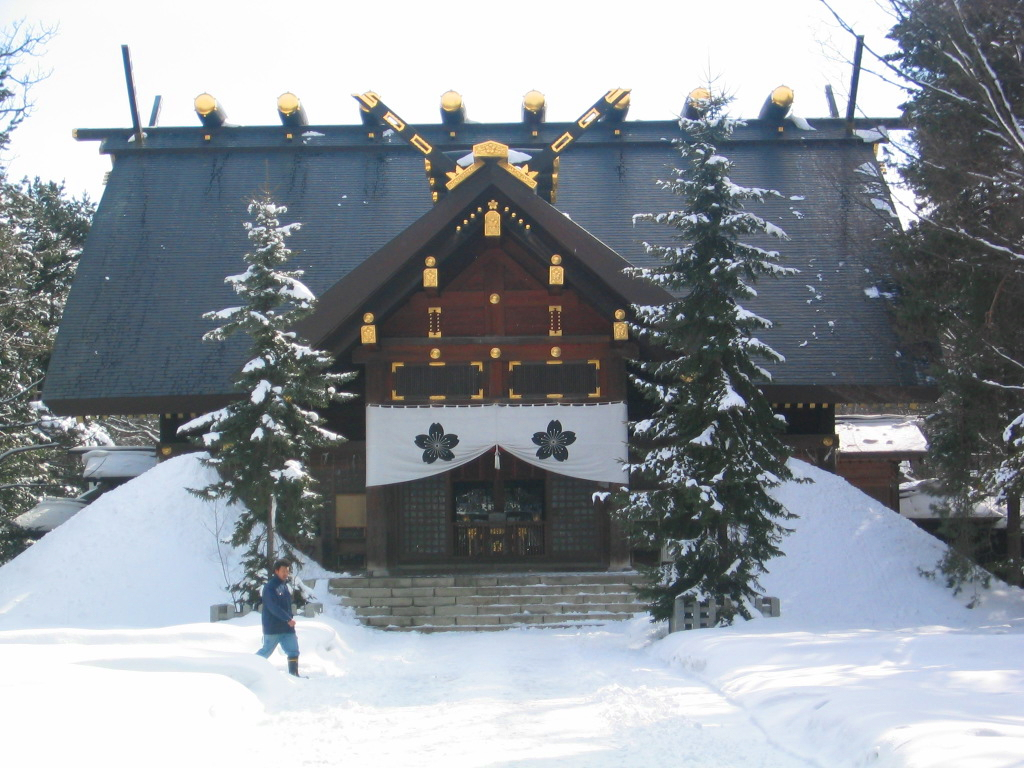
上川神社
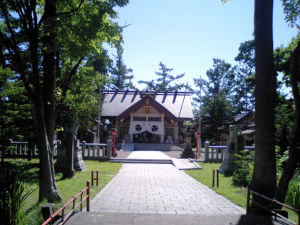
永山神社
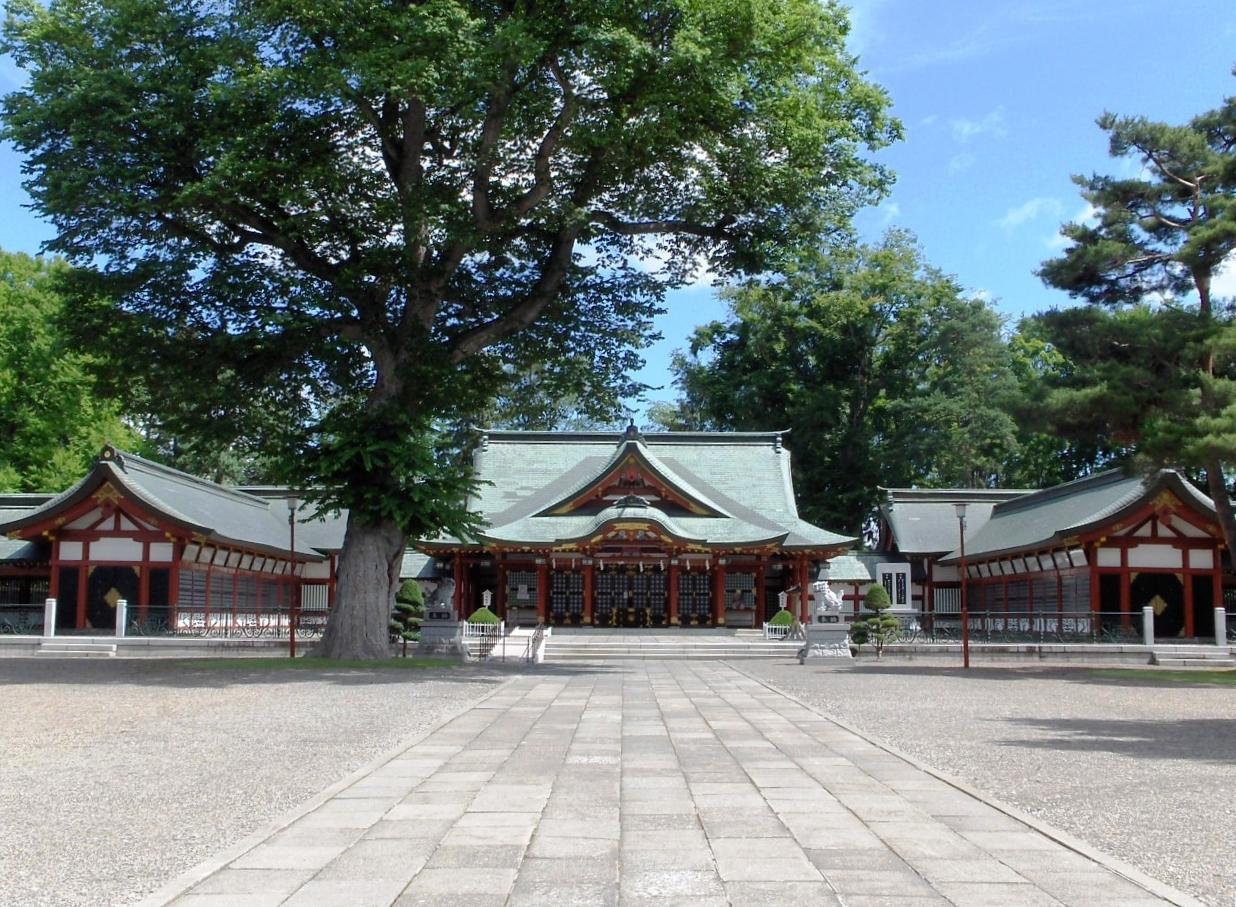
北海道護國神社

主な寺院
- 妙法寺

- 上川神社
- 永山神社
- 北海道護國神社

### 観光スポット
- 旭川市旭山動物園
- 平和通買物公園
- 3・6街
- あさひかわラーメン村
- あさひかわ北彩都ガーデン
- 上野ファーム
- 就実の丘
- 旭川 Harete
- 5・7小路ふらりーと（中央市場）
- き花の杜
- 旭川デザインセンター
- ロマンティック街道（プラタナス通り/裏参道）
- 外国樹種見本林
- ニコラス展望タワー (日本夜景遺産)
- 神居古潭
- 大雪地ビール館[118]
- 7条緑道
- 北の嵐山
- 三浦綾子記念文学館
- 中原悌二郎記念旭川市彫刻美術館
- 旭川市科学館 サイパル
- 西川徹郎文學館
- 北海道立旭川美術館
- 川村カ子トアイヌ記念館
- 北鎮記念館
- 井上靖記念館
- 男山酒造り資料館[119]
- 高砂酒造
- 旭川兵村記念館[120]
- クラークホースガーデン[121]
- 斉藤牧場

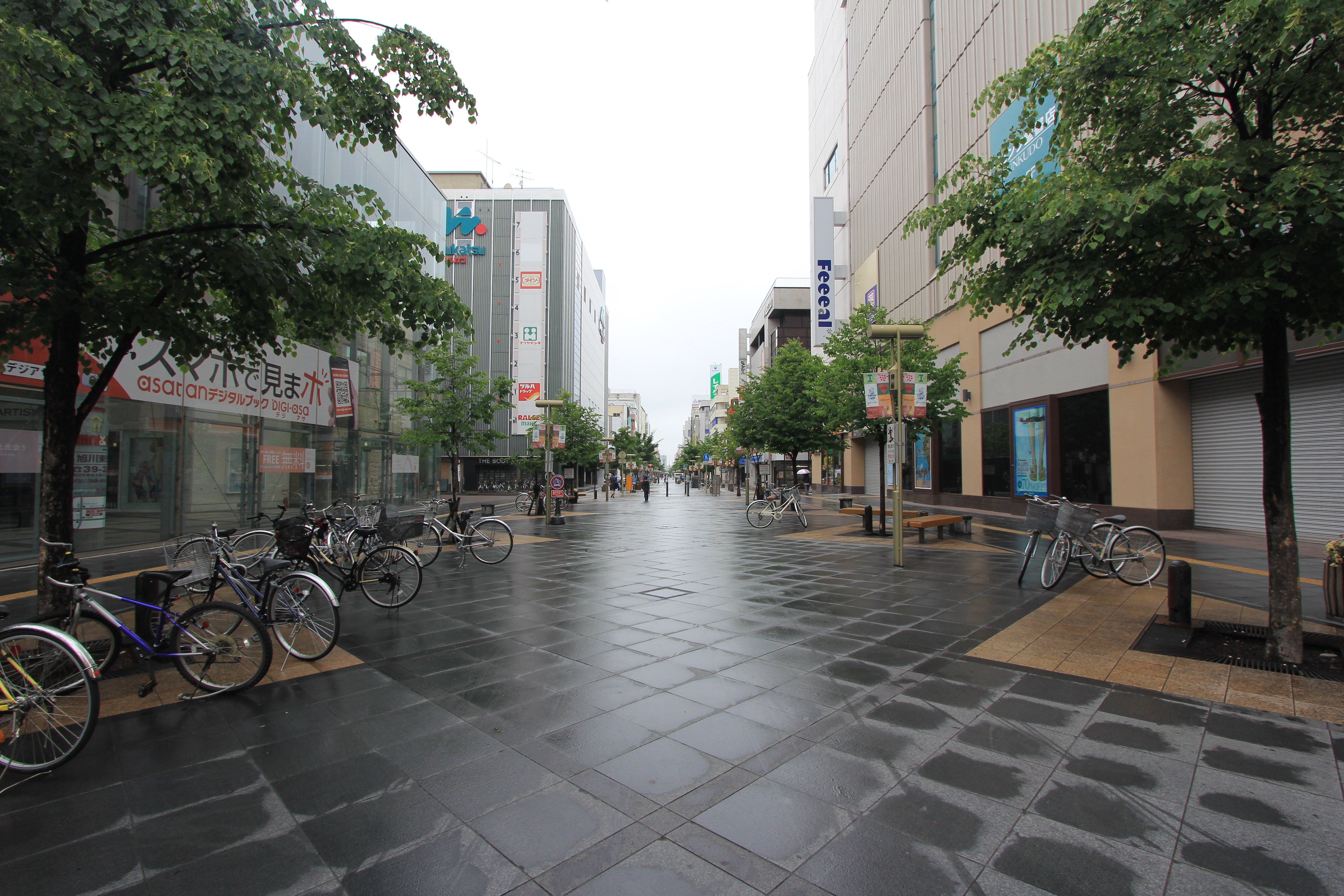
平和通買物公園（2012年6月）
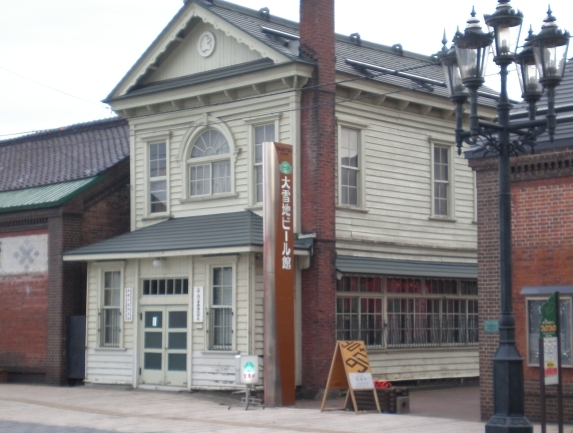
上川倉庫十一号倉庫（大雪地ビール館）（2007年8月）
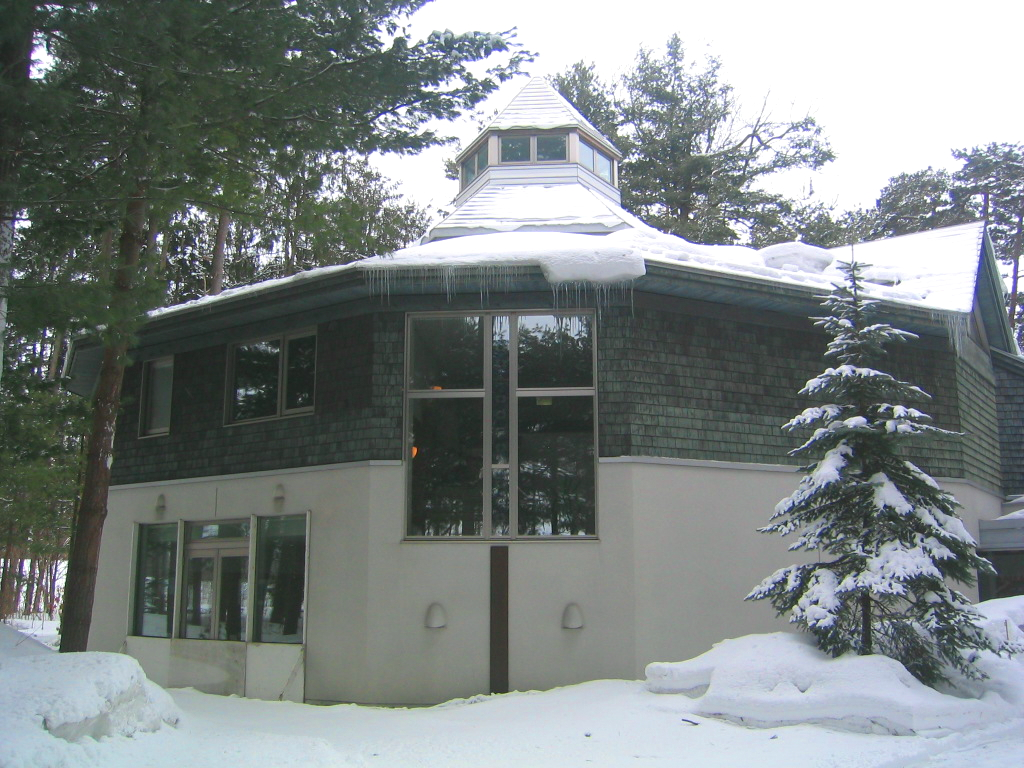
三浦綾子記念文学館（2010年3月）
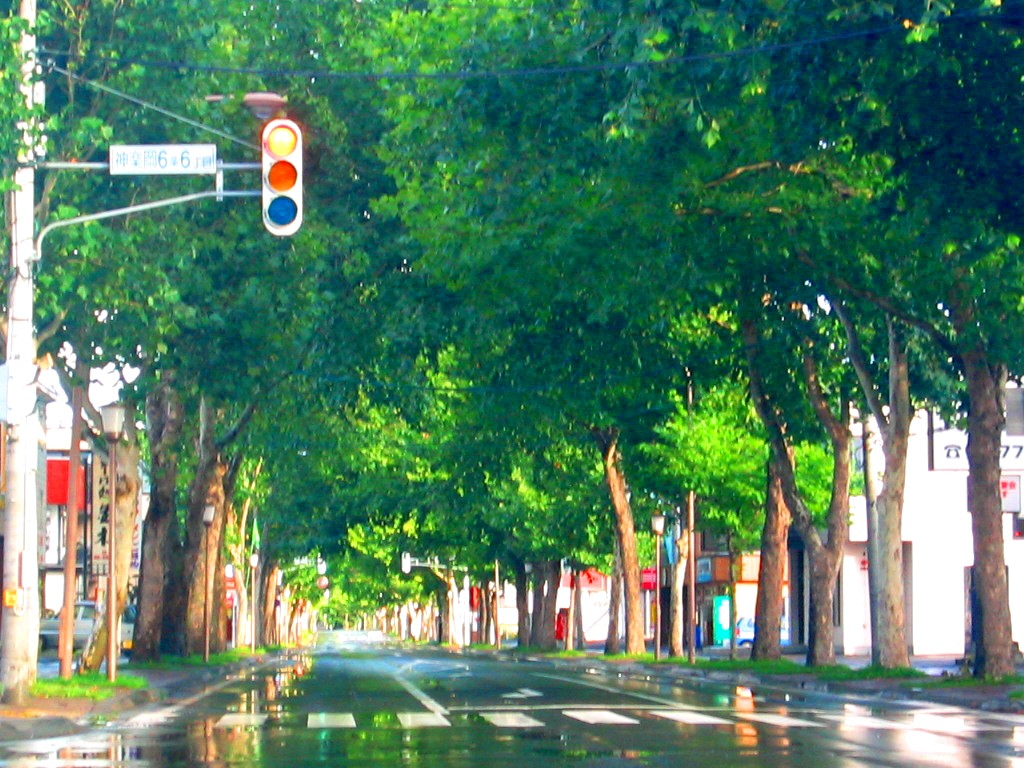
市道神楽岡通線（プラタナス通）（2007年9月）
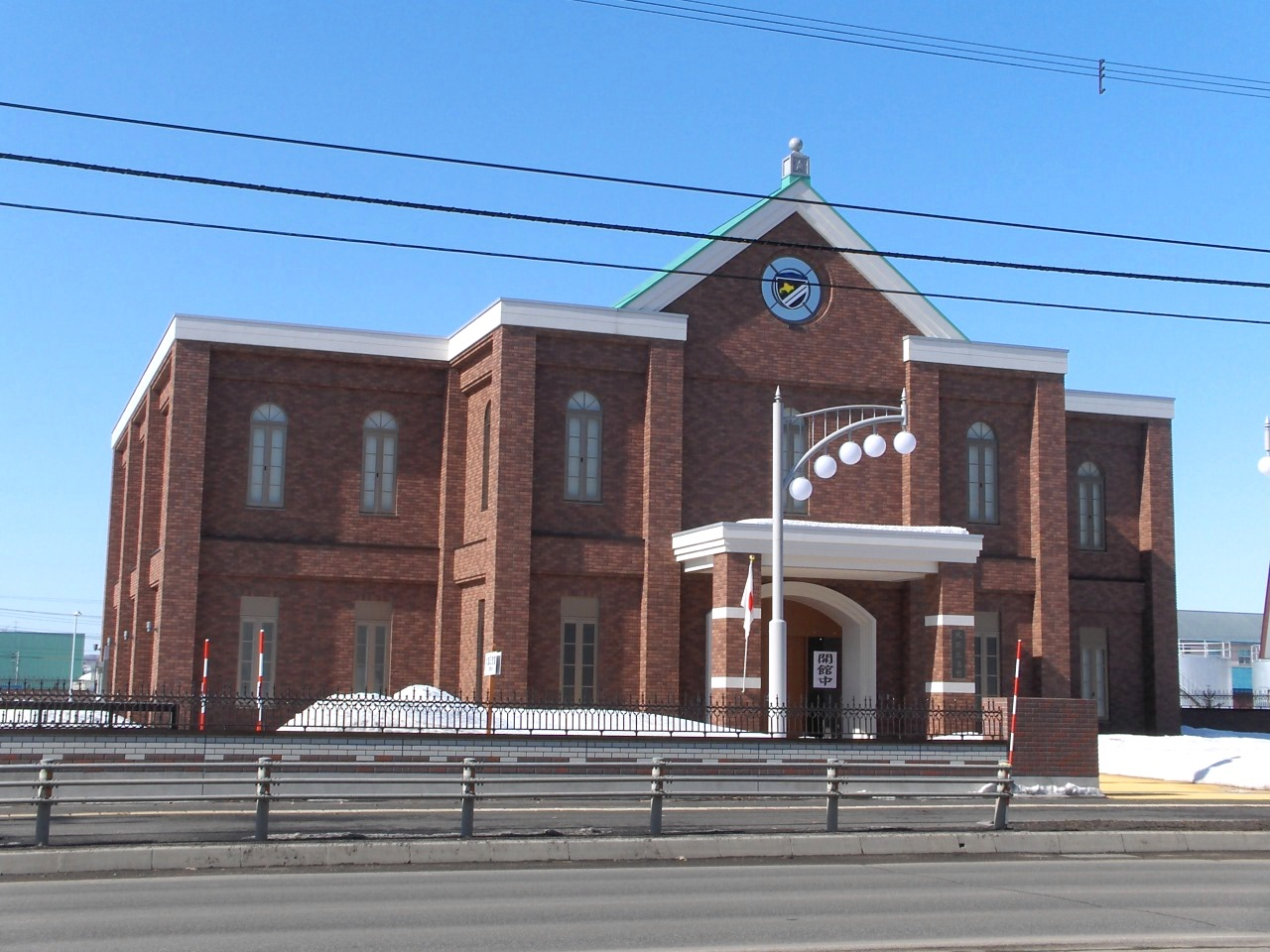
北鎮記念館（2007年）
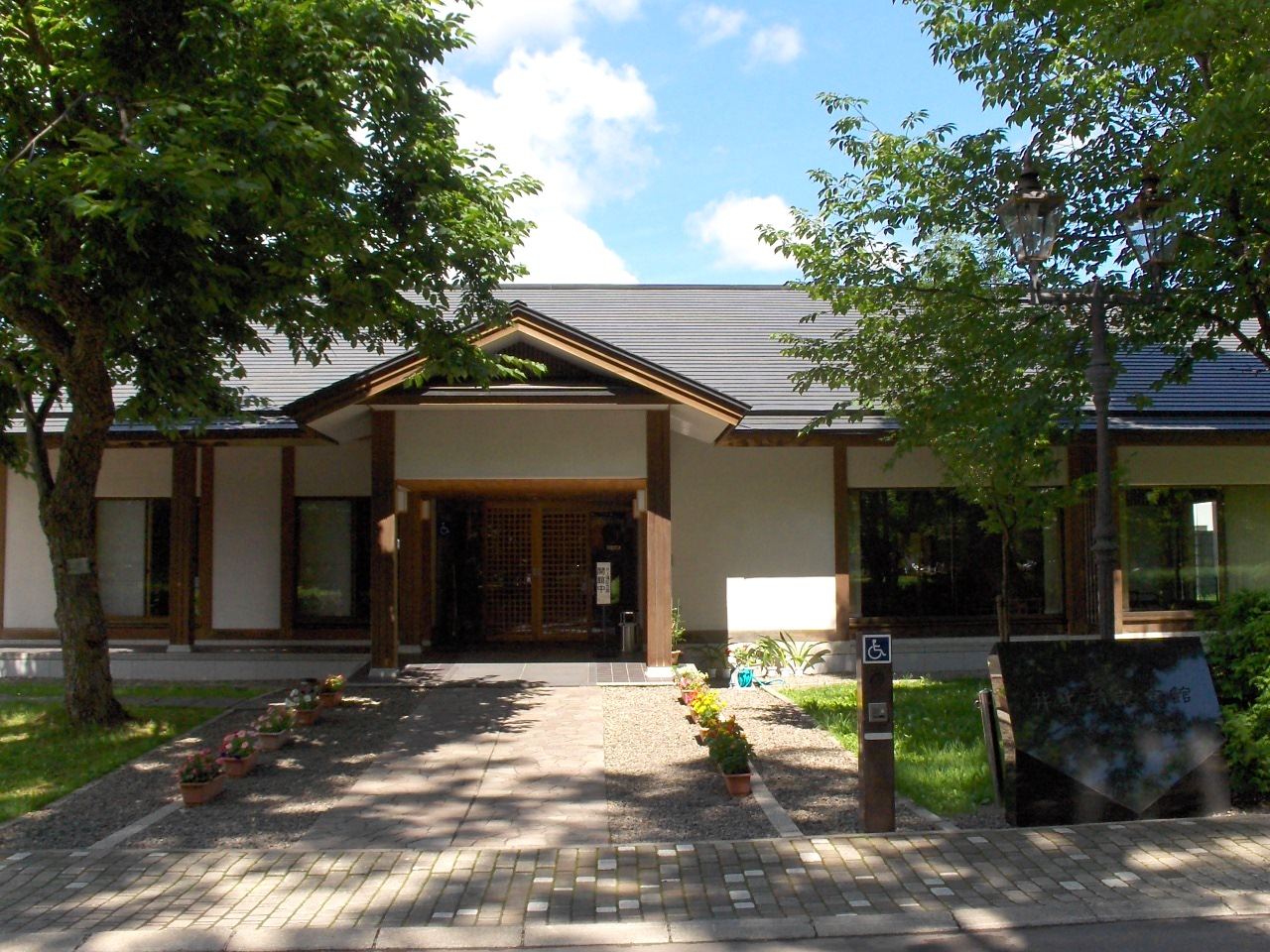
井上靖記念館（2006年7月）
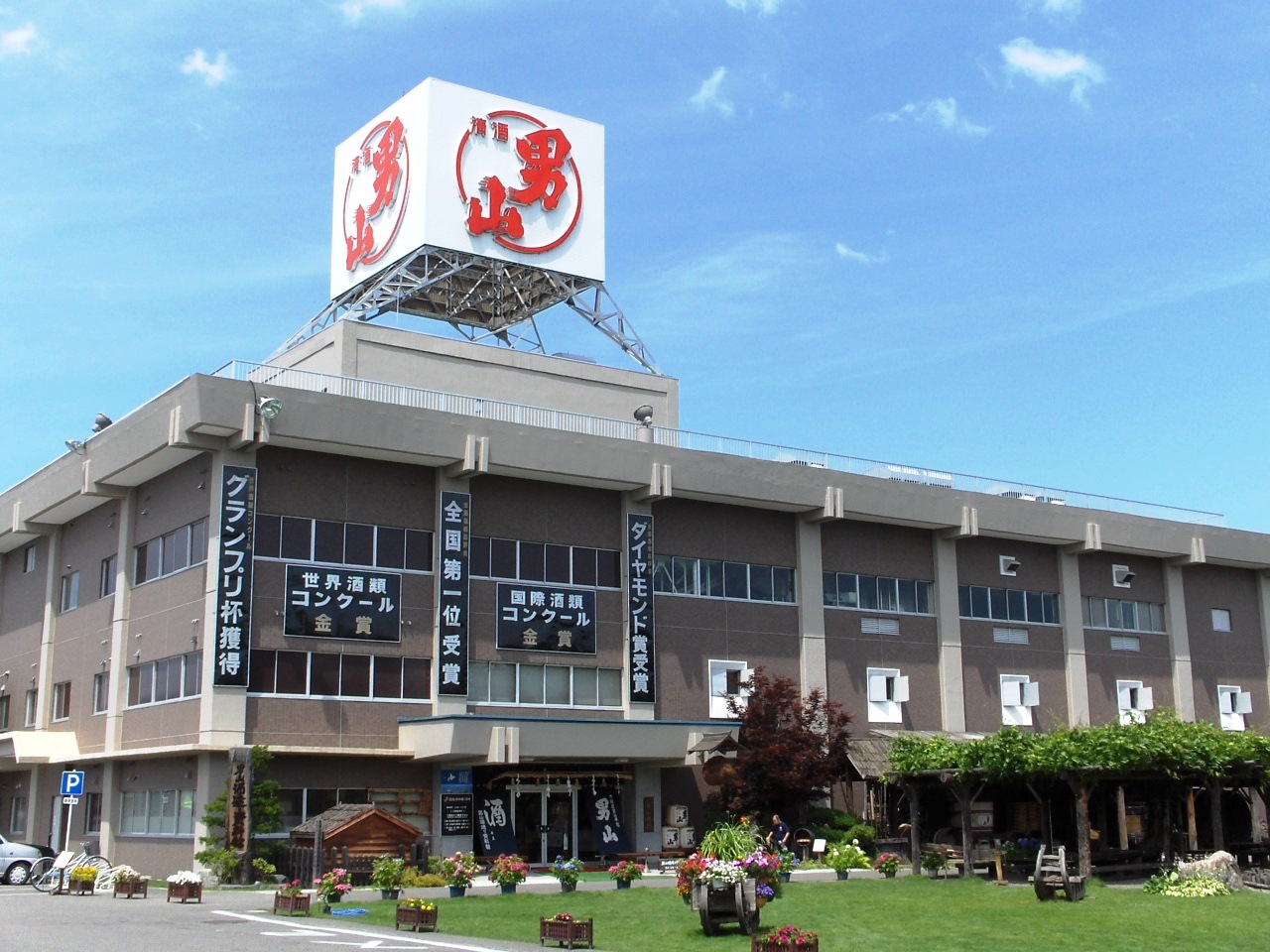
男山酒造り資料館（2006年7月）
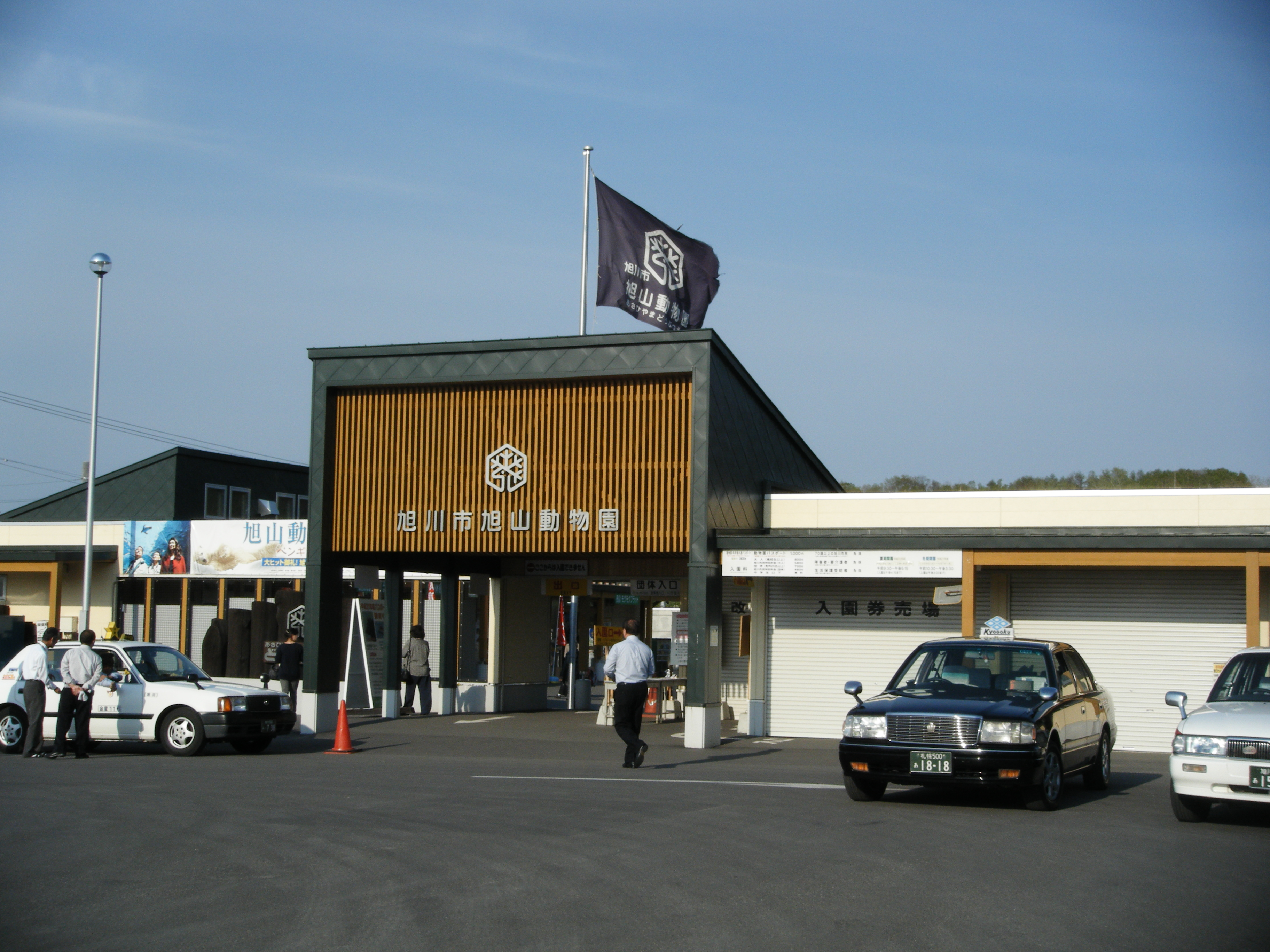
旭山動物園正門（2009年5月）
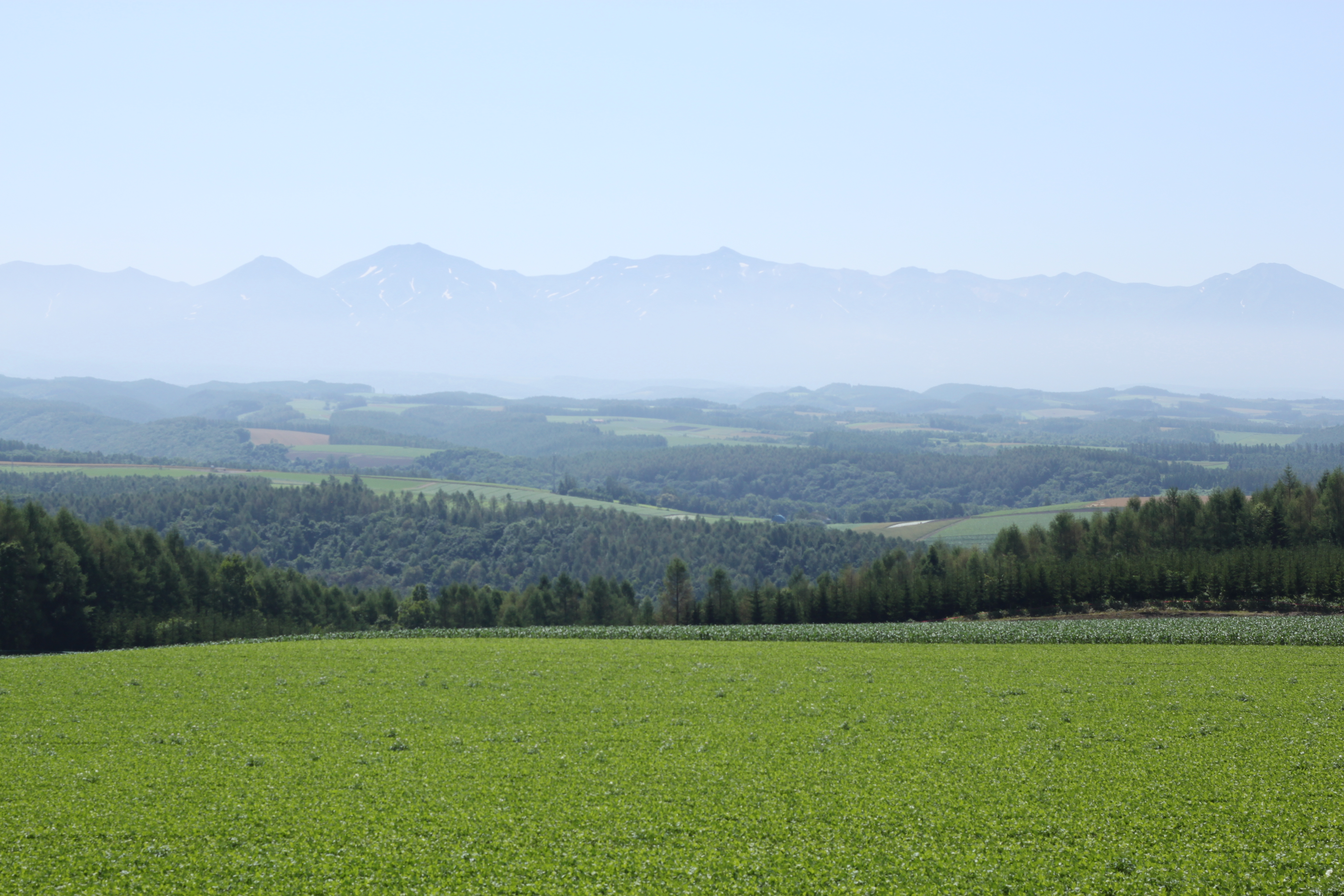
就実の丘（2011年7月）

公園・キャンプ場
- 常磐公園
- 神楽岡公園
- 春光台公園
- 忠和公園
- 旭山公園
  - 旭山三浦庭園
- 嵐山公園
  - 北邦野草園[注 13]
- カムイの杜公園
- 男山自然公園
- 春光台公園グリーンスポーツ施設キャンプ場
- 神楽岡公園少年キャンプ村
- 西神楽公園キャンプ場
- カムイの杜公園キャンプ場
- 江丹別若者の郷
- 富沢ふれあいの家
- とみはら自然の森
- パークランド嵐山
- 春日青少年の家
- 旭川市21世紀の森

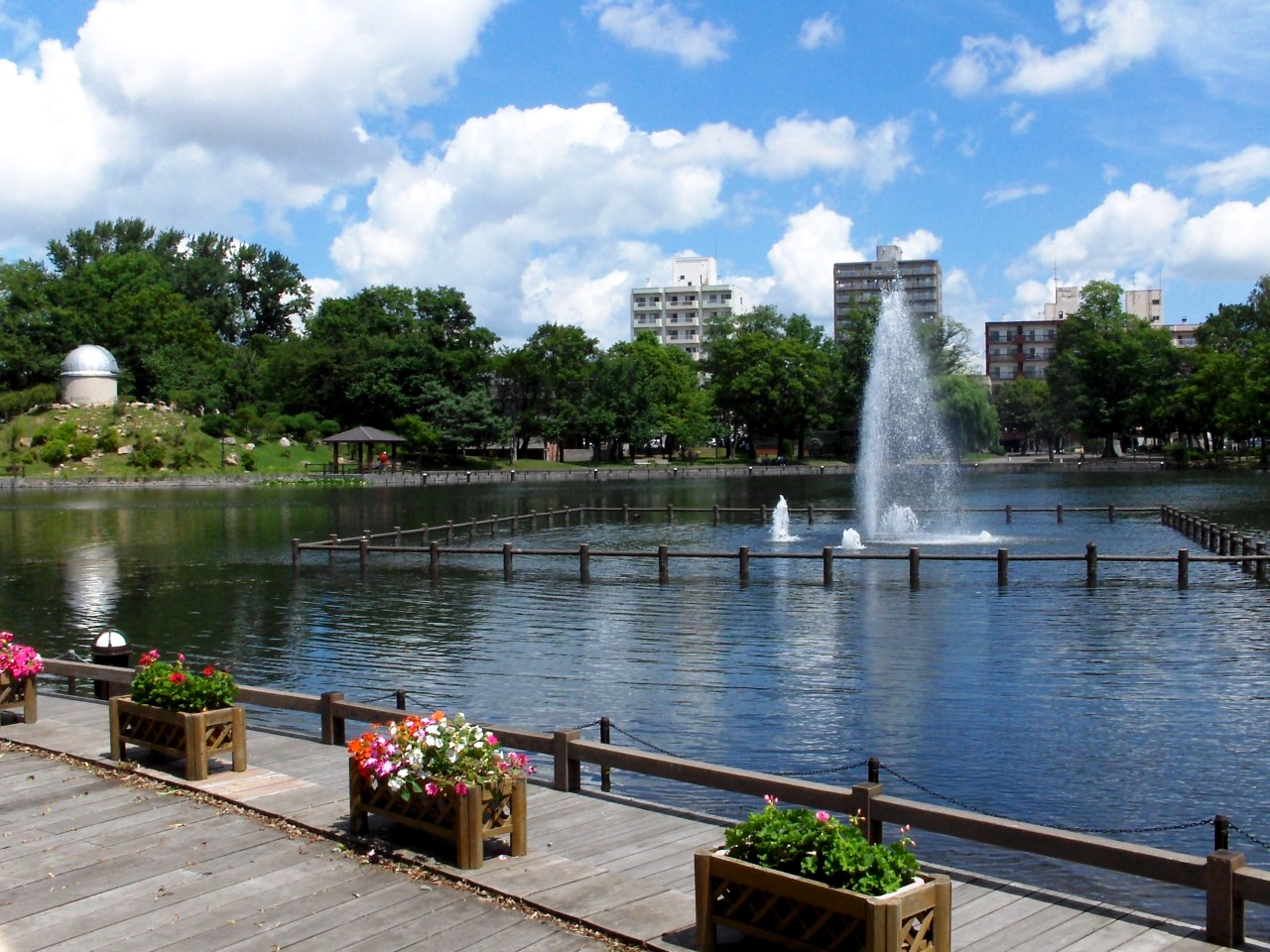
常磐公園（2006年7月）
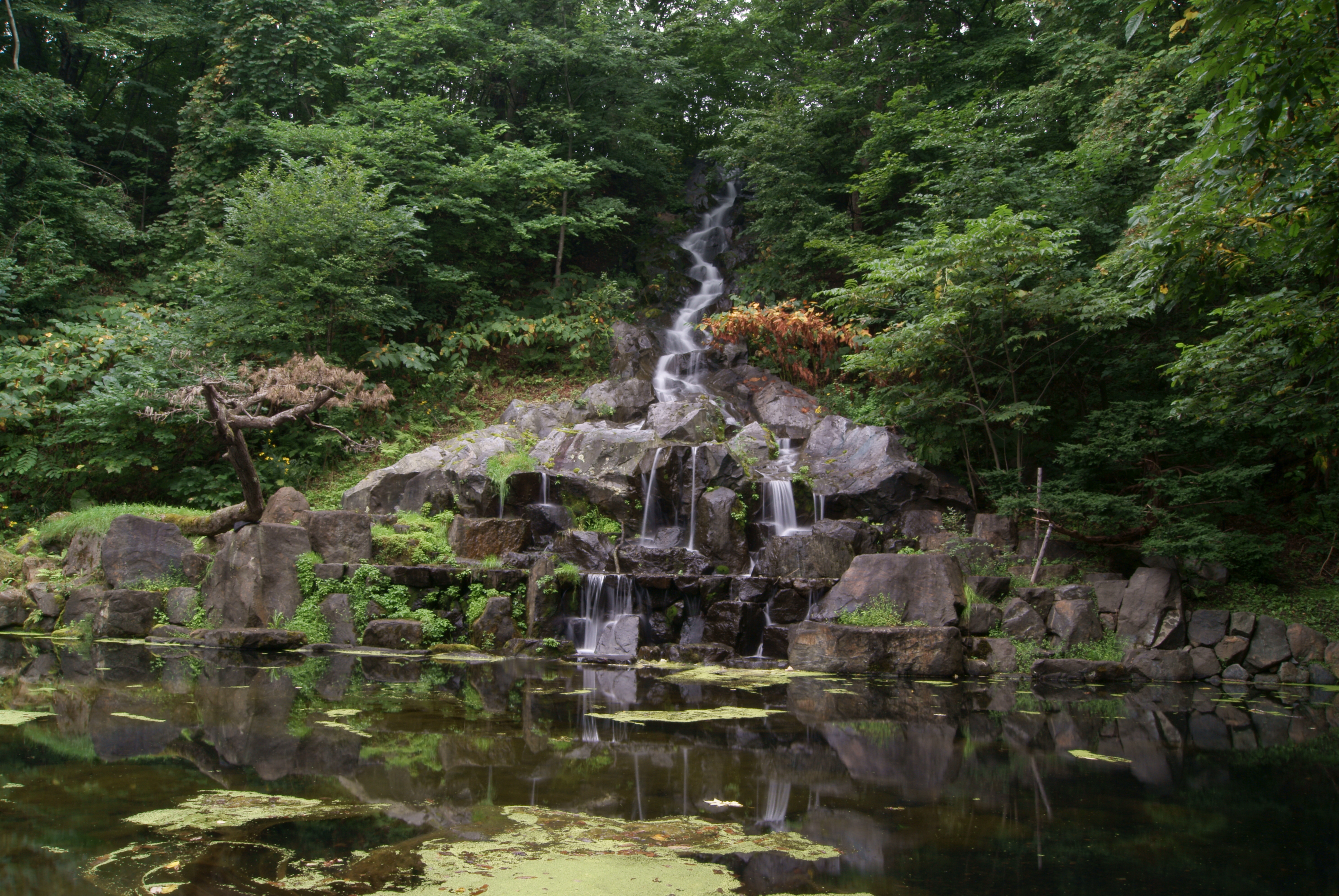
神楽岡公園（2010年8月）
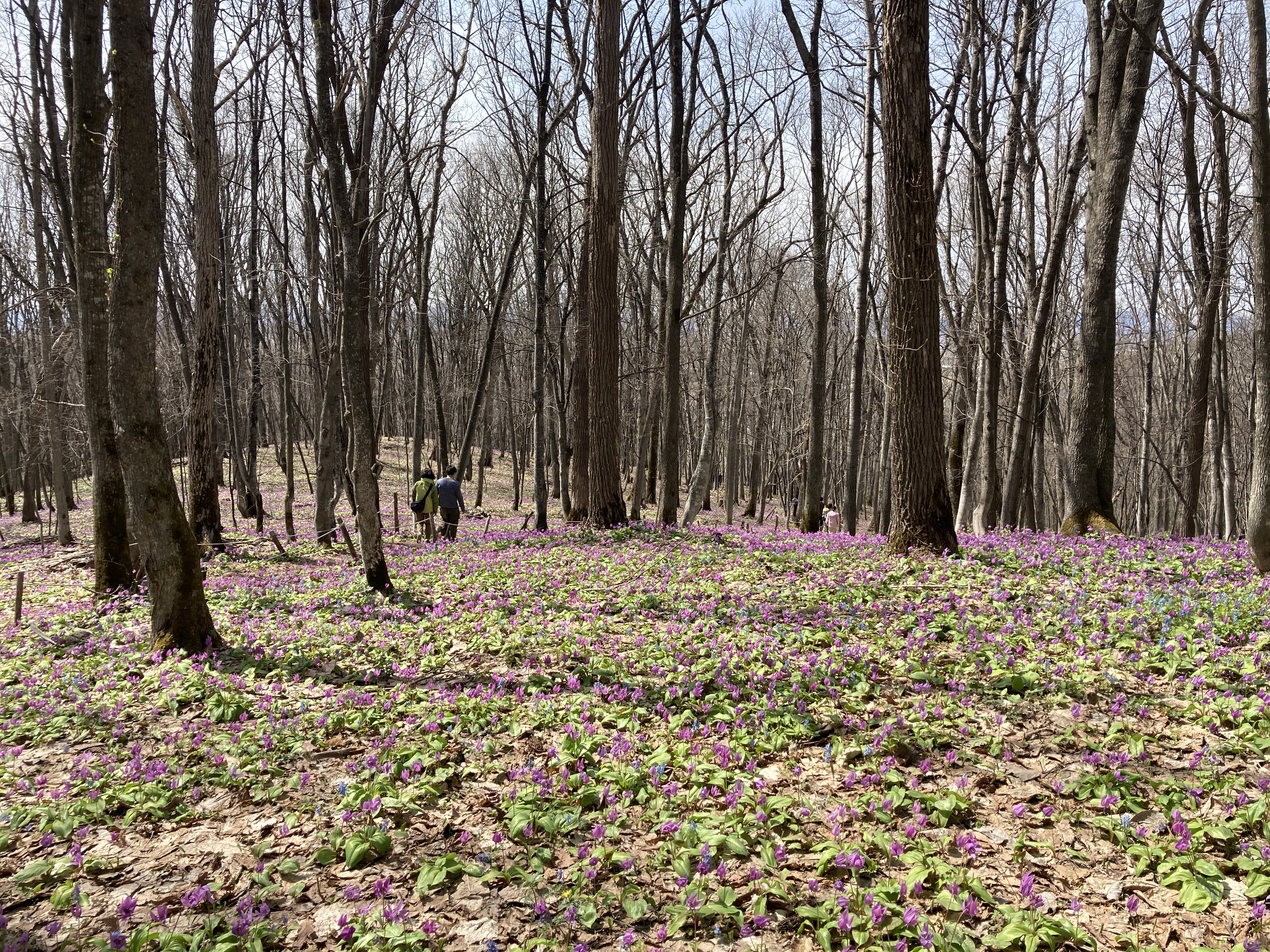
男山自然公園（2022年4月）

スキー場・ゴルフ場
- カムイスキーリンクス - 「北海道パウダーベルト」に位置するスキー場の一つ
- サンタプレゼントパーク・マロースゲレンデ
- 旭川ゴルフ倶楽部
- 旭川メモリアルカントリークラブ
- フォレスト旭川カントリークラブ

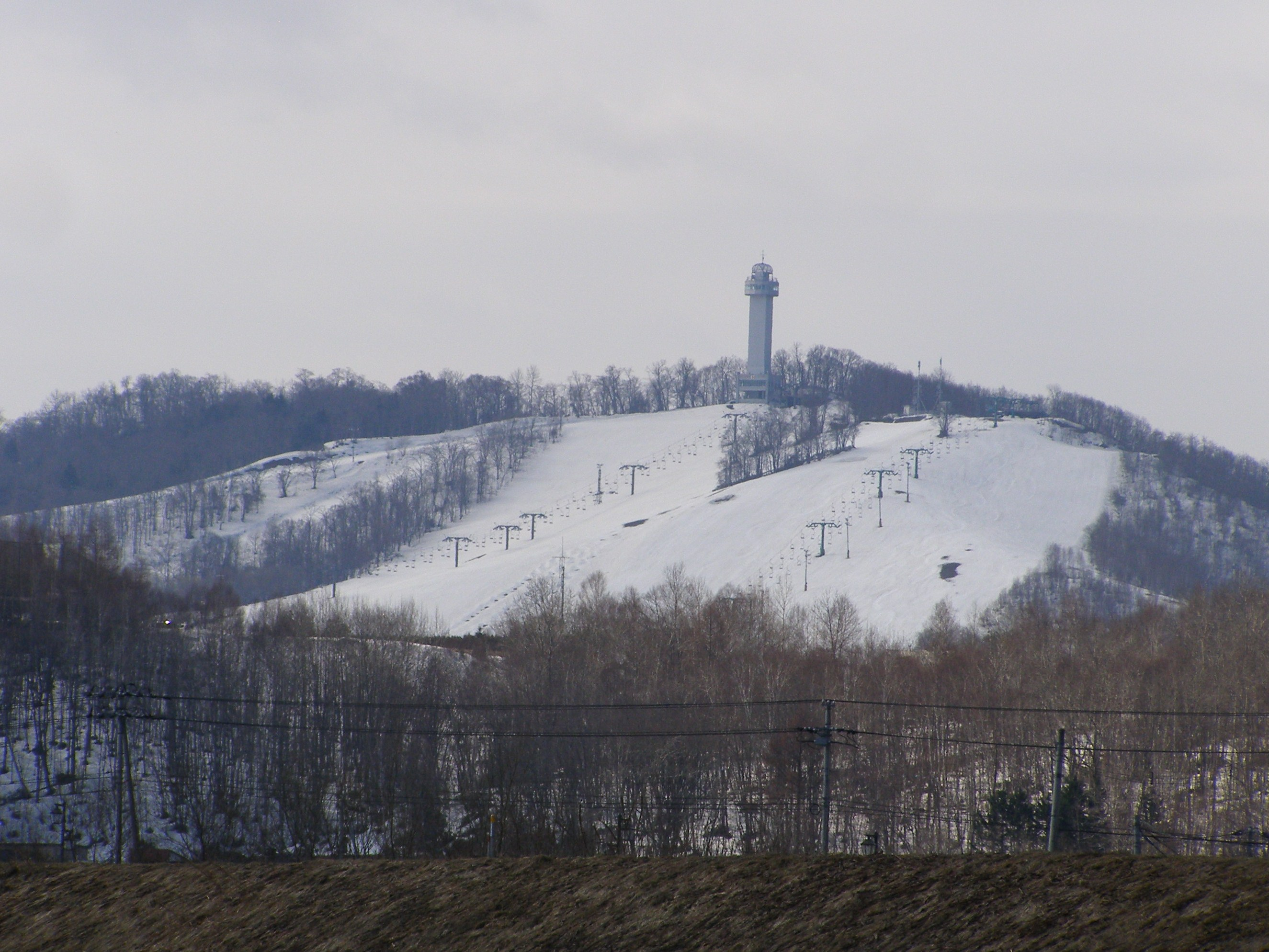
サンタプレゼントパーク・マロースゲレンデ（2011年4月）
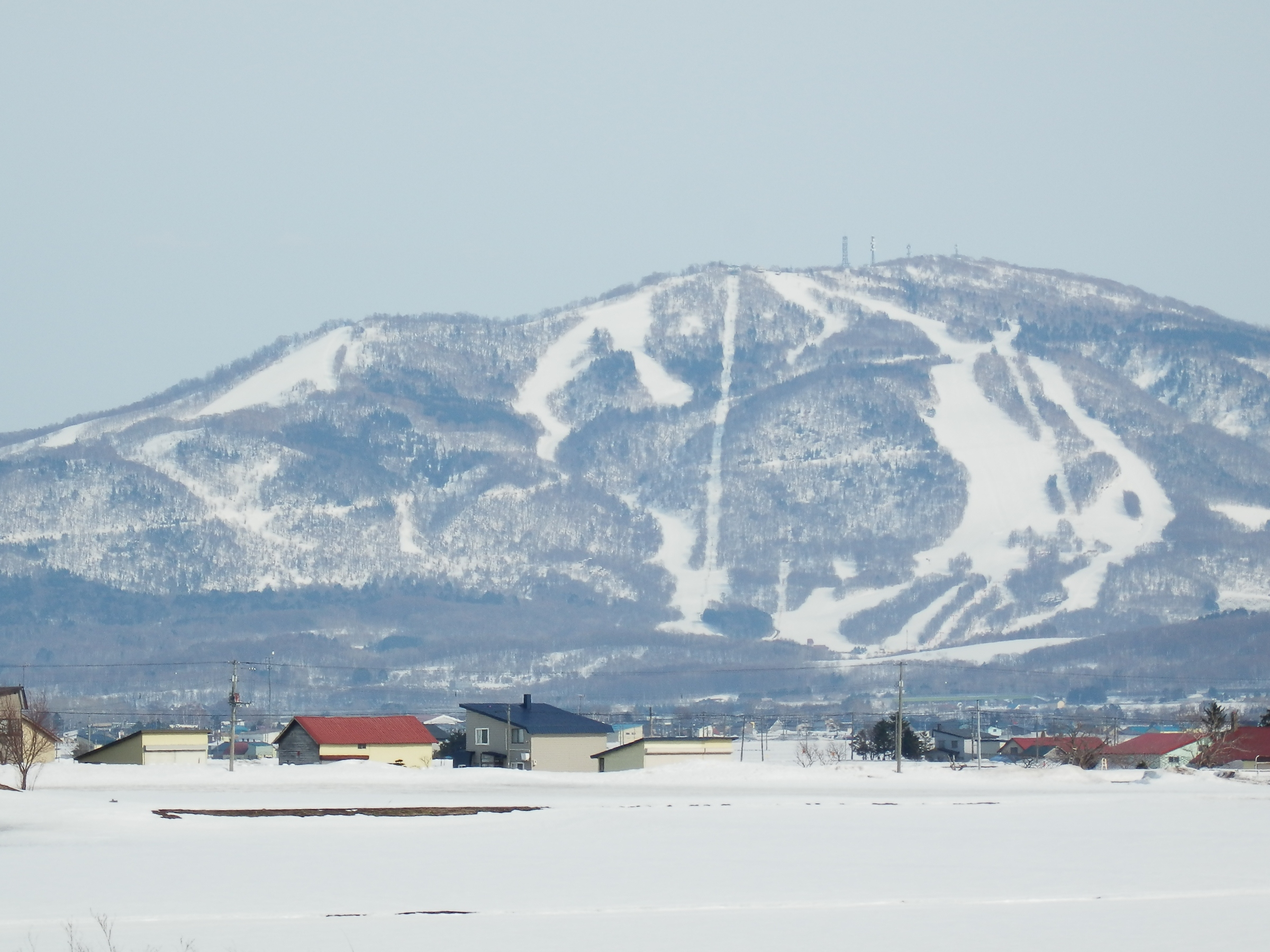
カムイスキーリンクス（神居山）（2013年4月）

## 文化・名物

### 祭事・催事
1990年（平成2年）から3年おきに『国際家具デザインフェア旭川』（IFDA ASAHIKAWA）を開催し、2000年（平成12年）から『旭川彫刻フェスタ』も開催している。特に9月に開催される「北の恵み　食べマルシェ」は、北海道最大級のグルメイベントとして、多くの市民・観光客が来訪する一大イベントとなっている。
- 旭川冬まつり（2月）
- 氷彫刻世界大会（2月）
- バーサーロペットジャパン（3月）
- 北海道護國神社慰霊大祭（6月）
- 北海道音楽大行進（6月）
- 永山神社例祭（6月から7月）
- 石狩川フェスティバル（7月）[124]
- 上川神社例大祭（7月）
- 永山屯田まつり（7月）
- ホタル祭りin西神楽（7月）
- 旭川夏まつり（7月から8月）[125]
- 銀座七夕まつり（8月）
- 北の恵み 食べマルシェ（9月）
- こたんまつり（9月）
- 旭川陶芸フェスティバル（9月）[126]
- 旭川ハーフマラソン（9月）[127]

### 名産・特産
日本国内有数の米どころであり、郊外には大雪の山々を背景とした田園風景が広がっている。大雪山連峰に源を発している伏流水が田を潤し、盆地ならではの寒暖の差が米のおいしさを増している。さらに、冷涼な気候は病害虫の発生が少ないので農薬の散布量も比較的少なくて済む利点がある。1891年（明治24年）に屯田兵が入植した年から酒造りが始まっており、1996年（平成8年）には大雪地ビールが誕生した。江丹別地域を中心にソバの栽培が盛んで、江丹別そばが有名である。旭川ラーメンは北海道遺産「北海道のラーメン」の1つであり、加水率の低い麺を使用している。粉をこねるときに加える水が少ないことでスープをよく吸って小麦の香りを感じる歯触りの良い麺となる。米と同様に良い水に恵まれていることが麺の要因となっている。また、かつて養豚業が盛んであったことから塩ホルモン、豚トロは旭川が発祥の地とされている。
ご当地グルメとしては主に旭川や空知地方の一部で提供しているもつそば、おにぎりとホットドッグを足して2で割ったかのようなジュンドッグ、若鶏の半身を炭火などで素焼きした新子焼き、イカの足を片栗粉でまぶして揚げたゲソ丼がある。
旭川家具は100年以上ある歴史の中で機能性やデザイン性に優れた家具づくりをしており、日本国外の見本市にも出展している。

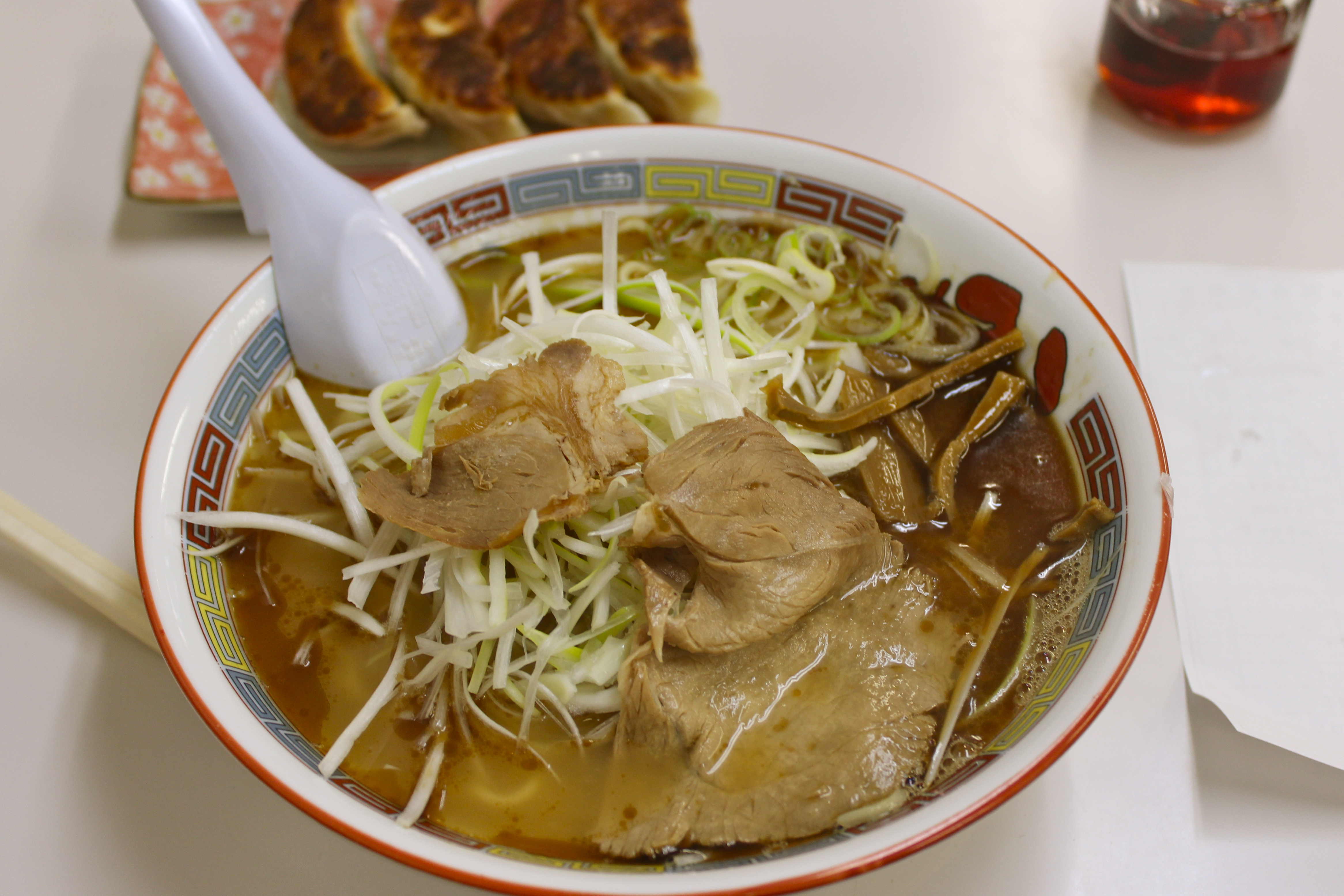
旭川ラーメン
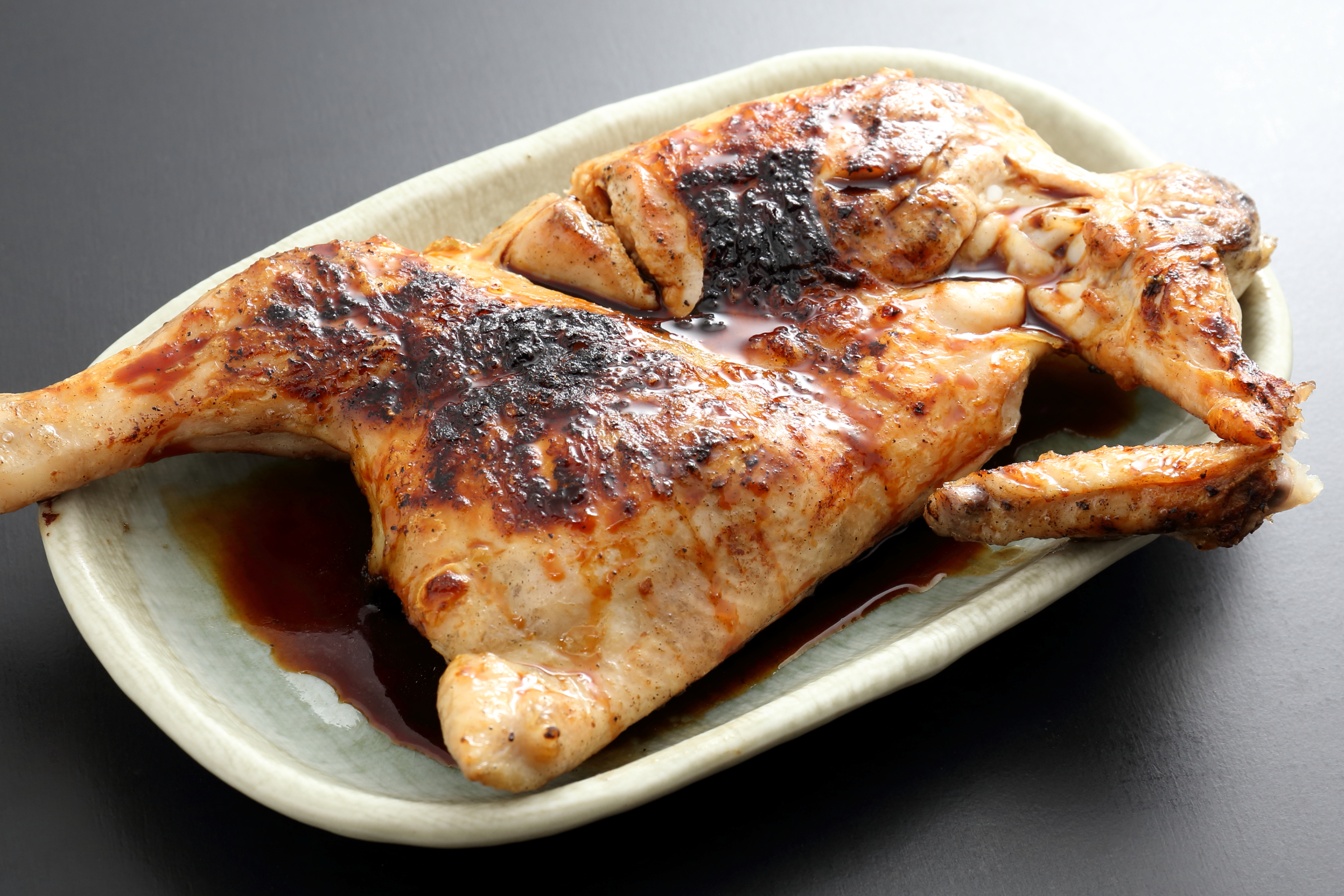
新子焼き
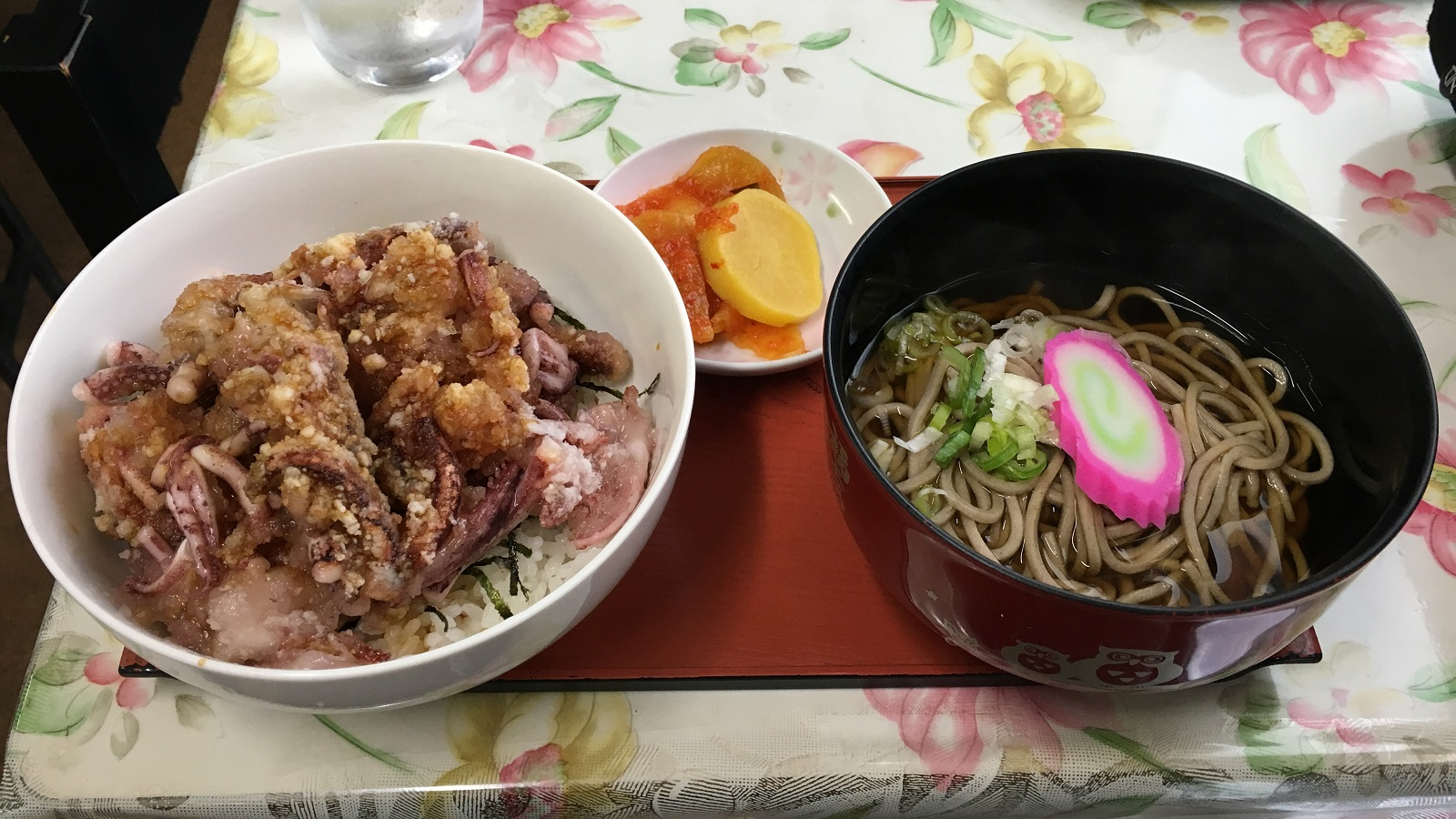
ゲソ丼とそばのセット

### スポーツ
野球
- 旭川ビースターズ -（北海道ベースボールリーグ）
- 日本製紙旭川硬式野球部 - 日本製紙の旭川事業所を拠点に活動していた社会人野球の企業チーム。2000年に解散した。

サッカー
- 旭蹴会（北海道サッカーリーグ）
- ヴェルデラッソ旭川（道央・道北ブロックリーグ、2024年に解散。）
- リオグージョ旭川（旭川社会人リーグ）

バレーボール
- ヴォレアス北海道（V.LEAGUE）

#### 公営競技
競馬
- 場外勝馬投票券発売所
  - Aiba旭川（ホッカイドウ競馬）
  - レラ・スポット北彩都（ばんえい競走）

## 出身・関連著名人

### 各種表彰
名誉市民
- 黒田岩吉（政治家。元旭川市議会議員）
- 坂東幸太郎（政治家。元旭川区会・市会議員、元衆議院議員、元旭川市長）
- 前野与三吉（政治家。元旭川市議会議員、元北海道議会議員、元旭川市長）
- 五十嵐広三（政治家。元衆議院議員、元旭川市長）
- 坂東徹（政治家。元旭川市長、元旭川市議会議員）

旭川市功労者
- 大谷岩太郎（政治家。旭川村総代人、旭川町会議員、旭川市開拓功労者）

旭川市貢献賞
旭川市民栄誉賞
- 小林光一（囲碁棋士）
- 恵本裕子（柔道家）
- 星野伸之（元プロ野球選手）
- 山下敬吾（囲碁棋士）
- 上野雅恵（柔道家）
- 髙平慎士（陸上競技選手）
- 永瀬充（アイススレッジホッケー選手）
- 三澤英司（アイススレッジホッケー選手）
- 伊藤仙孝（アイススレッジホッケー選手）
- 上野順恵（柔道家）
- 竹内智香（スノーボード選手）

旭川市文化賞
旭川市新人奨励賞
栄誉をたたえて
旭川市特別表彰
旭川観光大使

### 出身著名人
※太字は旭川観光大使

#### 政治・行政・経済・軍事
政治
- 東隆 - 元衆議院議員、元参議院議員
- 池田幸太郎 - 元名寄市長
- 五十嵐広三 - 政治家、元内閣官房長官・旭川市長
- 石崎岳 - 衆議院議員、元北海道放送 (HBC) 記者
- 伊東良孝 - 衆議院議員、内閣府特命担当大臣、元釧路市長
- 今津寛 - 衆議院議員、元防衛庁副長官
- 今津寛介 - 旭川市長
- 片岡春雄 - 寿都町長
- 金田英行 - 元衆議院議員
- 亀田得治 - 弁護士、元参議院議員
- 打越さく良[138] - 弁護士、参議院議員
- 倉嶋清次 -元笛吹市長
- 佐々木秀典 - 元衆議院議員
- 菅原功一 - 元旭川市長、元旭川市議会議員、元北海道議会議員
- 杉村太蔵 - 元衆議院議員、タレント
- 滝野啓次郎 - 元北見市長
- 西川将人 - 元旭川市長
- 坂東徹 - 元旭川市長、元旭川市議会議員
- 松井旭 - 元千葉市長
- 川村カ子ト - 上川アイヌの長、国鉄測量技手、元川村カ子トアイヌ記念館館長

行政
- 磯田憲一 - 社会企業家。元北海道副知事
- 土居健太郎 - 環境省地球環境局長
- 富樫凱一 - 元本州四国連絡橋公団総裁
- 福田勝一 - 元警視総監
- 古屋浩明 - 人事官、元人事院事務総長
- 水島徹治 - 元国土交通省北海道開発局長、元国土交通省北海道局長

経済
- 相木孝仁 - インクリメント・ピー社長。元フュージョン・コミュニケーションズ社長、コボ最高経営責任者、楽天ヨーロッパ最高経営責任者
- 上山典男 - 日本ケミコン社長
- 岡本啓毅 - UZUZ社長
- 島村靖三 - 元明治乳業（現・明治）社長
- 嶋村輝郎 - 元ニコン社長
- 下妻博 - 元住友金属工業（現・日本製鉄）社長
- 白井芳夫 - 元日野自動車社長、元豊田通商副会長
- 鶴羽肇 - 元ツルハホールディングス社長
- 富原薫 - 元北海道放送社長
- 中島尚俊 - 元JR北海道代表取締役社長
- 浜本孝久 - 元北海道テレビ放送社長
- 平岡敏男 - 元毎日新聞社長
- 福嶋康博 - スクウェア・エニックス相談役・名誉会長
- 前田義徳 - 元NHK会長
- 真弓明彦 - 北海道電力会長・元社長
- 三橋勲 - 元旭川ガス社長、元旭川大学理事長
- 森岡仙太 - 元愛知県副知事、元トヨタホーム代表取締役社長
- 山川広行 - 札幌ドーム代表取締役社長
- 綿貫泰之 - JR北海道代表取締役社長
- 中野勝義 - 元ANA副社長
- 久保匠 - 株式会社すくらむ創業者

軍事
- 尾崎義春 - 旧帝国陸軍軍人（中将）
- 加藤建夫 - 旧帝国陸軍軍人（少将）、「加藤隼戦闘隊」隊長
- 河田槌太郎 - 旧帝国陸軍軍人（中将）
- 中永太郎 - 旧帝国陸軍軍人（中将）
- 村中孝次 - 旧帝国陸軍軍人（大尉）、二・二六事件の首謀者の一人
- 坂本雄一 - 陸上自衛隊陸将

#### 学術・教育・文化
学術
- 赤松俊秀 - 歴史学者
- 鮎田耕一 - 工学者、工学博士
- 荒憲治郎 - 経済学者
- 安藤実 - 経済学者、財政学者
- 飯浜浩幸 - 社会福祉学者
- 岩佐茂 - 哲学者
- 大橋英寿 - 社会心理学者
- 鍵谷幸信 - 英文学者
- 北郷裕美 - 社会学者
- 北村文雄 - 造園学者、造園教育者
- 霧生和夫 - 仏文学者
- 黒田勲 - 航空医学者
- 小島衛 - 独文学者
- 小山啓太 - 身体教育学者
- 近藤典彦 - 日本近代文学研究者
- 霜山龍志 - 医師、医学者、文筆家
- 杉島敬志 - 文化人類学者
- 田下昌明 - 医学博士
- 田中嫺玉 - インド哲学研究者
- 谷口義明 - 天文学者
- 玉田弘毅 - 法学者
- 常本秀幸 - 工学者、工学博士
- 十川信介 - 日本近代文学研究者
- 中川俊男 - 脳神経外科医、医学者、第20代日本医師会会長
- 長澤秀行 - 獣医学者
- 中原淳 - 教育学者
- 野田信夫 - 経営学者
- 畠山武道 - 法学者
- 松浦信 - 社会学者
- 水野忠彦 - 原子力工学者
- 村田真 - 情報工学者、ソフトウェア技術者
- 山田定市 - 農業経済学者
- 吉崎栄泰 - ソフトウェア開発者

教育
- 野又貞夫 - 元野又学園理事長、元函館市議会議員
- 渡辺和子 - ノートルダム清心学園理事長

文化
- 井上靖 - 作家（「蒼き狼」、「氷壁」）
- 八匠衆一 - 作家
- 板東三百 - 作家
- 三浦綾子 - 作家（「氷点」、「塩狩峠」）
- 安部ヨリミ - 小説家、安部公房の母親
- 浮穴みみ - 小説家
- 加藤千恵 - 歌人、小説家
- 木野工 - 作家
- 嶋戸悠祐 - 小説家、推理作家
- 清水博子 - 作家
- 小路幸也 - 作家（「東京公園」、「東京バンドワゴン」）
- 春見朔子 - 作家
- 久藤冬貴 - 作家
- 川崎大治 - 児童文学作家
- 和田義雄 - 児童文学作家、編集者、喫茶店経営者
- あべ弘士 - 絵本作家
- 伊勢英子（いせひでこ） - 絵本作家
- 今野大力 - 詩人（宮城県生まれ）
- 山田亮太 - 詩人
- 柳澤美晴 - 歌人
- 岡和田晃 - 文芸評論家・翻訳家
- 風樹茂 - ノンフィクション作家
- 小林恵 - ジャーナリスト、キルト研究家
- 永江朗 - ライター
- 菊地慶一 - 著作家
- 今津秀邦 - 映画監督、写真家
- 片岡修二 - 映画監督
- 白石和彌 - 映画監督（「凶悪」）
- 橋本裕志 - 脚本家
- 要ゆうじ - 脚本家、コメディライター、俳優
- 清水曙美 - 脚本家
- 信本敬子 - 脚本家（「白線流し」、「東京ゴッドファーザーズ」）
- 藤井邦夫 - 脚本家（「スーパー戦隊シリーズ」）、小説家
- 山本むつみ - 脚本家（「ゲゲゲの女房」、「八重の桜」）
- 福井爽人 - 日本画家
- 武田範芳 - 洋画家
- 難波田龍起 - 洋画家
- 山口正城 - 画家、デザイナー
- 木村多伎子 - 版画家
- いすたえこ - グラフィックデザイナー、アートディレクター
- 木内綾 - 染色工芸家
- 砂澤ビッキ - 彫刻家
- 鈴木基紀 - 建築家
- 林雅子 - 建築家
- 上野砂由紀 - ガーデンデザイナー
- 伊東剛 - 写真家
- 谷口雅彦 - 写真家、令和4年度 旭川文化奨励賞受賞者
- 宍戸睦郎 - 作曲家
- 間宮芳生 - 作曲家
- 原田甫 - 作曲家
- 座光寺公明 - 作曲家、生まれは東京都
- 藤川真弓 - ヴァイオリニスト
- 佐藤まどか - ヴァイオリニスト
- 太田有香 - ピアニスト
- 川上昌裕 - ピアニスト
- hatao - 笛演奏家
- 熊川哲也 - バレエダンサー
- 蔵健太 - バレエダンサー
- 竹島由美子 - バレエダンサー
- いがらしゆみこ - 漫画家（「キャンディ・キャンディ」）
- 井上英沖 - 漫画家（「遊星少年パピイ」）
- 小原ヨシツグ - 漫画家（「ガタガール」）
- 佐々木倫子 - 漫画家（「おたんこナース」、「チャンネルはそのまま!」）
- 寺沢武一 - 漫画家（「コブラ」）
- 中山昌亮 - 漫画家（「PS -羅生門-」、「不安の種」）
- 布浦翼 - 漫画家（「きこちゃんすまいる」）
- 藤田和日郎 - 漫画家（「うしおととら」）
- 藤田素子 - 漫画家（「高齢出産ドンとこい!!」）
- 前川たけし - 漫画家（「鉄拳チンミ」）
- 大杉宜弘 - アニメーター、アニメ演出家
- 小野敦生 - 将棋棋士
- 小林光一 - 囲碁棋士、旭川市民栄誉賞受賞
- 山下敬吾 - 囲碁棋士、旭川市民栄誉賞受賞
- 青木日出雄 - 航空・軍事評論家
- 石川佐智子 - 教育評論家、政治運動家
- 坂東義教 - 教育評論家
- 原田和典 - 音楽評論家
- 二階堂裕 - 自動車評論家、会社経営者
- 河原敏明 - 皇室ジャーナリスト
- 加藤千恵 - 菓子研究家
- 宇恵和昭 - CMディレクター
- 滝内泉 - プロデューサー
- 大宮守人 - ラーメン『味の三平』初代店主・味噌ラーメンの開発者
- 丸山奏子 - プロ雀士
- 砂沢クラ - アイヌ文化伝承者
- 北健一郎 - スポーツジャーナリスト

#### 芸能・ポピュラー音楽・マスコミ
芸能
- 安斉英樹 - 俳優
- 飯島寛騎 - 俳優
- IKKAN - 俳優、演出家
- 音尾琢真 - 俳優、タレント（TEAM NACS）
- 小野匠 - 俳優
- 木村梨恵子 - 女優
- 坂田加奈子 - 女優（劇団四季）
- 品川徹 - 俳優
- 品田誠 - 俳優
- 潤花 - 女優、元宝塚歌劇団宙組トップ娘役[139]
- 曽川留三子 - 女優
- 菅原健 - 俳優
- 西沢利明 - 俳優
- 福井晶一 - 俳優（劇団四季）
- 野村玲子 - 女優（劇団四季）
- 萬歳恵子 - 女優
- 松原愛 - 女優、歌手、タレント
- 山賀琴子 - 女優、現在はブランドプロデューサーとして活動[140]
- 山本麟一 - 俳優
- 青野武 - 声優[141]
- 西村朋紘 - 声優
- 坂東尚樹 - 声優
- 秋元ともみ - AV女優
- 明日花キララ - 元AV女優
- 西川ゆい - AV女優
- emma - ファッションモデル、女優（with専属）
- 熊林保奈美 - ファッションモデル、レースクイーン
- 滝元吏紗 - ファッションモデル、女優
- 岡田文栄 - レースクイーン、ナレーター、司会者、女優
- 花咲楓香 - グラビアアイドル、タレント
- 矢部美穂（出生地） - タレント
- 小橋亜樹 - タレント
- 米村美咲 - タレント
- 加藤ジュン - ラジオパーソナリティ
- MAYU - ラジオパーソナリティ
- 筑紫美主子 -（佐賀俄役者）
- あさひのぼる - 漫談家
- 市原 - お笑いコンビ
- かねきよ勝則 - お笑い芸人（新宿カウボーイ）
- くり（栗山直人） - お笑いタレント（元アームストロング）
- とにかく明るい安村 - お笑いタレント（元アームストロング）
- 三浦敏和 - 漫才師（タカアンドトシ）
- なみえ - お笑い芸人（ちむりん、姫くり）
- 則末チエ - お笑い芸人（ちむりん）
- マリリンジョイ - お笑い芸人
- 山田和史 - お笑いタレント
- ラフ→チケット - お笑い芸人
- 和田輪 - Youtuber
- デカキン - Youtuber

ポピュラー音楽
- 橋本奈々未 - アイドル（元乃木坂46）[142]
- 坂口渚沙 - アイドル（元AKB48）
- 藤圭子 - 歌手（岩手県生まれ）
- 浅井未歩 - 歌手
- 小笠原有次郎 - 歌手、秋庭豊とアローナイツメンバー
- 坂田おさむ - 歌手
- 武山あきよ - 歌手
- 水田竜子 - 歌手
- 宮澤篤司 - 歌手
- 冴木杏奈 - タンゴ歌手
- 松本優香 - ゴスペルシンガー
- ウユ - 作詞家、歌手
- 白井裕紀 - 作詞家、歌手
- 安全地帯 - ロックグループ
  - 玉置浩二
  - 武沢豊
  - 田中裕二
  - 矢萩渉
- 片桐麻美 - シンガーソングライター
- モモイヒトミ - シンガーソングライター
- SAIJI - ミュージシャン
- 酒井ミキオ - ミュージシャン
- さつき が てんこもり - ミュージシャン
- チュウ - ドラマー。月光グリーンメンバー
- 冨田恵一 - ミュージシャン、音楽プロデューサー
- 奈良巧介 - ミュージシャン。GHOSTY BLOWメンバー
- ハマノヒロチカ - ミュージシャン。元野狐禅メンバー
- BOH - ベーシスト
- HIRO - ビートボクサー、Rofuのメンバー
- YOUNG DAIS - ミュージシャン
- 米澤美玖 - ジャズ・フュージョンサックス奏者
- 藤森淳一 - レコーディング・エンジニア、音楽プロデューサー
- 谷本真規 - ヴォイストレーナー

マスコミ
- 佐藤のりゆき - ニュースキャスター、元北海道放送アナウンサー
- 朝妻久実 - フリーアナウンサー、旭川市観光大使
- 岩田公雄 - ジャーナリスト、元読売テレビ放送報道局特別解説委員
- 金平茂紀 - ジャーナリスト、元TBSテレビ編成制作本部 報道局長
- 青山美保 - 元テレビ岩手アナウンサー
- 明石英一郎 - 札幌映像プロダクション専務取締役エグゼクティブアナウンサー、元札幌テレビ放送アナウンサー
- 島ひとみ - フリーアナウンサー、元NHK契約キャスター（旭川→札幌）
- 鈴木俊光 - 元山陽放送・東北放送アナウンサー
- 高橋麻美 - フリーアナウンサー
- 千葉朱里 - 元北海道文化放送アナウンサー
- 折坂章子 - 気象予報士
- 奥山コーシン - 放送作家

#### スポーツ選手
格闘技
- 北の富士勝昭 - 大相撲元横綱、相撲解説者
- 旭川幸之焏 - 大相撲元関脇
- 旭國強 - 大相撲元十両
- 旭桜隆秀 - 元大相撲力士
- 福緑正義 - 大相撲元十両
- 若ノ里雄三 - 大相撲元十両
- 北吹雪弘士 - 大相撲元十両
- 旭大星託也 - 大相撲元幕内
- 高橋政男 - 柔道家
- 恵本裕子 - 柔道家・アトランタオリンピック61kg級金メダル、旭川市民栄誉賞受賞
- 上野雅恵 - 柔道家・アテネオリンピック70kg金メダル、旭川市民栄誉賞受賞
- 上野順恵 - 柔道家・ロンドンオリンピック63kg級銅メダル、旭川市民栄誉賞受賞
- 上野巴恵 - 柔道家
- 吉田義勝 - アマチュアレスリング選手・1964年東京五輪フリースタイルフライ級金メダル
- 中田茂男 - アマチュアレスリング選手・メキシコ五輪フリースタイルフライ級金メダル
- 加藤喜代美 - アマチュアレスリング選手・ミュンヘン五輪フリースタイル52キロ級金メダル
- 安廣一哉 - 空手家、K1戦士
- 阿部脩 - 大相撲力士、プロレスラー、プロレスレフェリー、俳優
- 澤田敦士 - プロレスラー、元柔道家
- 中川ともか - プロレスラー（エスオベーション所属）
- 藪下めぐみ - 女子総合格闘家
- プロスパー松浦 - ボクシング選手

陸上競技
- 髙平慎士 - 陸上選手、北京オリンピック男子400mリレー銀メダル、旭川市民栄誉賞受賞
- 北口榛花 - 陸上競技選手、パリオリンピック女子やり投金メダル、旭川市民栄誉賞受賞
- 久保倉里美 - 陸上選手

球技
- ヴィクトル・スタルヒン - 元プロ野球選手（読売ジャイアンツ他、プロ野球初の300勝投手）
- 干場一夫 - 元プロ野球選手（阪神タイガース）
- 鈴木貴久 - 元プロ野球選手（近鉄バファローズ）
- 星野伸之 - 元プロ野球選手（オリックス・ブルーウェーブほか）、解説者、旭川市民栄誉賞受賞
- 明石健志 - 元プロ野球選手（福岡ソフトバンクホークス）
- 浅沼寿紀 - 元プロ野球選手（北海道日本ハムファイターズ）
- 伊林厚志 - 元プロ野球選手（ヤクルトスワローズ）
- 笠井崇正 - 元プロ野球選手（横浜DeNAベイスターズ）
- 杉山俊介 - 元プロ野球選手（横浜ベイスターズほか）
- 牧谷宇佐美 - 元プロ野球選手（ヤクルトスワローズ）
- 田沢由哉 - 元プロ野球選手（埼玉西武ライオンズ）
- 田中楓基 - プロ野球選手（千葉ロッテマリーンズ）
- 成瀬功亮 - 元プロ野球選手（読売ジャイアンツ）
- 石田充冴 - プロ野球選手（読売ジャイアンツ）
- 沼田翔平 - プロ野球選手（ヤクルトスワローズ）
- 持丸泰輝 - プロ野球選手（広島東洋カープ）
- 𨂊池均 - 元プロ野球審判員
- 石田威仁 - 元野球選手
- 岩本賢一 - 北海道日本ハムファイターズ球団職員
- 阿部陽輔 - 元プロサッカー選手（横浜F・マリノス、ツエーゲン金沢）、指導者、キックボクサー
- 内田錬平 - 元プロサッカー選手（カターレ富山他）
- 尾崎祐司 - 元プロサッカー選手（コンサドーレ札幌）
- 北出勉 - 元プロサッカー選手（ジュビロ磐田他）、指導者
- 本田れん - プロサッカー選手
- 菊地花奈 - 女子サッカー選手
- 高橋健介 - フットサル選手
- 吉野美津子 - バレーボール選手、元日本女子代表
- 成田郁久美 - バレーボール選手、元全日本女子
- 舟根綾菜 - バレーボール選手
- 外崎航平 - バレーボール選手
- 遠山向人 - バスケットボール選手、指導者（熊本ヴォルターズ）
- 高田汐織 - 元バスケットボール選手
- 町田瑠唯 - バスケットボール選手（ワシントン・ミスティクス-WNBA）、旭川市民栄誉賞受賞
- 志田萌 - バスケットボール選手
- 大西樹 - ラグビー選手（埼玉パナソニックワイルドナイツ）
- 高橋勝成 - プロゴルファー
- 高橋完 - プロゴルファー、ゴルフ指導者

ウインタースポーツ
- 但野寛 - クロスカントリースキー選手（1936年ガルミッシュ・パルテンキルヘンオリンピック代表）
- 荒井秀樹 - スキー指導者
- 竹内智香 - スノーボード選手、ソチオリンピックパラレル大回転銀メダル、旭川市民栄誉賞受賞
- 安藤麻 - アルペンスキー選手
- 佐藤瞳 - フリースタイルスキー選手
- 大塚博文 - スピードスケート選手
- 小野粧子 - アイスホッケー選手

その他
- 金山明彦 - 競馬騎手、調教師
- 丸田恭介 - 競馬騎手
- 俵信之 - 競輪選手
- 熊谷直樹 - 競艇選手
- 三浦敬太 - 競艇選手
- 三浦裕貴 - 競艇選手
- 阿部孝夫 - モーターサイクル・ロードレーサー

#### 旭川市シンボルキャラクター「あさっぴー」
2010年（平成22年）の旭川市開村120年に合わせて誕生した。旭橋のベルトや旭川ラーメンのフリンジなど旭川の特徴を取り入れ、“旭川”の“ハッピー”を願うキャラクターとなっている。

### ゆかりのある人物
※太字は旭川観光大使

#### 政治・経済・軍事・社会活動
- 永山武四郎 - 元貴族院議員、元北海道庁長官、陸軍軍人
- 岩村通俊 - 政治家。元北海道庁長官、元鹿児島県令、元沖縄県令、元佐賀県令
- 鈴木亀蔵 - 実業家。旭川市域最初の和人定住者
- 酒井峰治 - 実業家。元白虎隊士
- 大谷岩太郎 - 実業家、政治家、元旭川村総代人、元旭川町会議員
- テオドール・エードラー・フォン・レルヒ - オーストリア＝ハンガリー帝国陸軍軍人、スキー指導者
- 斎藤瀏 - 陸軍軍人、歌人。元第7師団参謀長
- 佐野文子 - 社会運動家
- 佐々木秀世 - 政治家。元衆議院議員、元運輸大臣
- 菅野久光 - 政治家。元参議院議員
- 川田正則 - 政治家。元衆議院議員
- 浅川浩 - 実業家。元衆議院議員
- 林路一 - 政治家。元衆議院議員

#### 学術・文化
- 田中菊雄 - 英語学者
- 北村紗衣 - 英文学者
- 魚井一由 - 言語研究者、通訳人
- 小熊秀雄 - 詩人、漫画原作者
- 安部公房 - 小説家、劇作家
- 遠藤啄郎 - 劇作家、演出家
- 斎藤史 - 歌人
- 三浦光世 - 歌人。三浦綾子は妻
- 西川徹郎 - 俳人、文芸評論家
- 高野斗志美 - 文芸評論家
- 太田紫織 - 小説家、推理作家
- 徳長しのぶ（岡しのぶ） - 歌人
- 藤本壮介　- 建築家
- 中原悌二郎 - 彫刻家
- 加藤顕清 - 彫刻家
- 神田一明 - 画家。神田比呂子は妻
- 神田比呂子 - 彫刻家。神田一明は夫
- 太田敏孝‐木彫作家
- 小林米作 - 記録映画カメラマン、映画プロデューサー
- 外山啓介 - ピアニスト
- 資延敏雄 - 僧侶。元金峰寺住職
- 永江二朗 - 映画監督、脚本家
- 新波歩 - 漫画家、イラストレーター

#### 芸能・ポピュラー音楽・マスコミ
- 宇多田ヒカル - シンガーソングライター、母親が旭川市出身の藤圭子
- 武田真治 - 俳優、ミュージシャン、父親が旭川市出身
- 森崎博之 - 俳優、タレント
- 大村英治 - テレビプロデューサー
- マダムケロコ - ラジオパーソナリティ
- コウメ太夫　- お笑いタレント

#### その他
- 内山雄介 - 元プロ野球選手
- 山部佳苗 - 柔道選手、旭川市民栄誉賞受賞
- 小菅正夫 - 獣医師。元旭山動物園園長
- P. C. ソーカー - 魔術師

## 旭川市を舞台にした作品
ロケーション撮影に関する窓口として「旭川地域フィルムコミッション」（旭川FC）を設立している。

### 文学
小説
- 三浦綾子『氷点』
- 村上春樹『ノルウェイの森』
- 徳富蘆花『寄生木』
- 井上靖『幼き日のこと』
- 岡田三郎『惨めな戯れ』
- 坂東三百『兵村』
- 西村京太郎『東京 - 旭川殺人ルート』
- 梓林太郎『大雪・層雲峡殺人事件』
- 桜庭一樹『少女七竈と七人の可愛そうな大人』
- 太田紫織『櫻子さんの足下には死体が埋まっている』
- 加藤千恵『ラジオラジオラジオ!』

詩
- 宮沢賢治「旭川」（『春と修羅』より）[145]

随筆
- 大町桂月『層雲峡より大雪山へ』[146]

### 漫画
- ヤマモトマナブ『リピートアフターミー』
- ヤマモトマナブ『キューナナハチヨン』
- 野田サトル『ゴールデンカムイ』

### アニメーション
- 『櫻子さんの足下には死体が埋まっている』[147]

### 映画
- 『氷点』 （1966年、山本薩夫監督、若尾文子主演）
- 『流れの譜』
- 『動乱』
- 『学校II』
- 『四月物語』 （1998年、岩井俊二監督、松たか子主演）
- 『雨鱒の川』
- 『遠くの空に消えた』
- 『犬と私の10の約束』
- 『旭山動物園物語 ペンギンが空をとぶ』 （2009年、マキノ雅彦監督、西田敏行主演）
- 『ホコリと幻想』

### ドラマ
- 『旅路』
- 『山岳ミステリー』
- 『さすらい刑事旅情編II 寝台特急“北斗星”・層雲峡の女』
- 『ラーメン刑事「龍」の殺人推理「北海道旭川氷点下41度の完全犯罪! 雪の結晶は天からの証言者」』
- 『ヤンキー母校に帰る』
- 『土曜ワイド劇場 フリー女子アナの殺人リポート』
- 『西村京太郎トラベルミステリー42 北帰行殺人事件 口紅を塗られた男の死体が三つ! 超豪華寝台カシオペアと特急オホーツクが結ぶ殺人トリック』
- 『赤い疑惑・北海道編』
- 『氷点』
- 『ヤマトナデシコ七変化』
- 『奇跡の動物園〜旭山動物園物語〜』
- 『美ら海からの年賀状』
- 『シロクマ園長 命の事件簿』
- 『ラブレイン』
- 『風のガーデン』

### 音楽
北海道のご当地ソング一覧も参照。
- 中坪健「旭川ブルース」
- 細川たかし「旭川恋の町」
- 美川憲一「旭川の夜」